# Музей мистецтва Метрополітен
Музей мистецтва Метрополітен (Metropolitan Museum of Art, розмовне The Met) — відомий художній музей США, заснований в Нью-Йорку в 1870 році. Головна його будівля розміщена в Центральному парку на Манхеттенському Верхньому Іст Сайді, філія — у парку Форт-Трайон. 
Четвертий за відвідуваністю та четвертий за площею музей у світі. 
Музей мистецтва Метрополітен займав четверте місце в ТОП-20 музеїв світу за чисельністю відвідувань у допандемічному 2019 році за даними Theme Index and Museum Index 2022 (перше місце в ТОП-20 займав Лувр). Metropolitan Museum of Art у 2019 році мав майже 6,8 млн. відвідувань. Пандемія Covid-19 сильно вплинула на відвідування – у 2020 році кількість відвідувачів становила 1,1 млн. осіб, у 2021 році – 2,0 млн. Однак, у 2022 році стан справ покращився, відбулося певне відновлення інтересу до Метрополітен музею, чисельність відвідувань збільшилась до 3,2 млн.
Музейний фонд становить понад 2 мільйони експонатів, які охоплюють 5000-річну історію культури людства з усіх куточків світу. У музеї представлені пам'ятки образотворчого та декоративно-ужиткового мистецтва Стародавніх Єгипту, Греції та Риму, країн Західної Європи (Італії, Франції, Фландрії, Голландії, Англії, Німеччини та ін.), Близького і Далекого Сходу. Є місцем перебування енциклопедичної колекції музичних інструментів, костюмів та аксесуарів, а також зброї та обладунків. У 1924 році був відкритий відділ американського мистецтва.
У його галереях розміщені кілька інтер'єрів, історія яких веде відлік від часів І століття у Римі до дизайнів сучасної Америки.
Музей мистецтва Метрополітен заснований 1870 року з метою підвищення зацікавленості американського народу до історії та мистецтва.

## Відділи музею (Curatorial departments)
- Картинна галерея
- Західноєвропейська скульптура
- Відділ Стародавнього Єгипту
- Бібліотека
- Відділ ужиткового мистецтва (меблі, гобелени, порцеляна, дитячі іграшки)
- Відділ історичної зброї
- Історичні музичні інструменти
- Американське ужиткове мистецтво
- Фондосховище
- Середньовічне мистецтво (філія The Cloisters)
- Відділ малюнків і гравюр
- Мистецтво ісламських країн
- Мистецтво Давнього Єгипту
- Мистецтво Африки, Океанії і доколумбової Америки.

## Історія створення

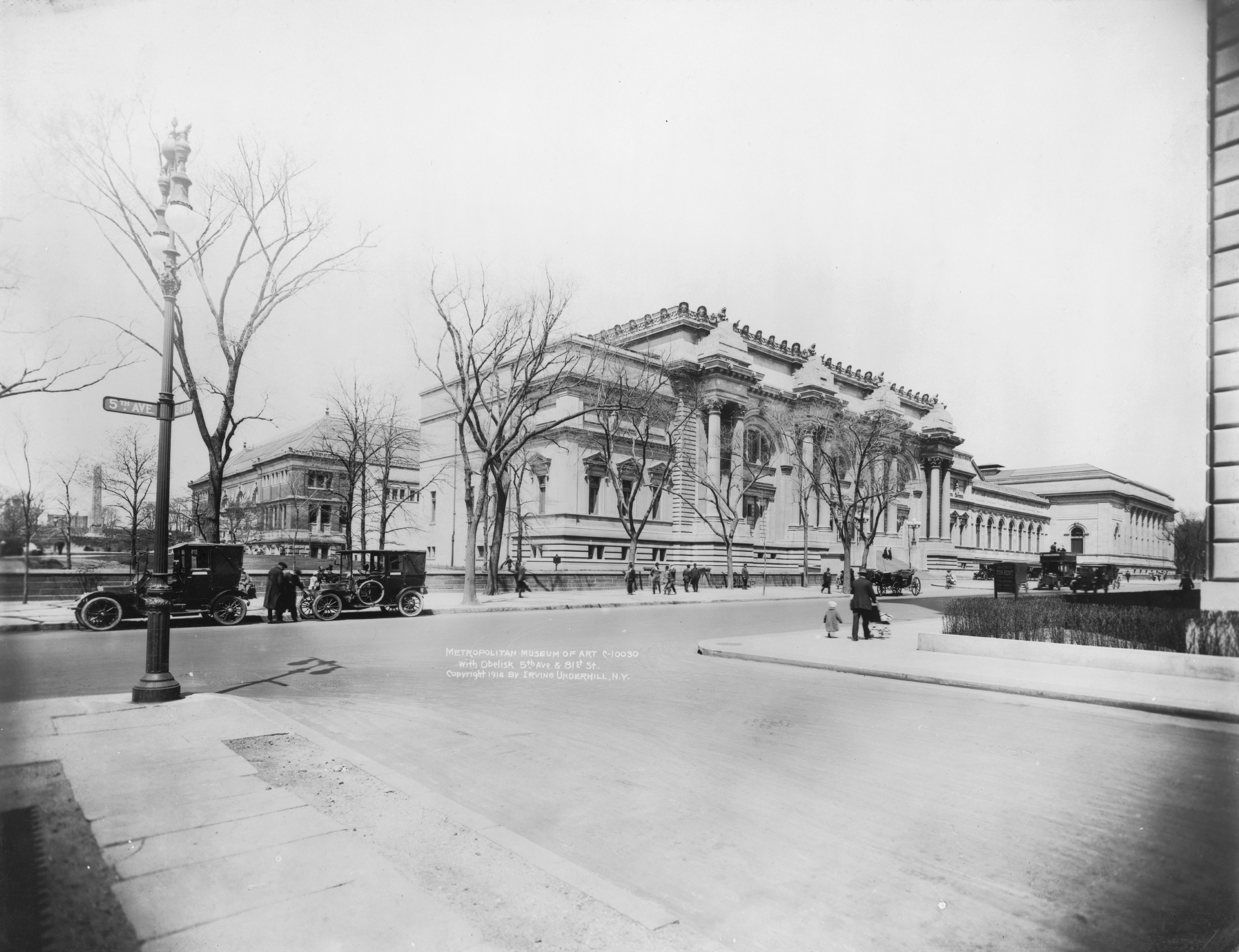
Музей у 1914

- 1864 — постанова до спра́ви про створення художнього музею в місті Нью-Йорк.
- 31 січня 1870 обрано правління майбутнього музею. 13 квітня 1870 надрукована хартія про офіційне створення музею. Пізніше розпочато будівництво першого приміщення для музею.
- У березні 1880 відкрито перше приміщення музею (архітектори — Колвер Во, Рей Маулд), у 1888 і 1894 — дві добудови.
- 1902 — нове приміщення[d] в помпезному стилі неокласицизму на східному боці (фасад на 5-ту авеню), що затуляло старі будівлі і стало візитівкою музею.
- 1924 — павільйон для експонування декоративно-ужиткового мистецтва США, що став найбільшим і найповнішим в країні.
- 1937 — засновано Інститут костюму, який передав музею одяг від XVII до XX ст. різних народів світу, аксесуари, фотоархів, модні видання.
- 1950-1960 — облаштування наукової бібліотеки музею, що став найбільшою збіркою видань із мистецтва в США.
- 1980—1984 — нові галереї (загальна площа 2 400 м²) для експонування живопису доби європейського Відродження, живопису XIX ст, колекції італійських бронз, меблів майстрів Франції різних епох, німецької порцеляни з колекції пана Лінського.

У лютому 2017 музей зробив загальнодоступними 375 000 оцифрованих зображень художніх робіт зі своєї колекції. Ці картини і фотографії можуть бути вільно використані як в особистих, так і в комерційних цілях (рівень ліцензії Creative Commons 'CC0').

## Фінансова підтримка
- Фінансова підтримка Метрополітен-музею спочатку була незначною. Аби мати експонати, пішли шляхом замовлень на копії і відливки з гіпсу.
- Переломним став 1901, коли мільйонер Джейкоб С. Роджерс заповів музею $4 500 000 на придбання дійсно «рідкісних і високохудожніх витворів мистецтва» і суттєвого поповнення наукової бібліотеки музею. Спрацювала довга традиція благодійності і музей отримав значні фінансові вливання від різних благодійників. Гроші розміщені в банку, їх не витрачають, а використовують відсотки з капіталу на виплати. Музей має своє видавництво і заробляє ще декількома цілком законними засобами. Але повага до меценатів залишається провідною політикою адміністрації. Імена найвідоміших меценатів викарбувані золотом в одному з вестибюлів музею.
- Точно дотримується адміністрація і умов прискіпливих заповітів. У 1914 музей по заповіту Бенджамена Алтмана (1840—1913) отримав його приватну колекцію (східні й іранські килими, скульптура і живопис доби Відродження і XVII століття) з умовою експонування як єдиного цілого. Музей не розподілив речі в різні відділи (як того вимагає музейна наука) й експонує збірку як єдину культурну та меморіальну пам'ятку доби.
- Завдяки моді на артефакти зі Стародавнього Єгипту та могутній фінансовій підтримці, МЕТ отримав надзвичайну кількість оригіналів мистецтва тодішньої цивілізації. Серед експонатів музею — сфінкси, скульптури фараонів, рельєфи та стінописи з храмів і поховальних комор, меблі Єгипту, папіруси, ювелірні вироби. Серед найкращих здобутків музею — храм, вивезений з Дендуру. Колекція історичних пам'яток Стародавнього Єгипту вважається найповнішою у світі і найкращою у США.

## Інтер'єри музею

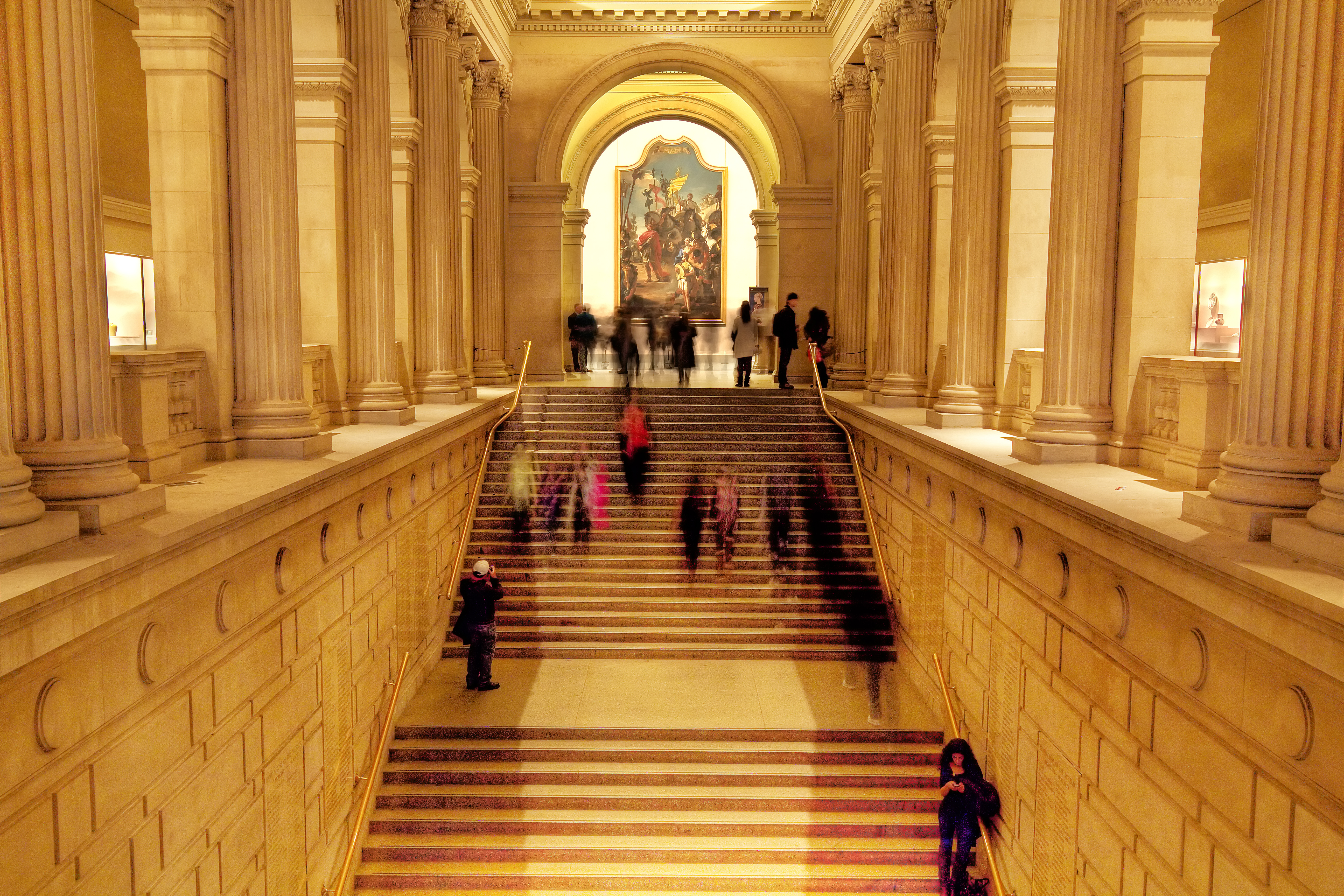
Парадні сходи
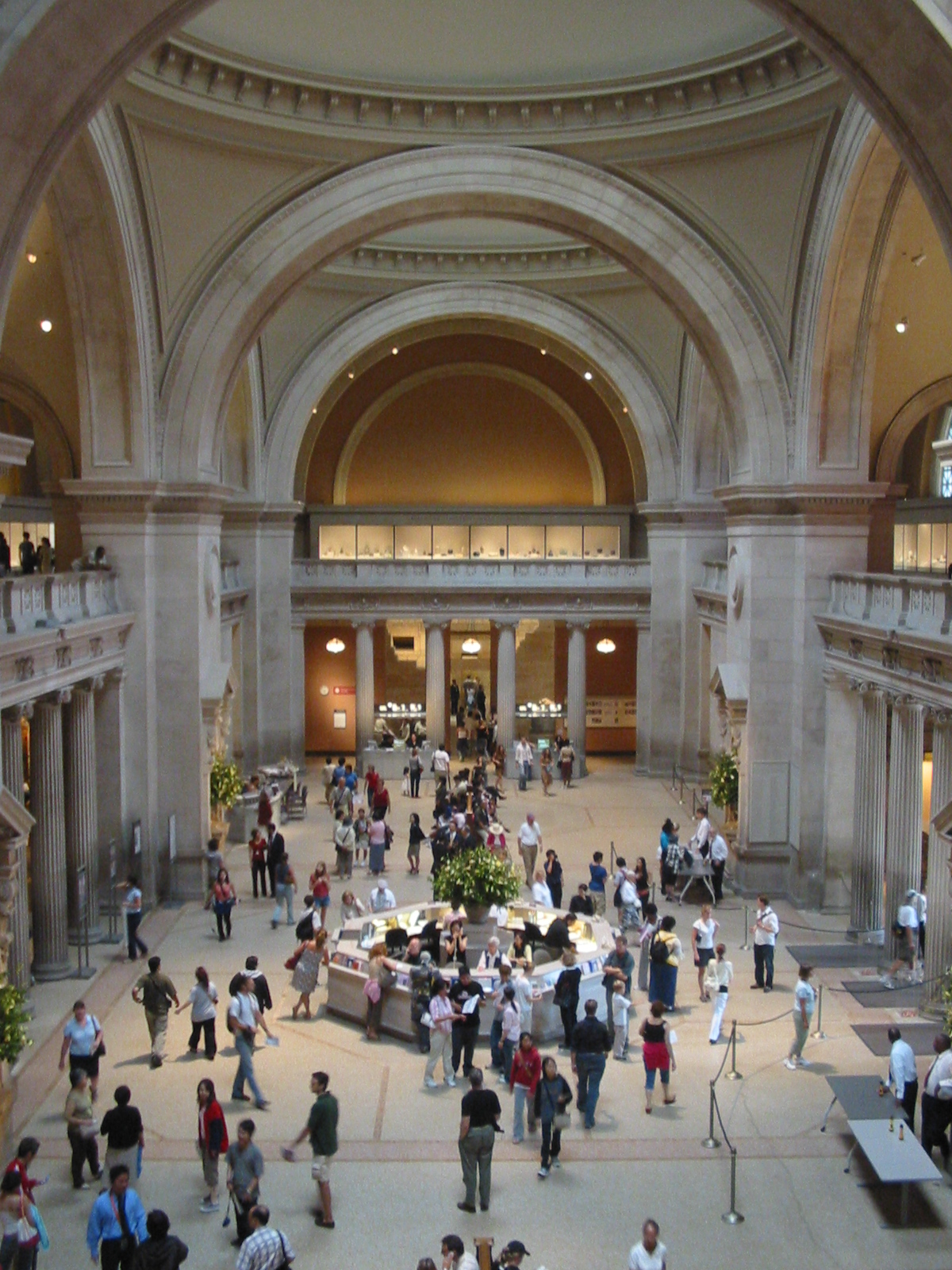
Вестибюль
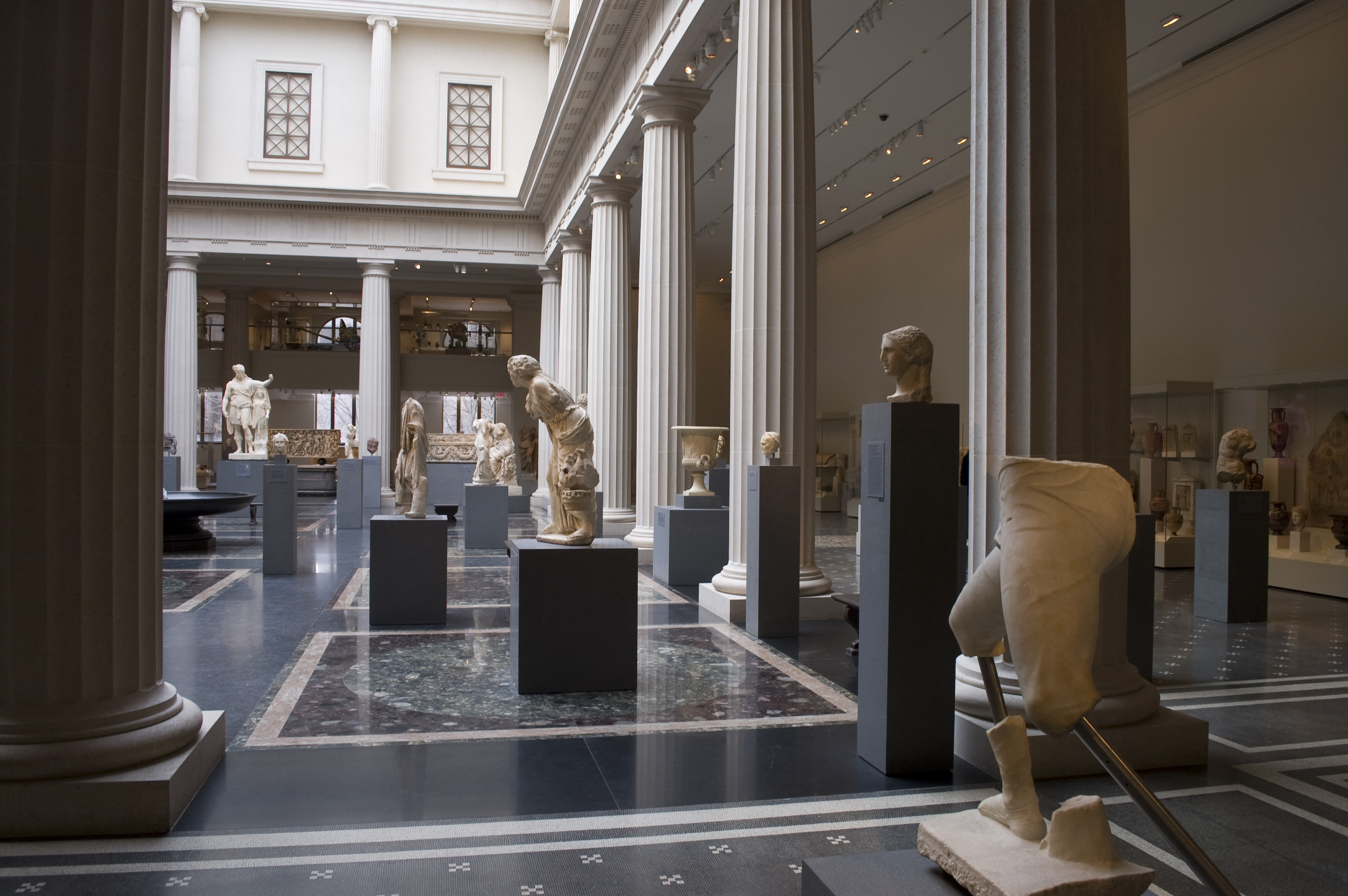
Греко-римська галерея
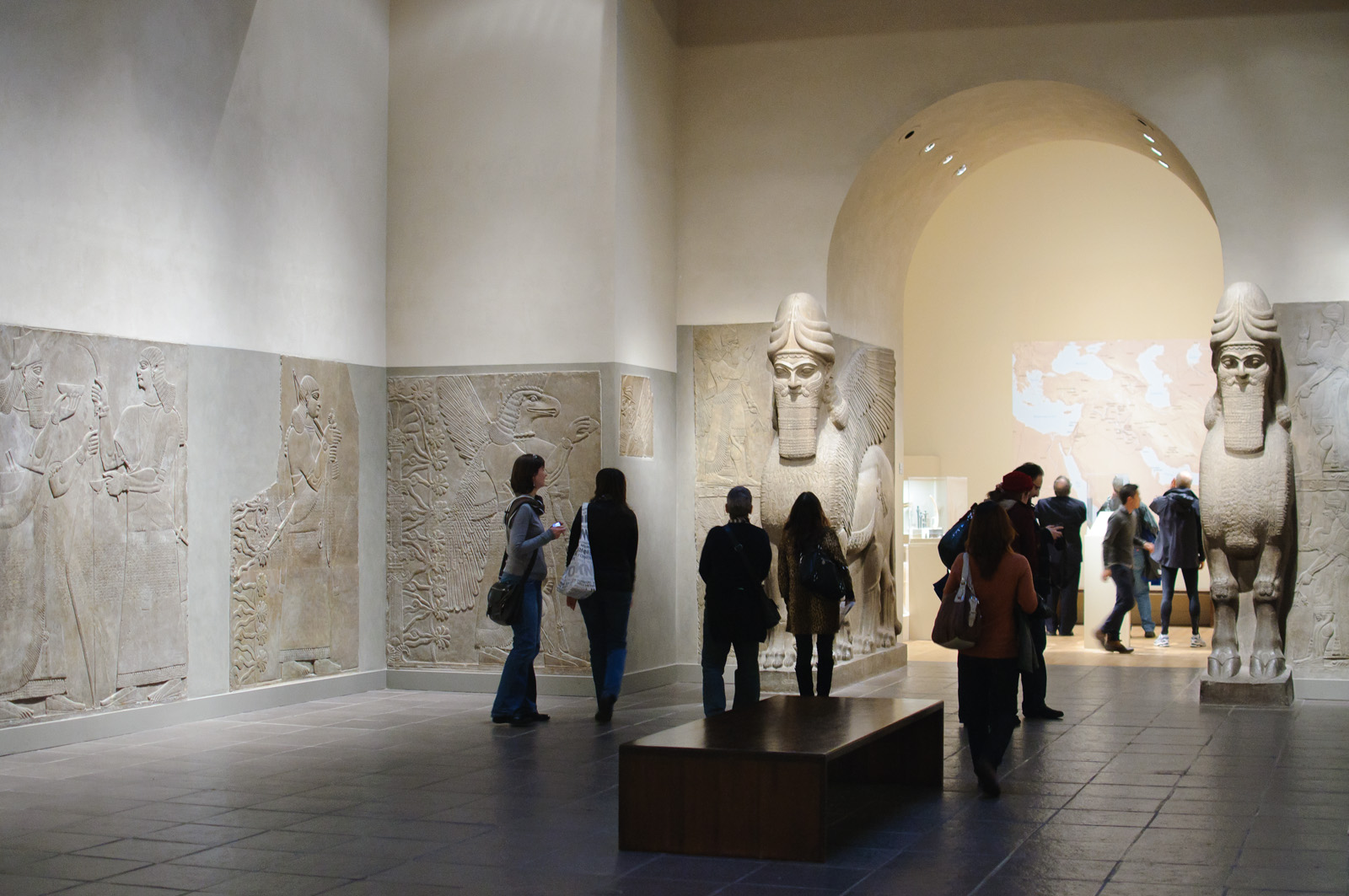
Зала з ассирійськими рельєфами палацу Ашурнасірпала II
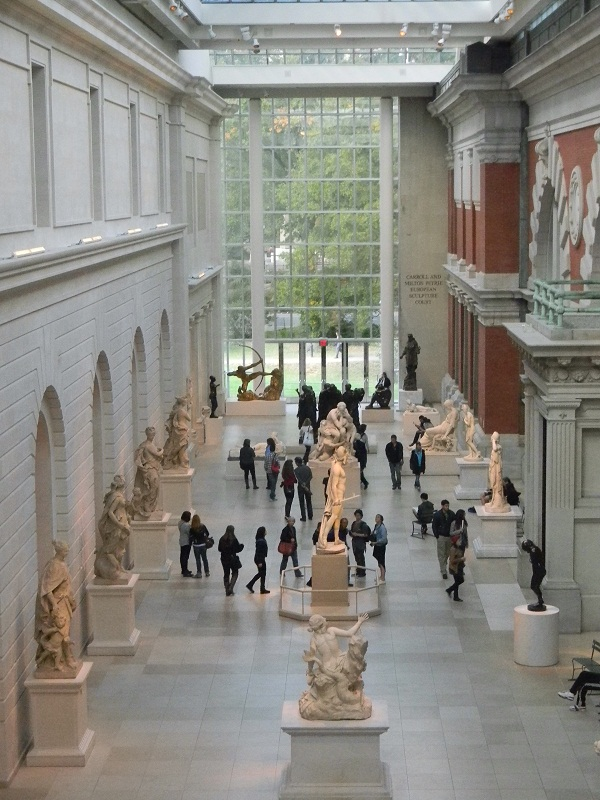
Галерея скульптур

### Зразки історичних інтер'єрів у збірці

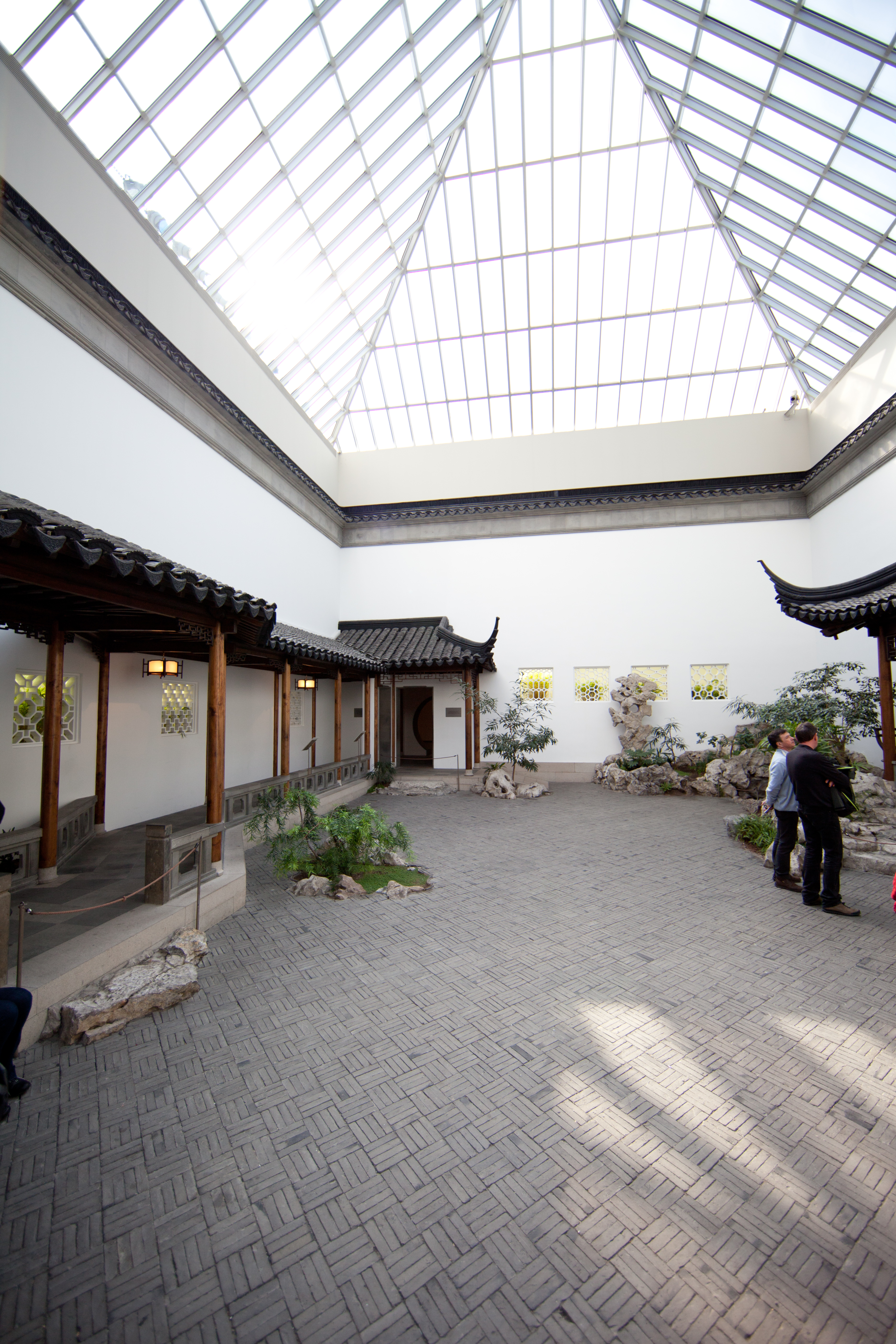
Китайський дворик
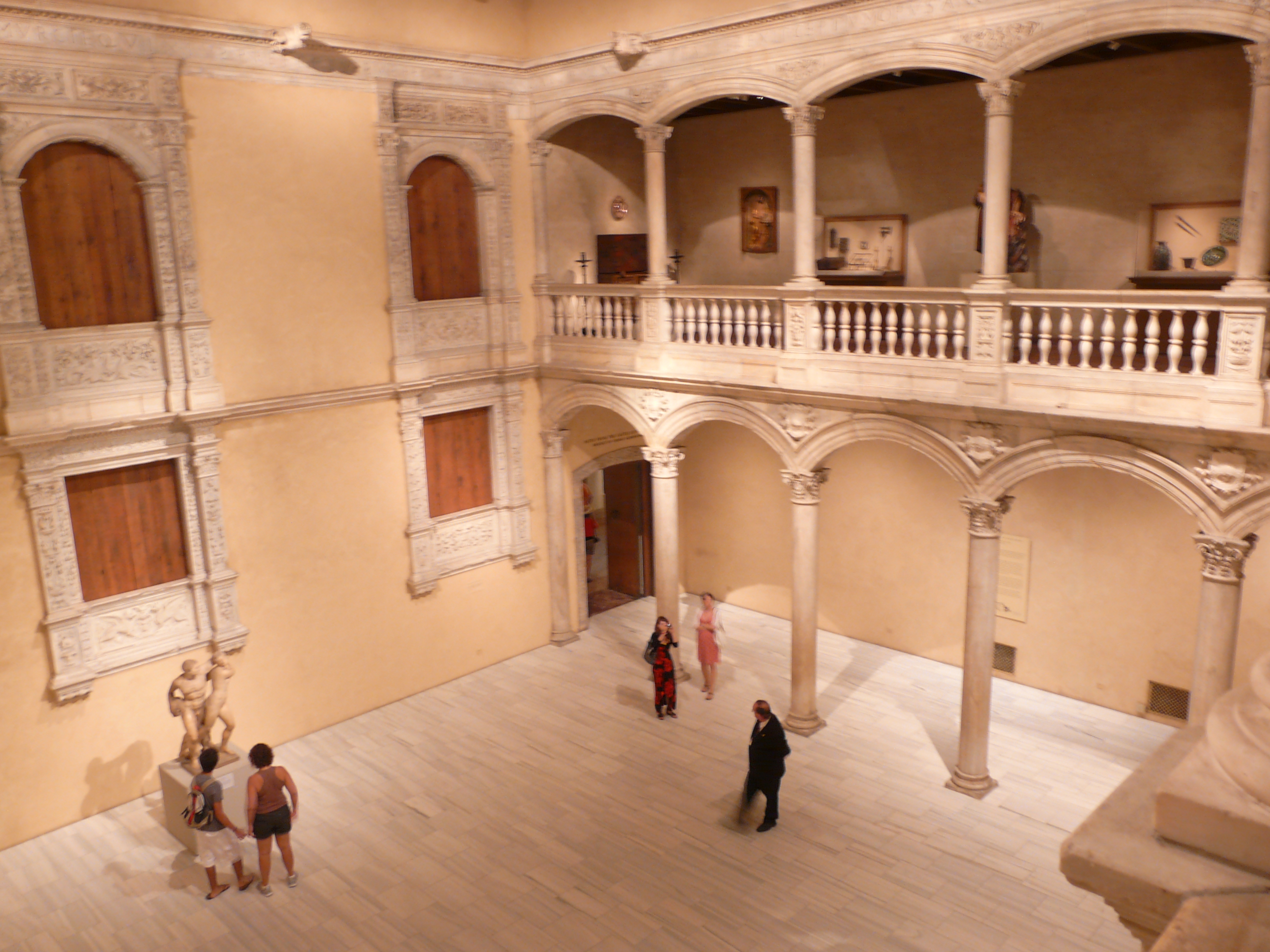
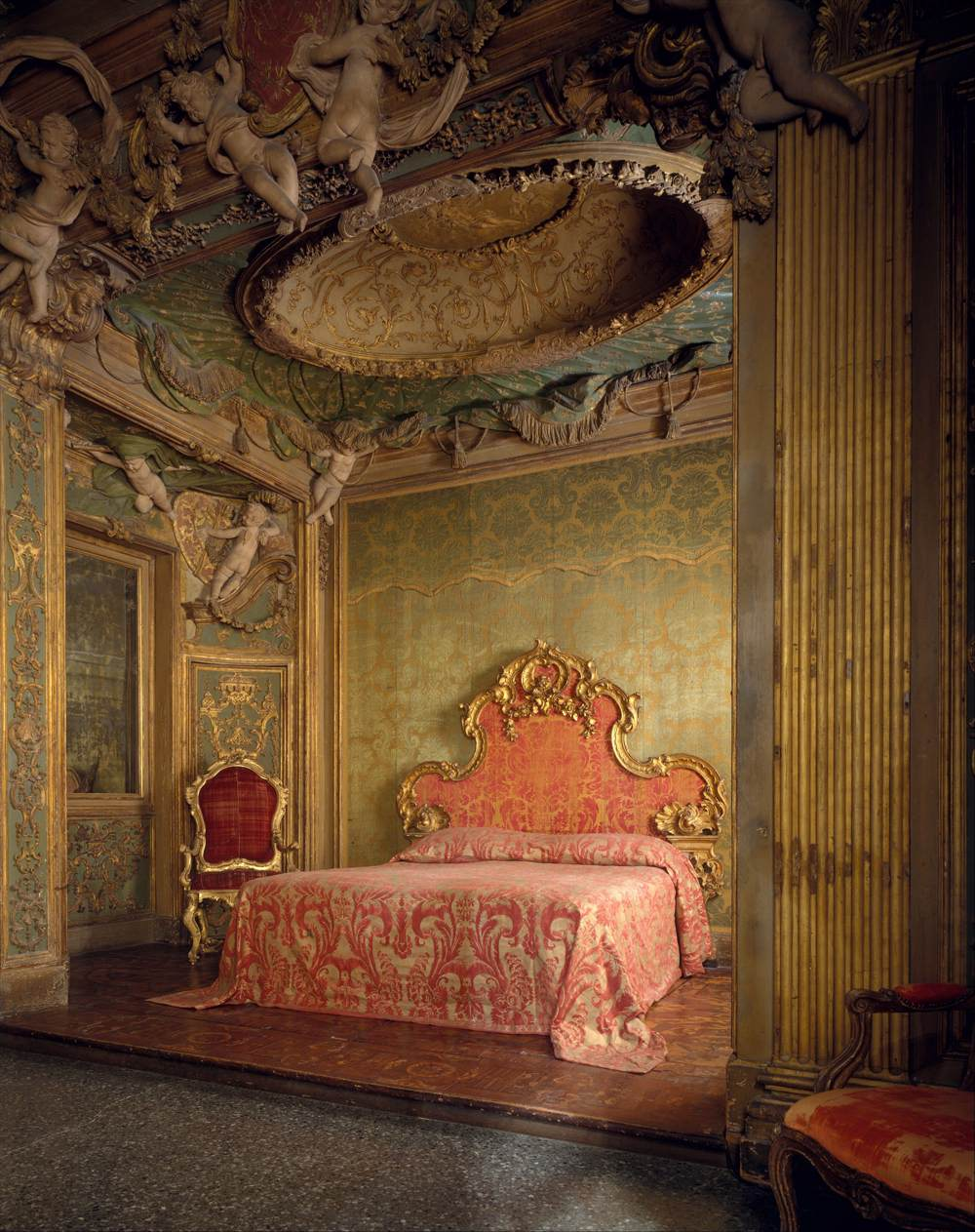
Парадна спальня з палацу Сагредо, 1718, Венеція

## Колекції

### Відділ Стародавнього Єгипту

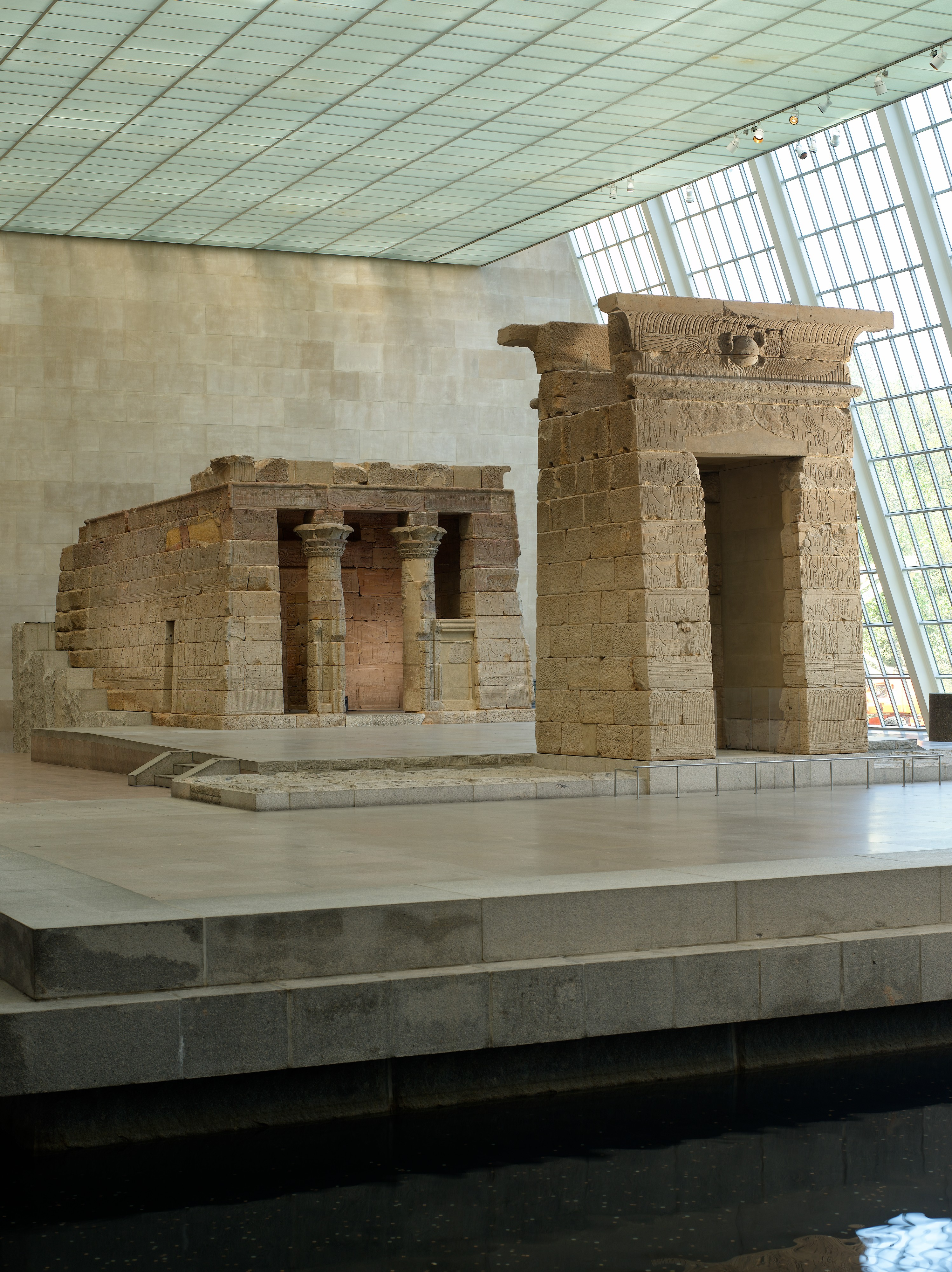
Храм Дендур
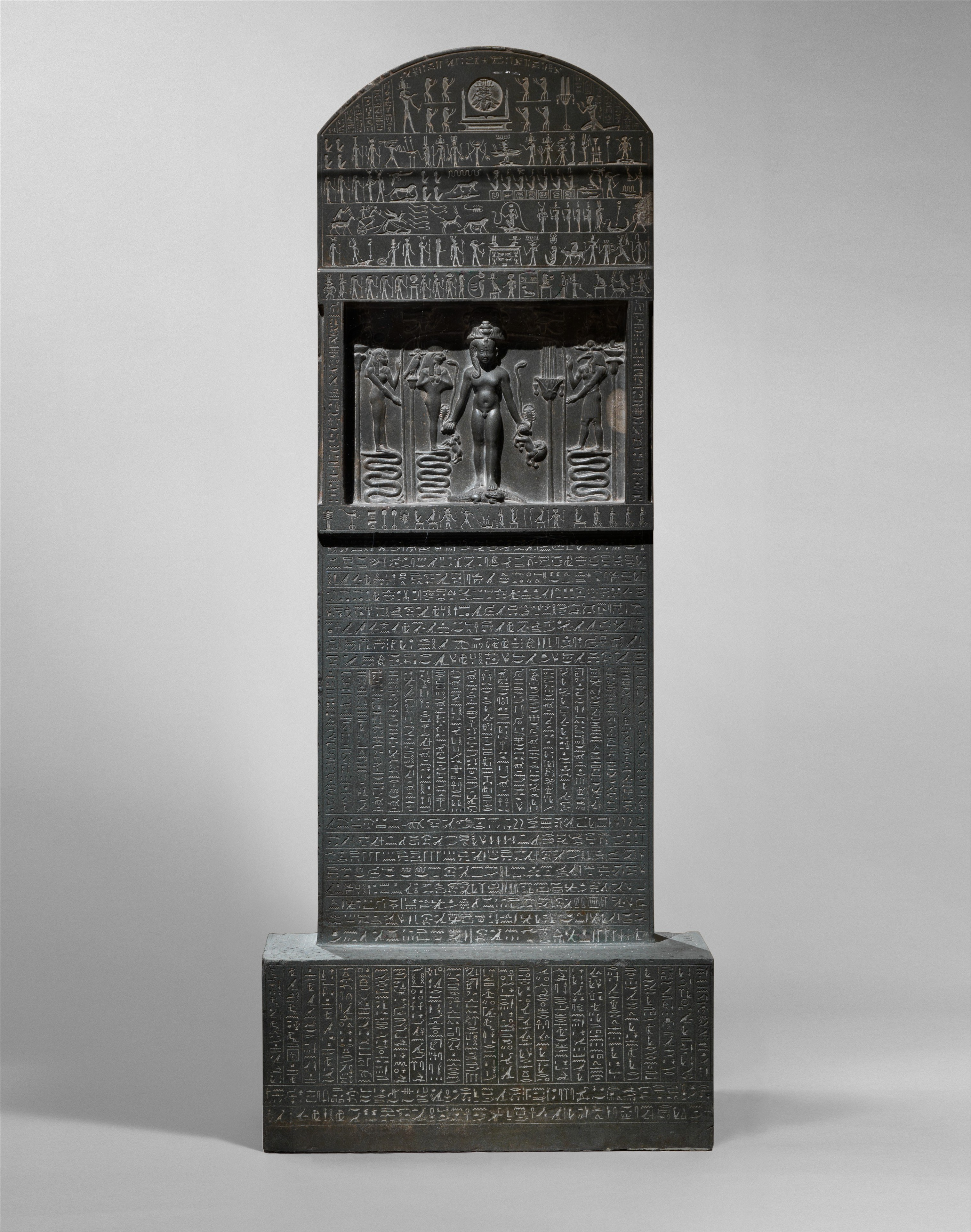
Магічна стелла, 360—343 до н. е.
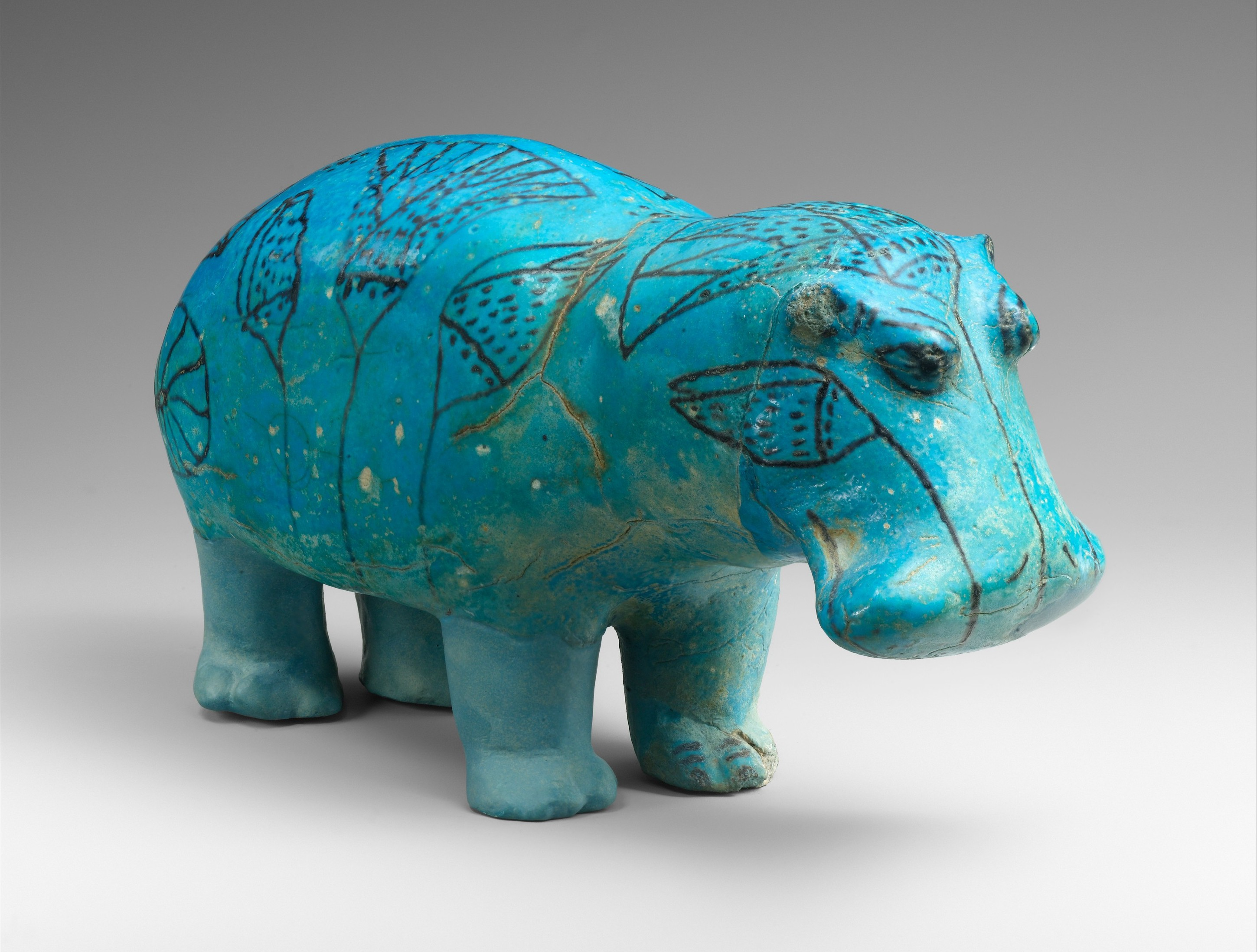
Бегемот «Вільям», маскот музею, 1961—1878 до н. е.
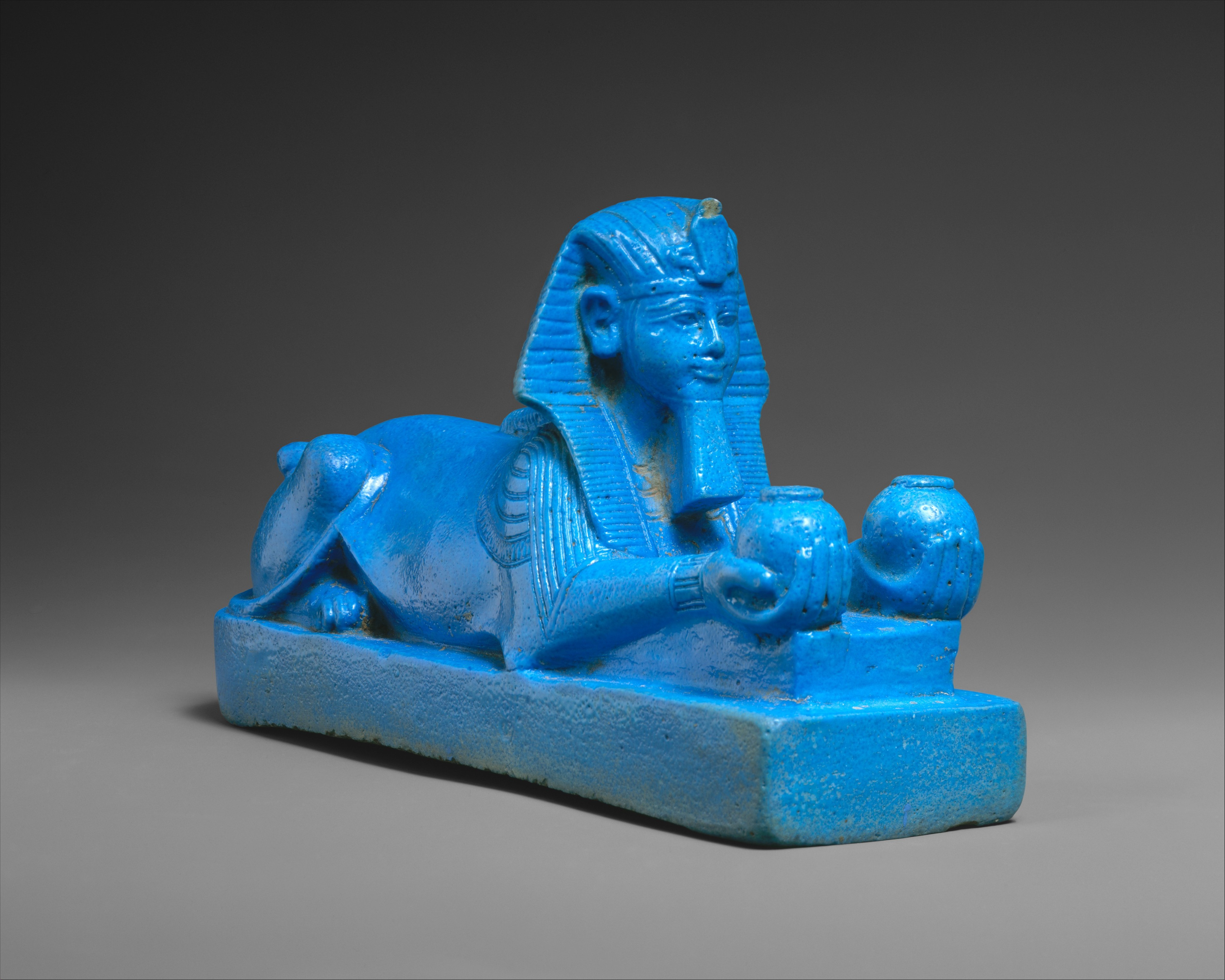
Сфінкс Аменхотепа III
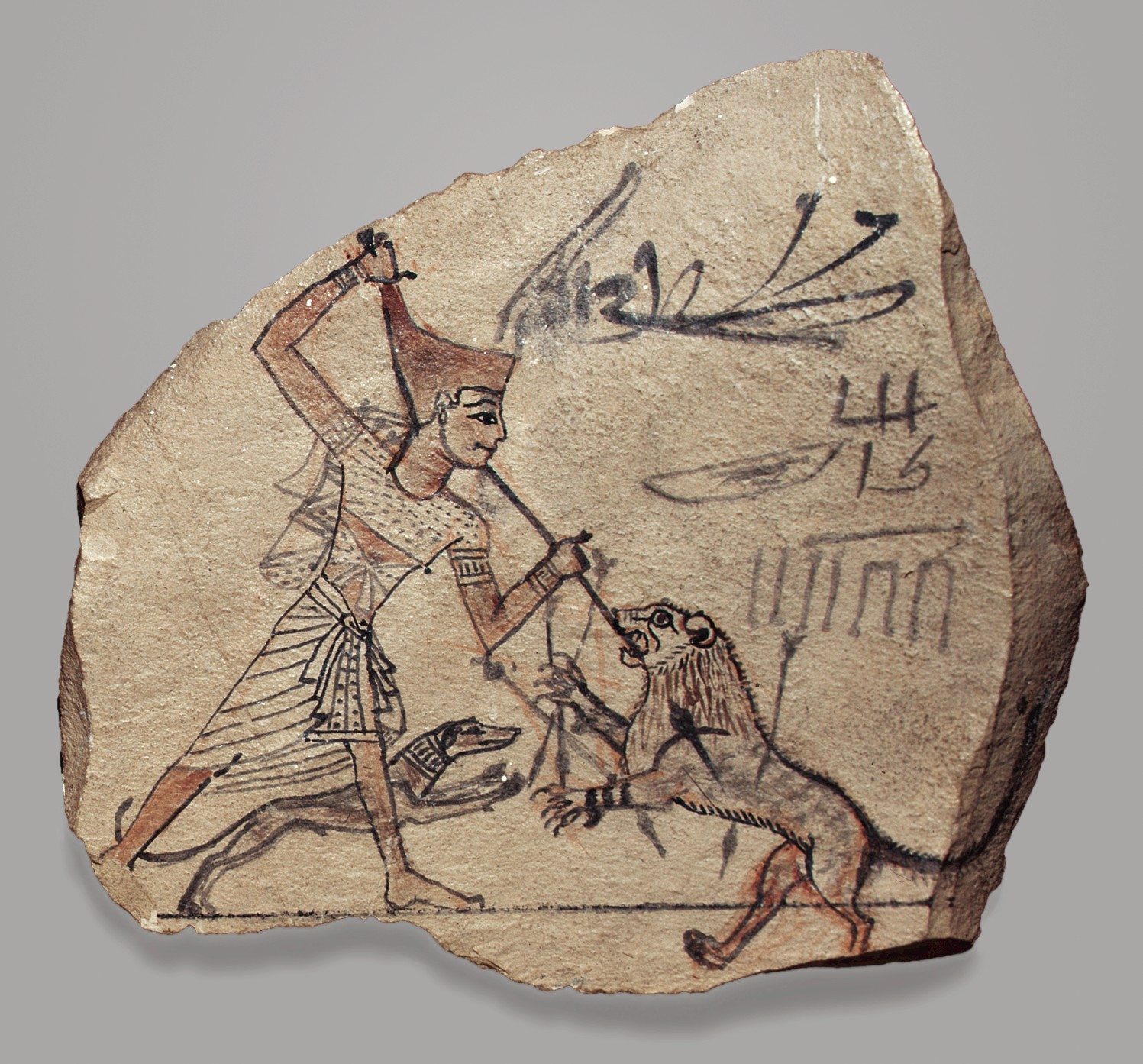
Фараон вражає списом лева (ескіз)
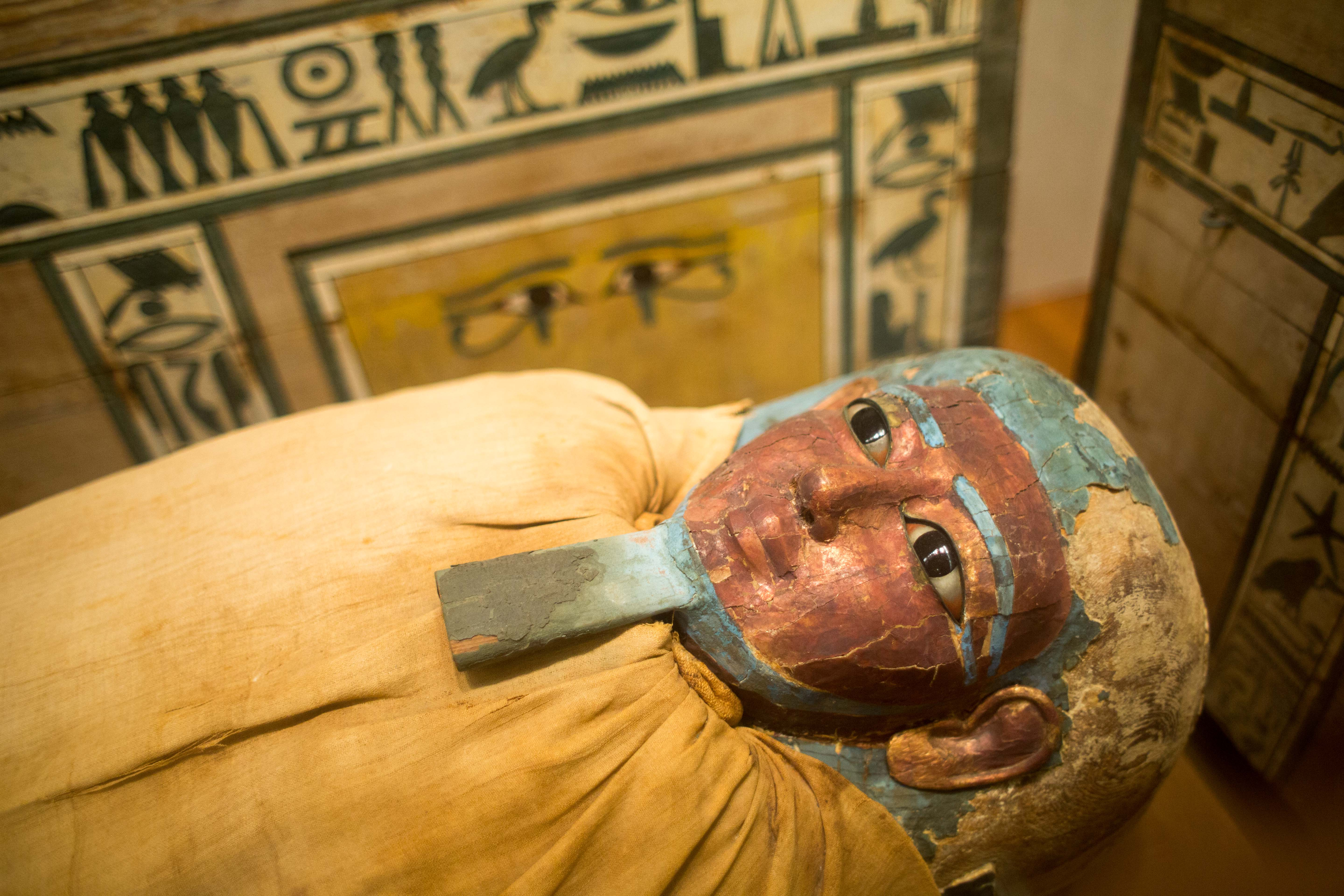
Мумія
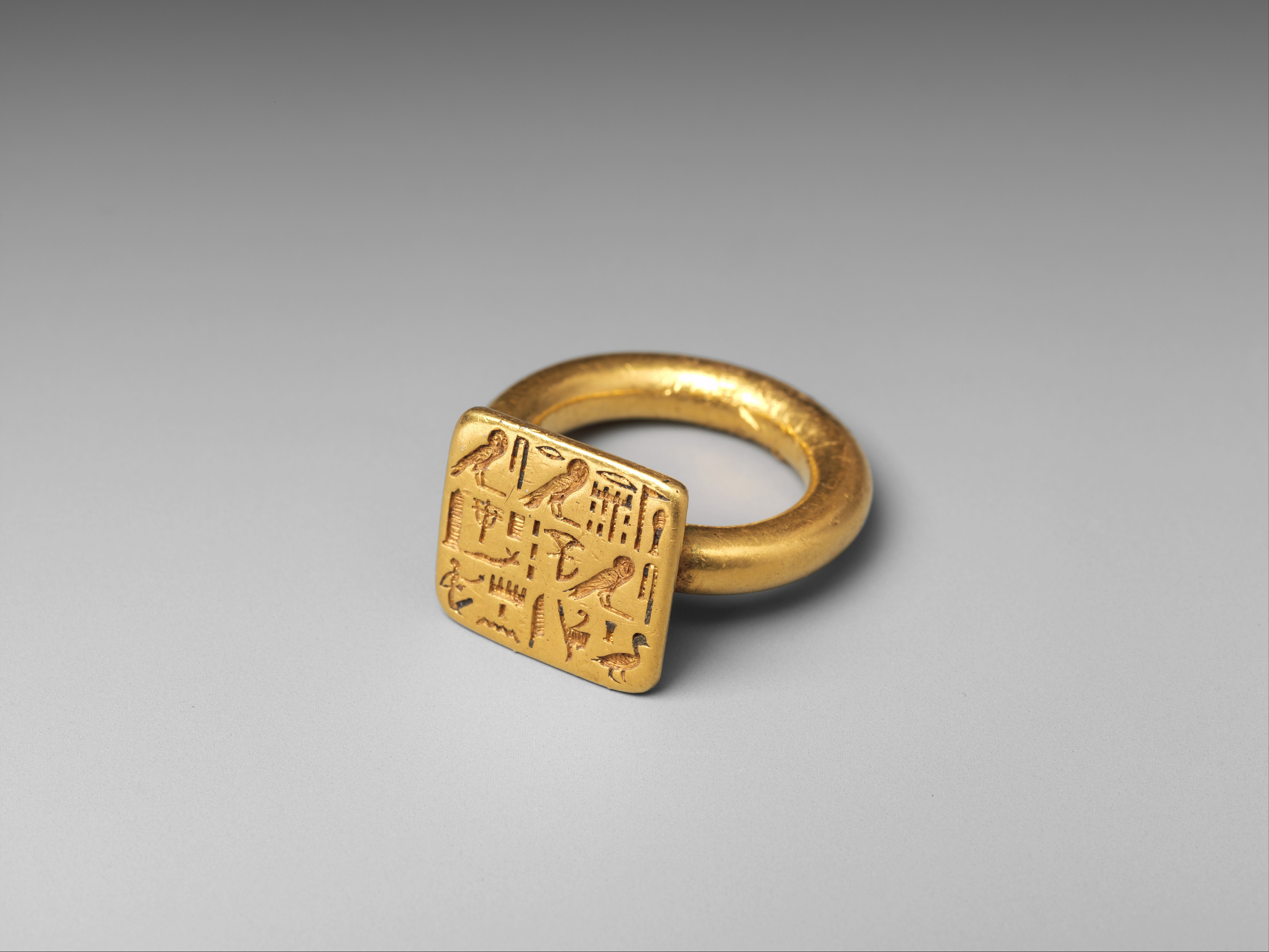
Перстень, 6 ст. до н. е.

### Грецька та римська колекції

#### Колекції давньогрецької кераміки

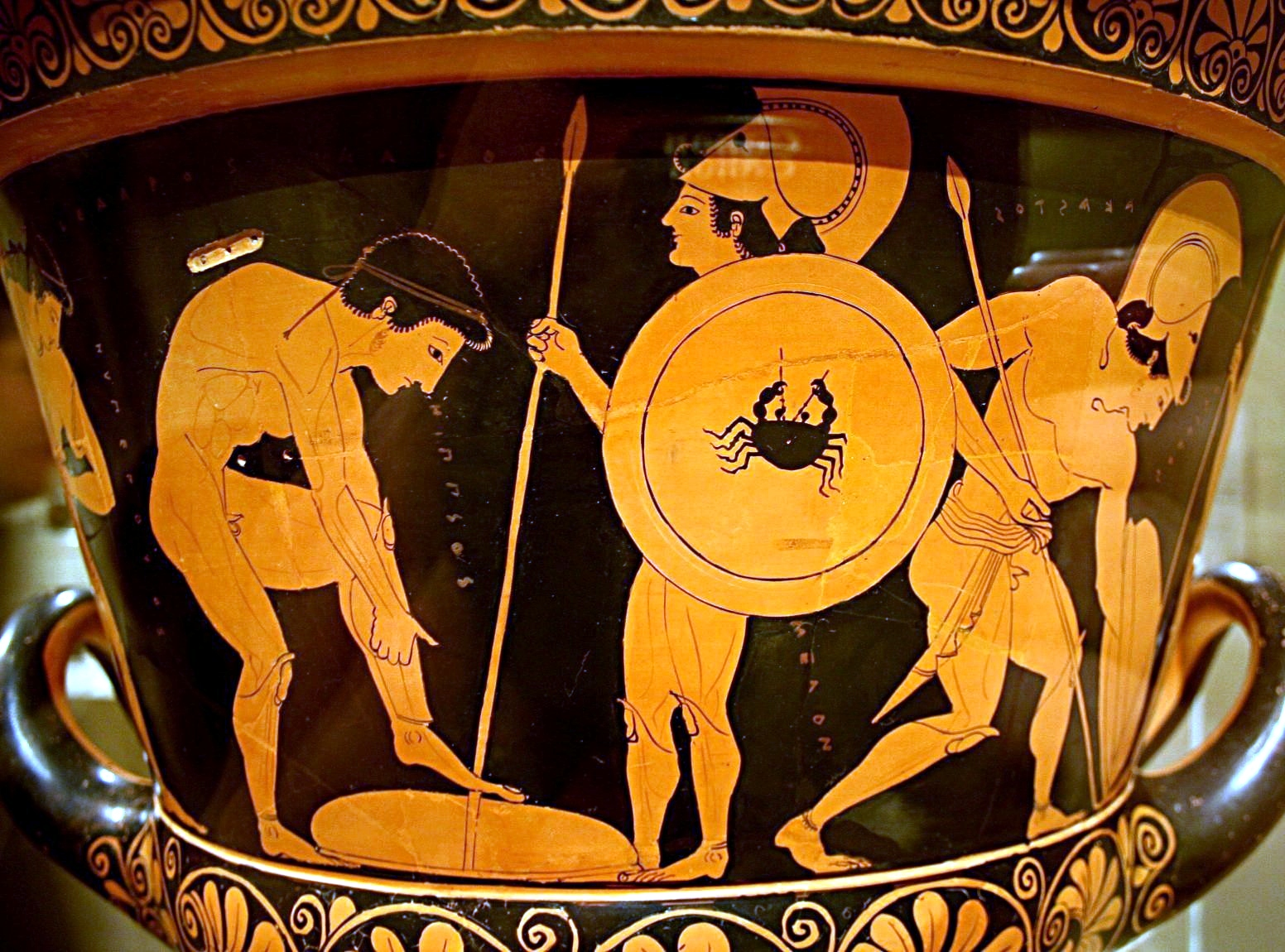
Кратер Ефронія, бл. 515 р. до н. е. (переданий до Рима як незаконно переміщений твір мистецтва)
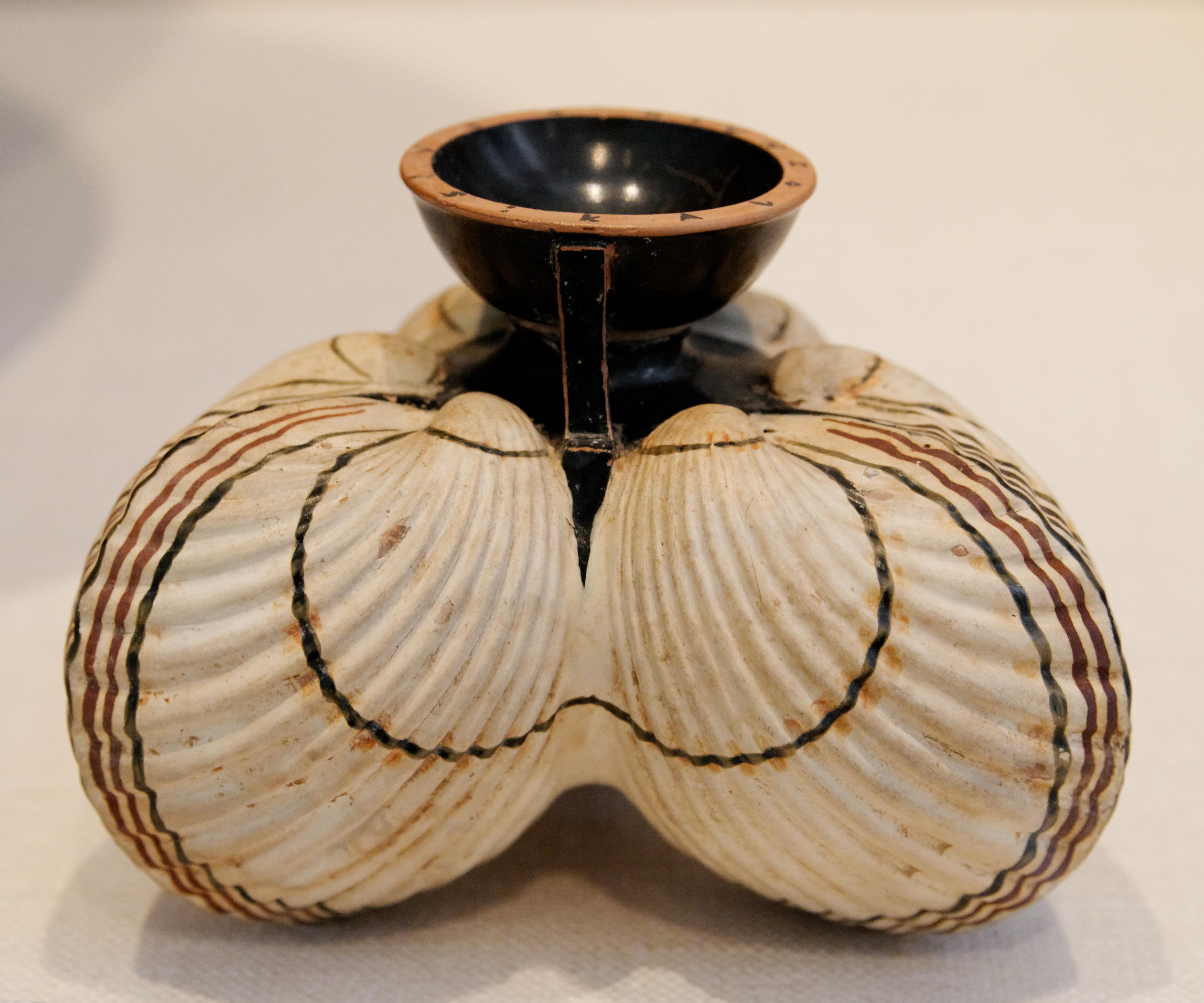
Арибал з мушлями, кінець 6 ст. до н. е.
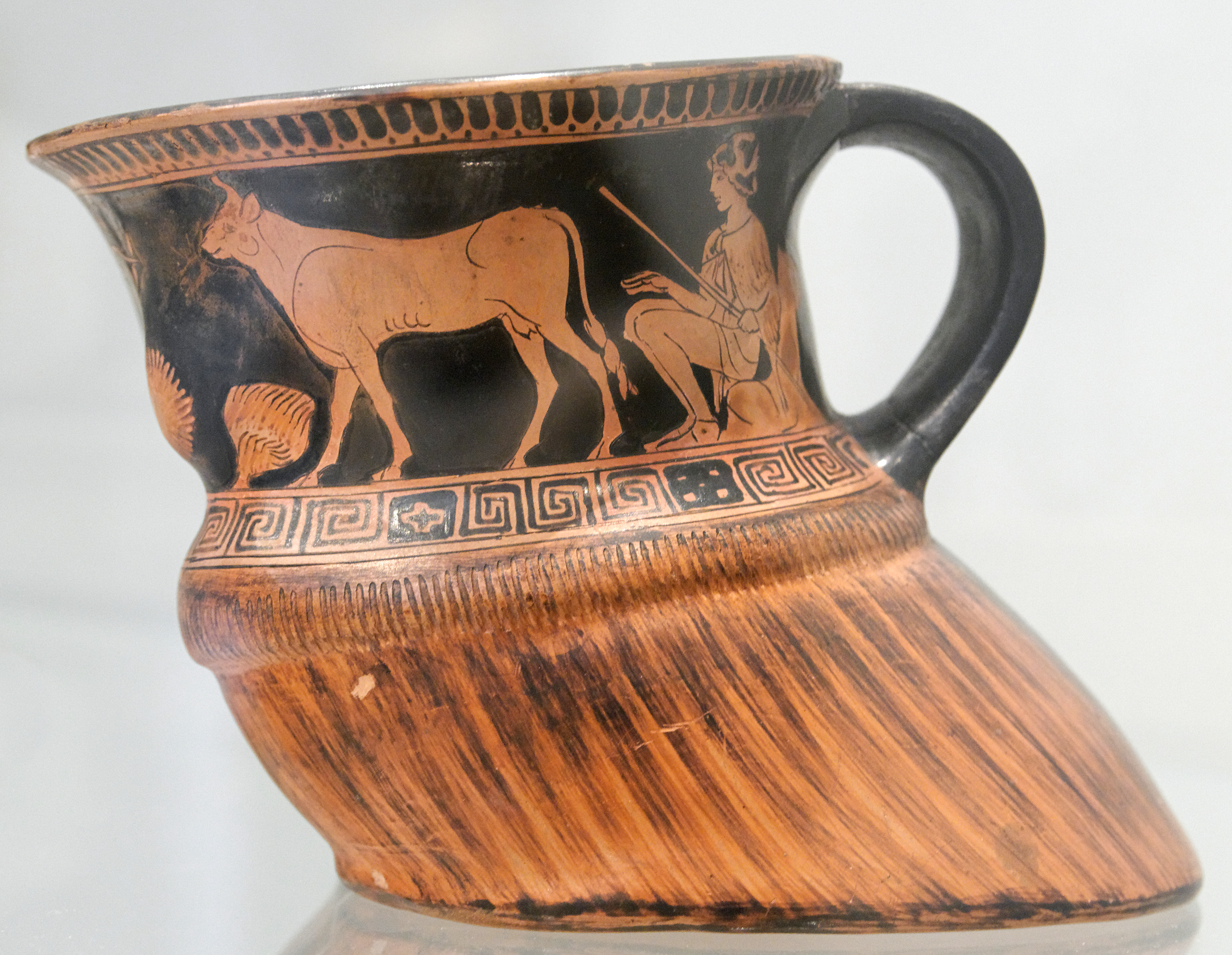
Вазописець Брига. Келих у вигляді кінського копита. 460 до н. е.
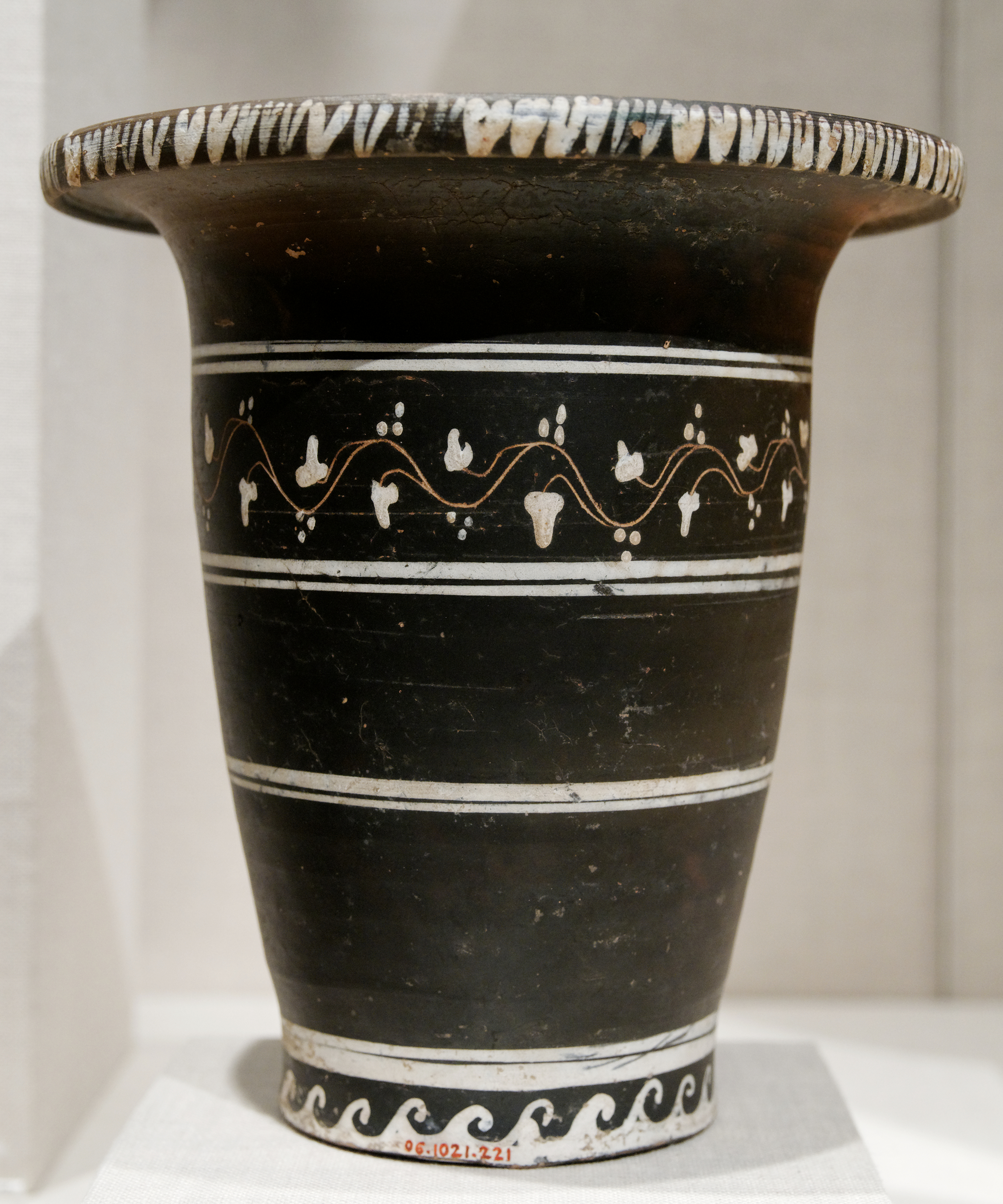
Калатос з виноградною лозою, бл. 300 до н. е.
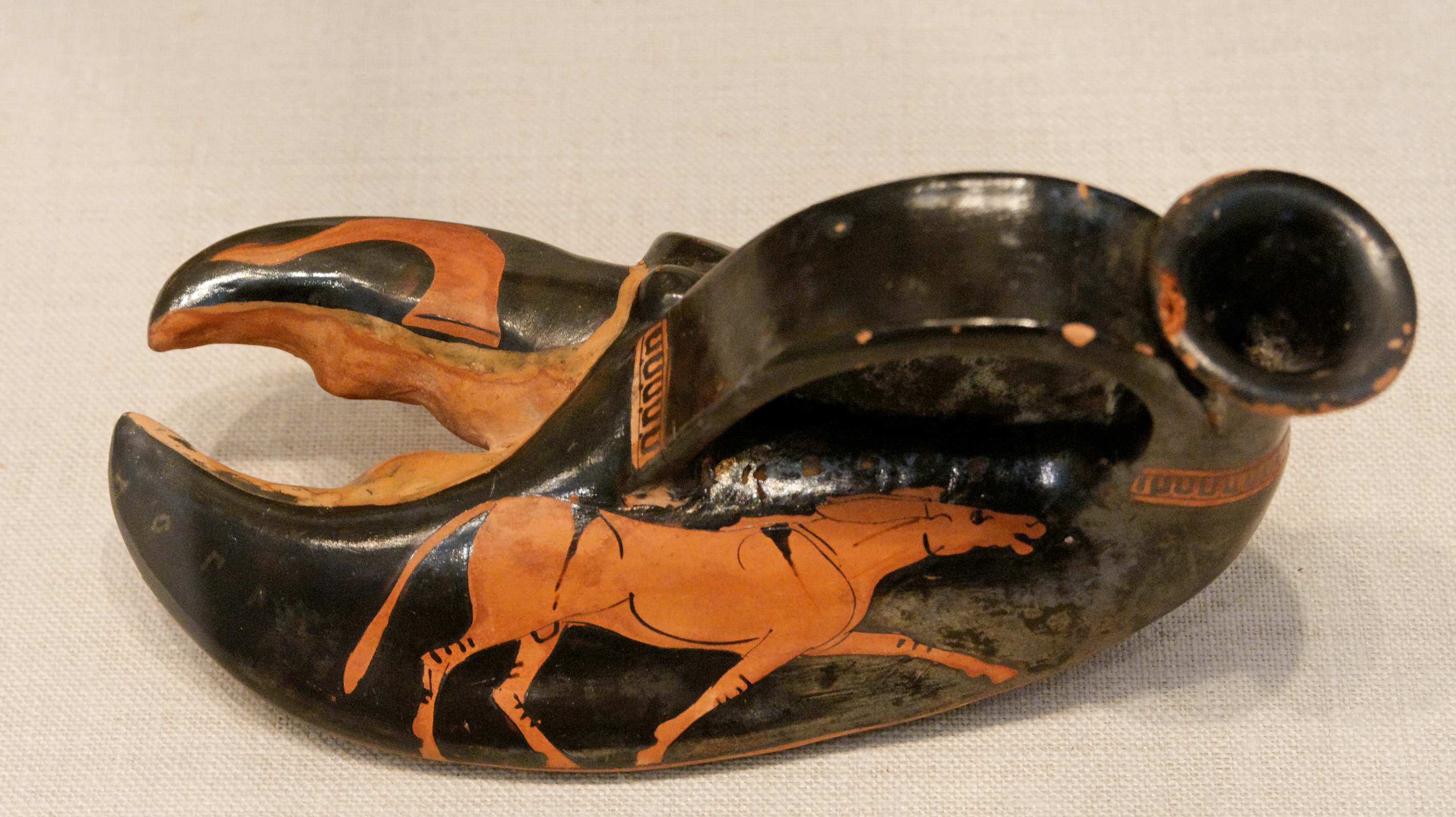
Фігурний ритон «Клешня лобстера», бл. 460 до н. е.
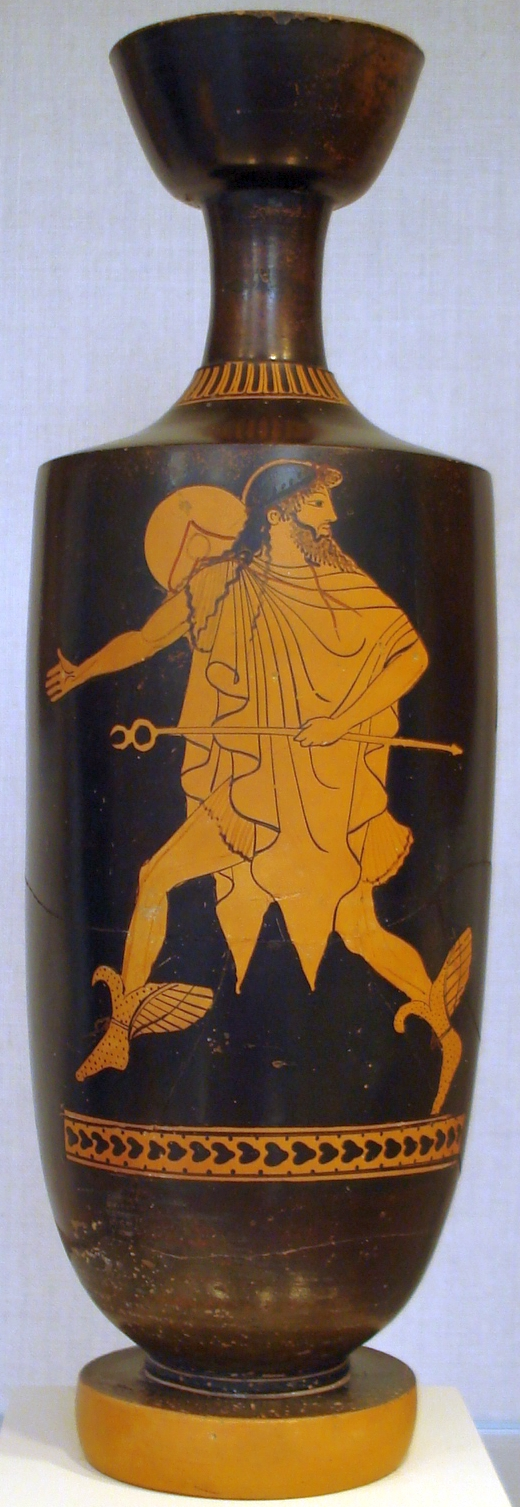
Вазописець Тітонос (?). Лекіф з богом Гермесом, до 470 до н. е.
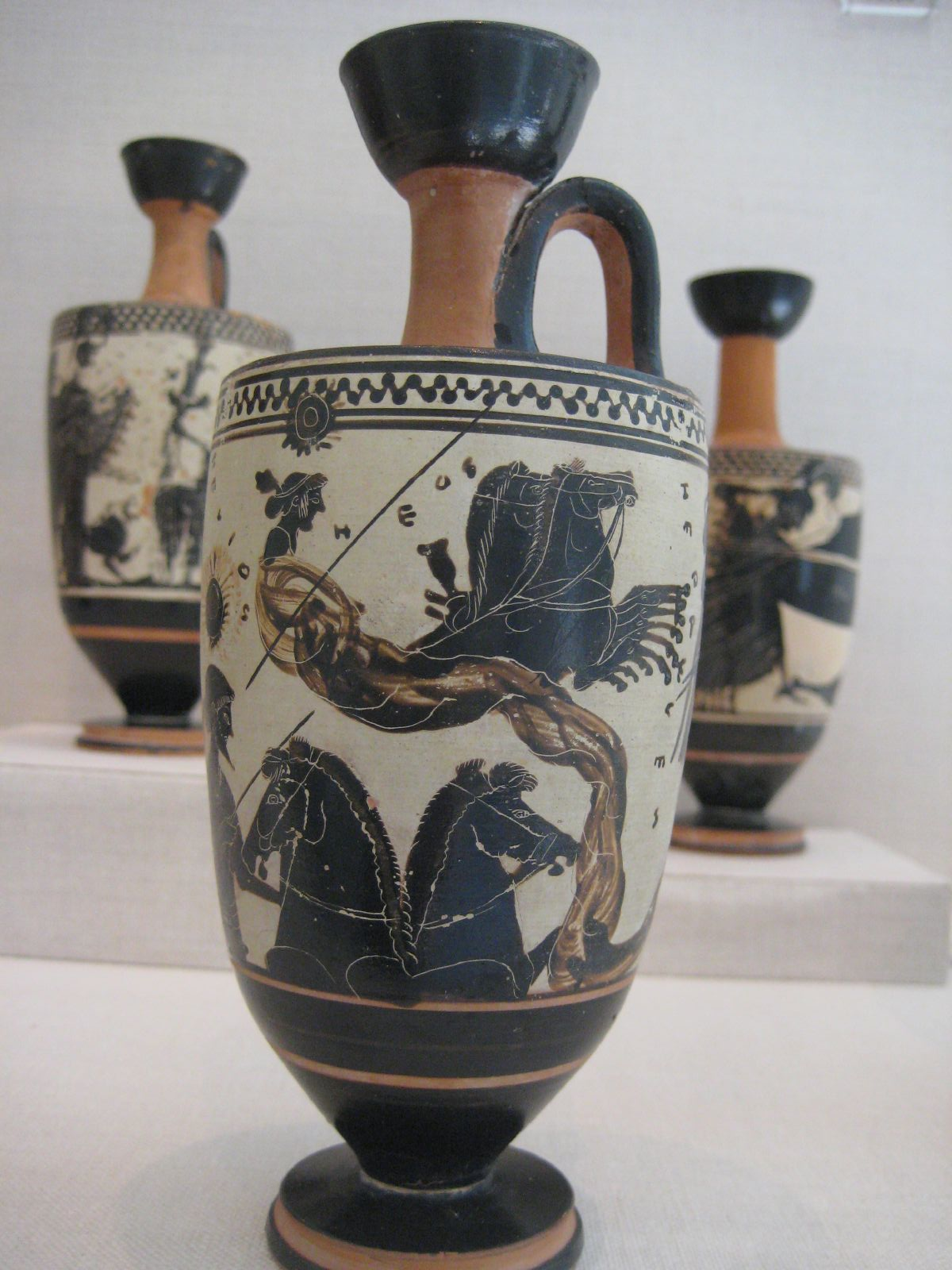
Вазописець Сапфо, чорнофігурний вазопис із богом Геліосом в колісниці на небі, бл. 500 до н. е.
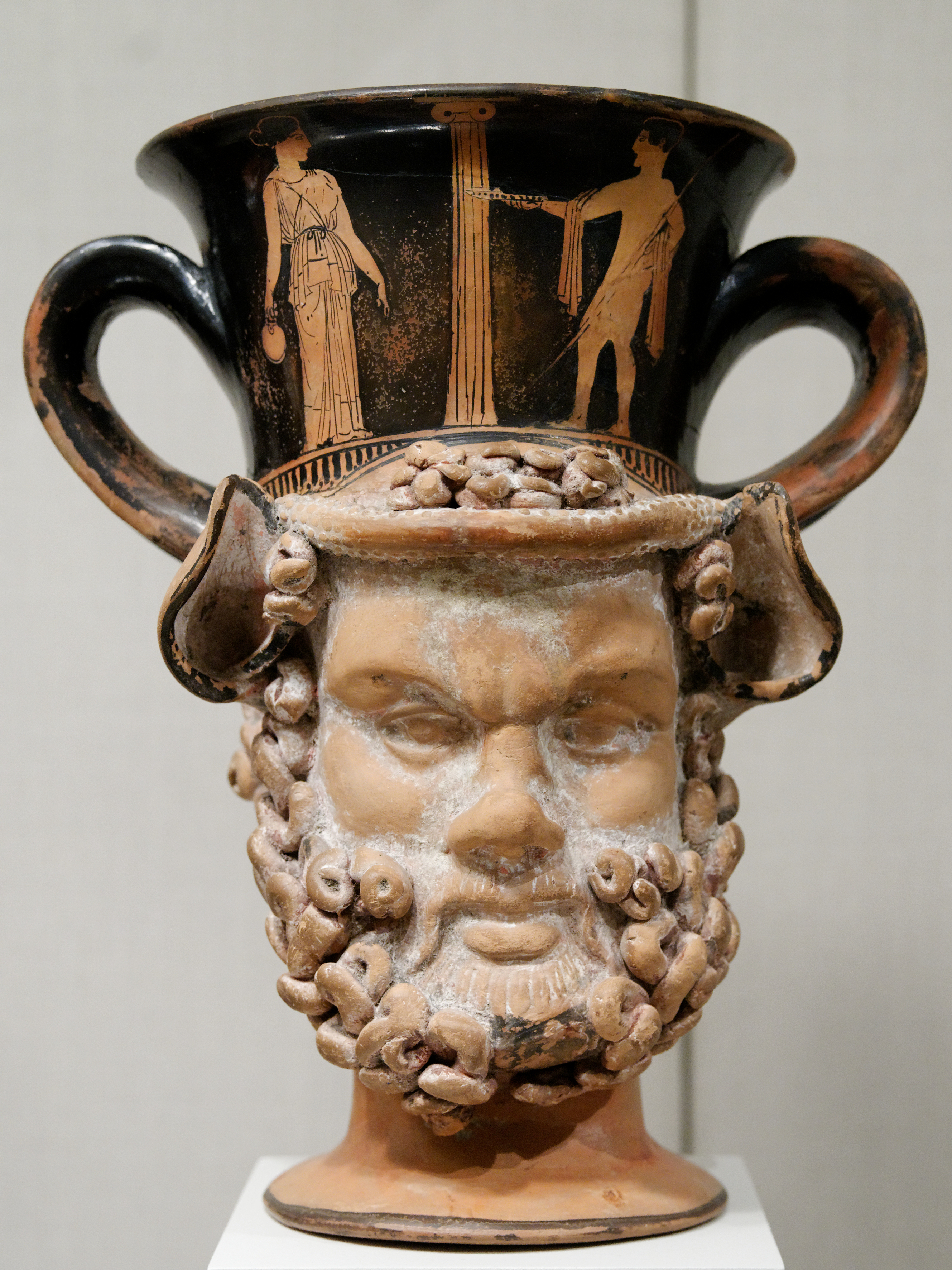
Кратер з головою сатира, бл. 420 до н. е.
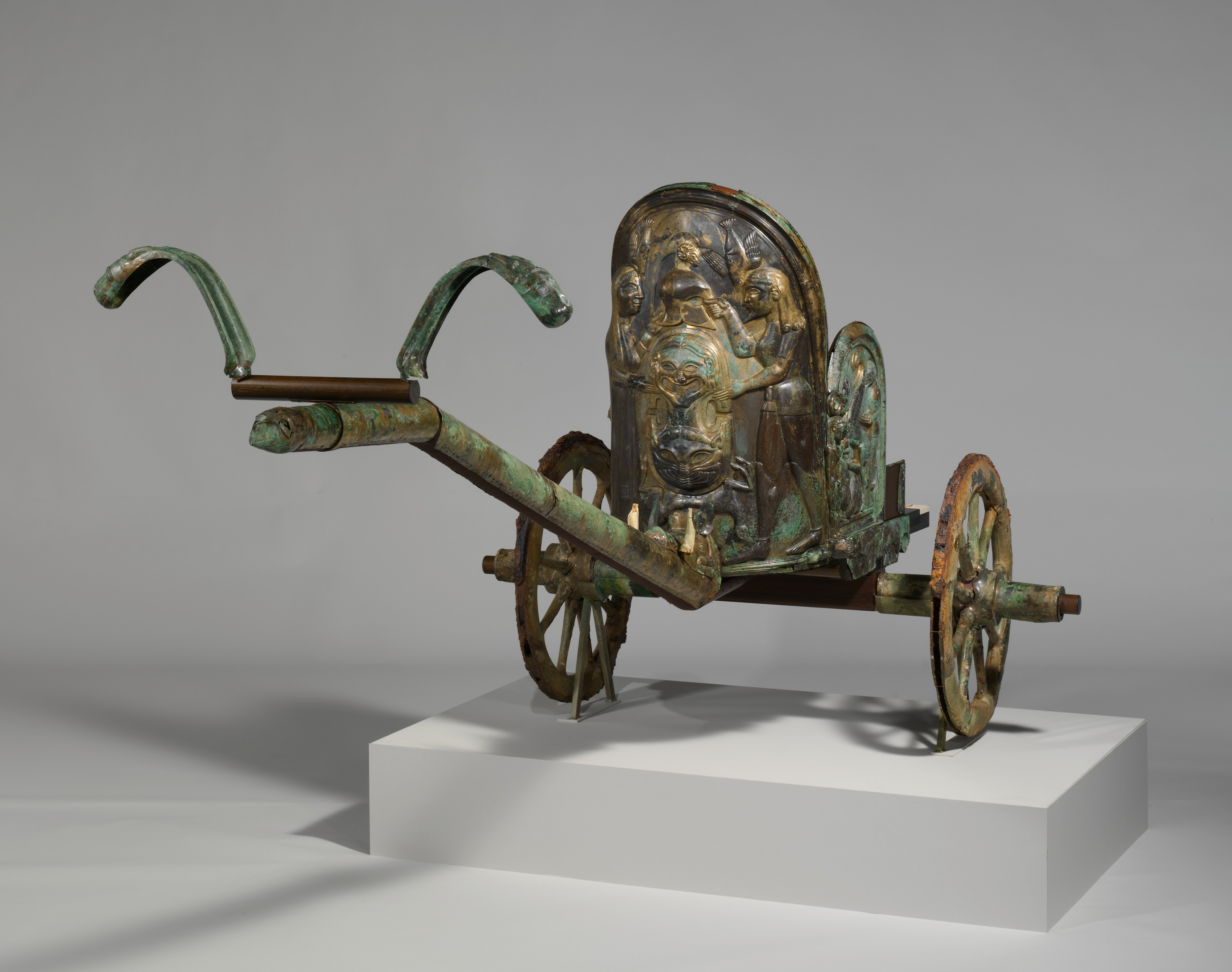
Монтелеонська колісниця, 530 до н. е.

#### Скульптура Стародавньої Греції

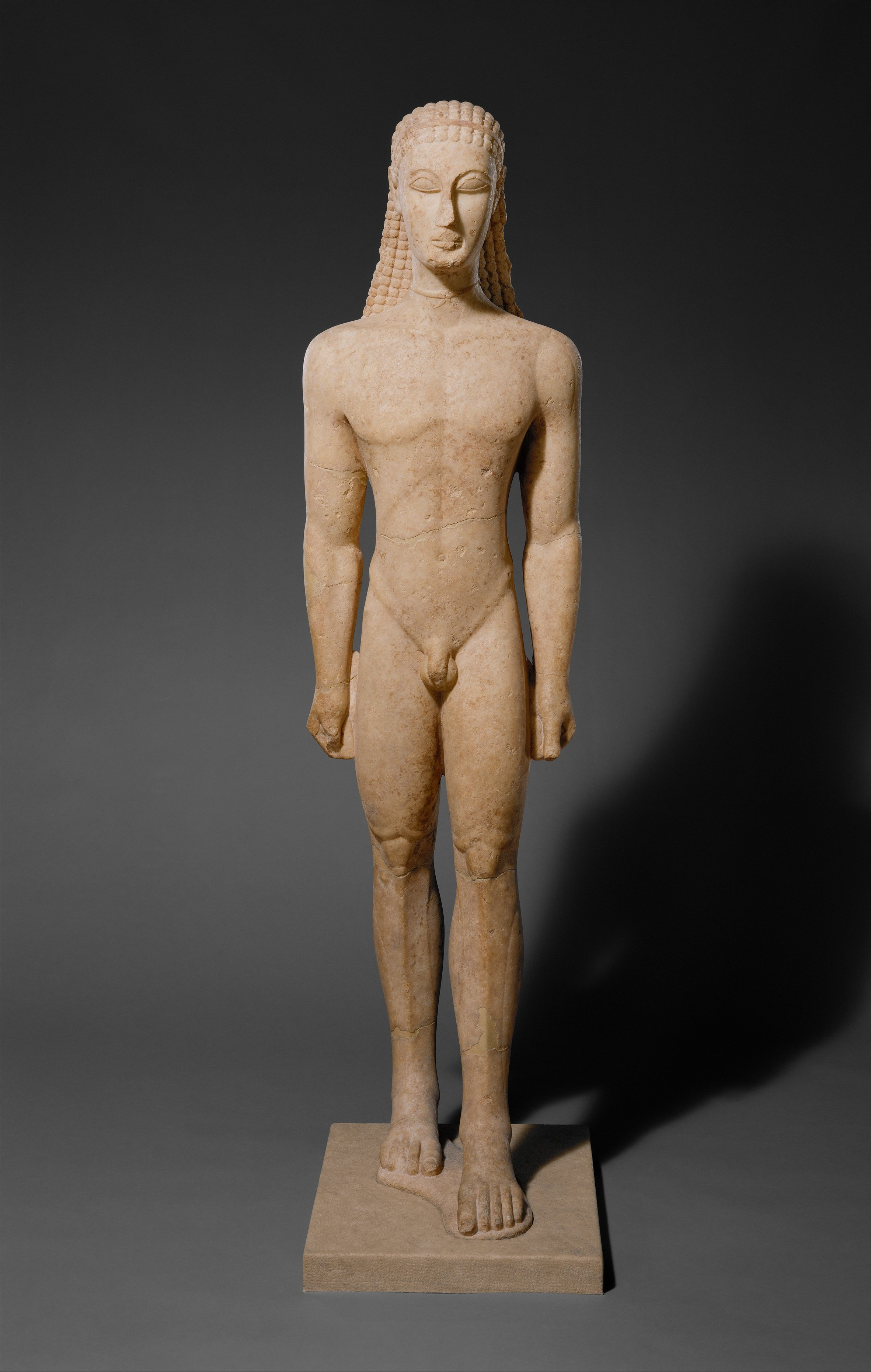
Курос, Аттика, 580 до н. е.
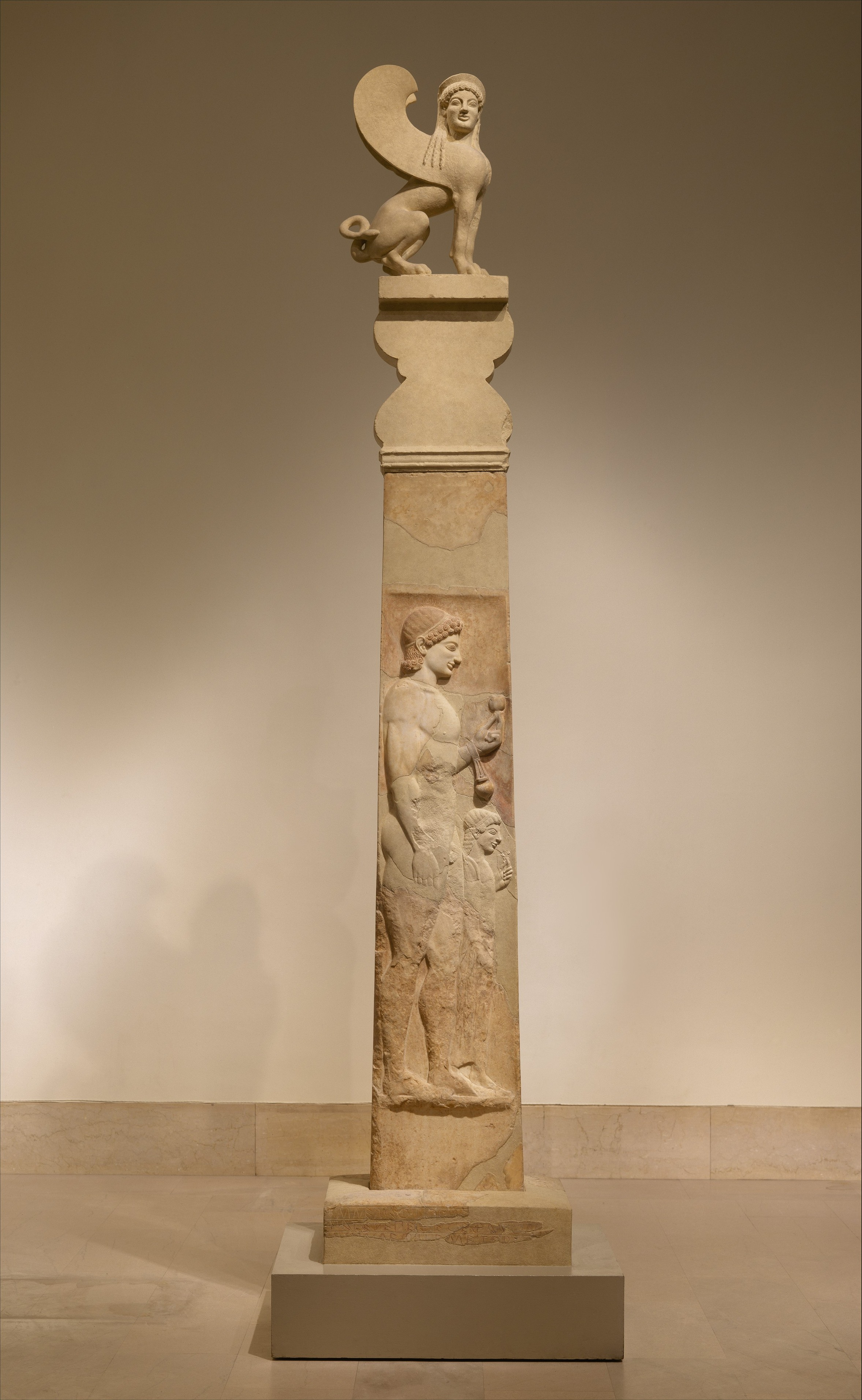
Надгробкова стела з атлетом і малою дівчинкою (верхня частина), 530-і до н. е.
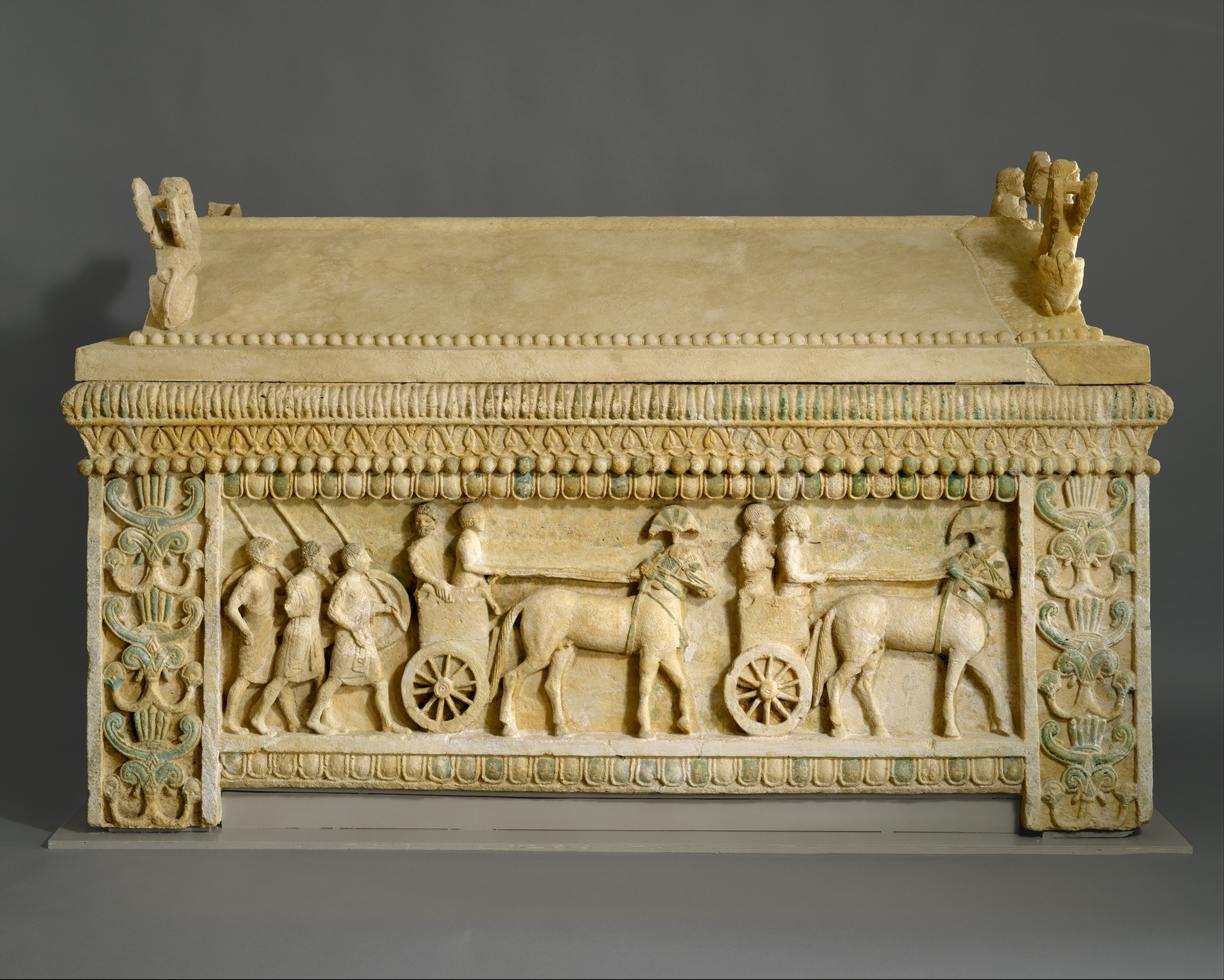
Аматуський саркофаг

### Мистецтво давнього близького сходу, ісламська колекція

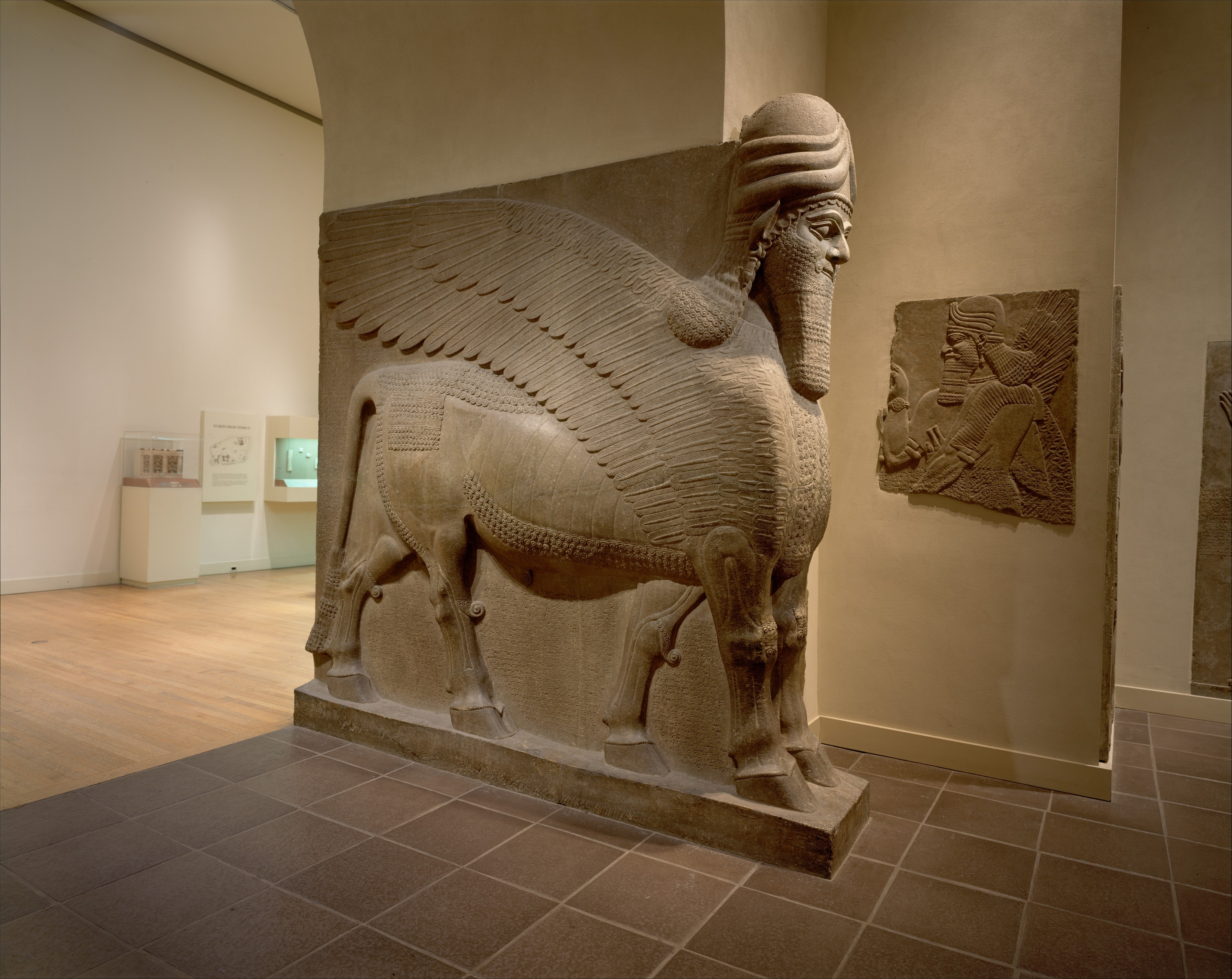
Шеду

З кінця XIX століття музей став купувати витвори мистецтва і артефакти Стародавнього Сходу. Експозиція охоплює період з пізнього неоліту до падіння держави Сасанідів, включно з предметами шумерської, хетської, сасанідської, ассирійської, вавилонської, еламської та інших культур, а також багато предметів бронзового століття. Серед перлин колекції — декілька статуй ламассу, які охороняли північно-західний палац ассирійського царя Ашшур-назір-апала II.

### Мистецтво Африки, Океанії та Америки

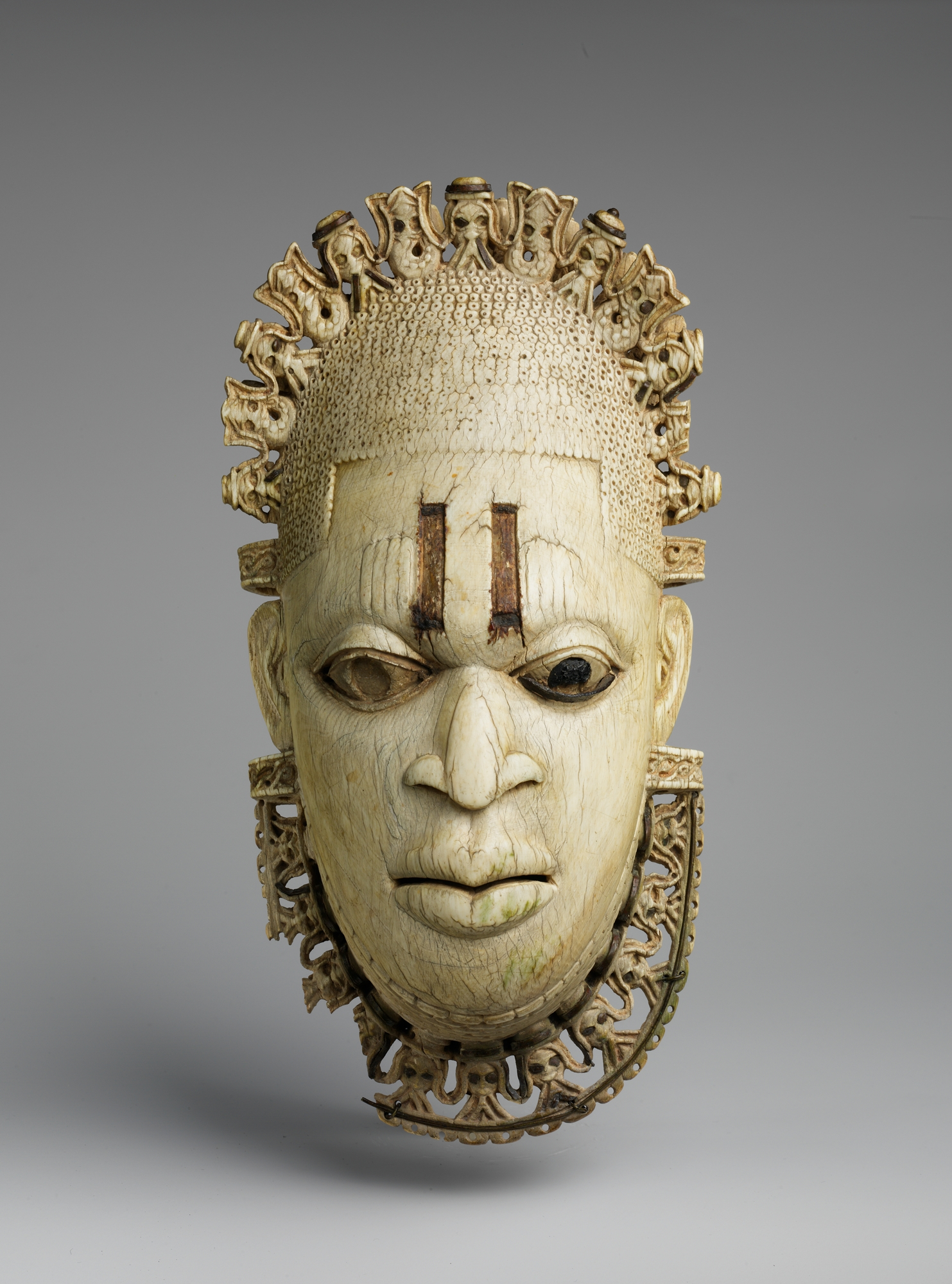
Дерев'яна маска з Беніну, 16 ст.

Вперше Метрополітен-музей придбав зібрання стародавніхперуанських предметів 1882 року, але цілеспрямоване придбання експонатів з Африки, Океанії та обох Америк почалося тільки 1969 року, коли магнат і філантроп Нельсон Рокфеллер передав музею свою колекцію — приблизно 3000 предметів.
У музеї можна побачити створені 40 000 років тому наскельні малюнки австралійських аборигенів і церемоніальні предмети знаті бенінського царства, подаровані музею антикваром Клаусом Перлсом.

#### Витвори мистецтва доколумбової Америки

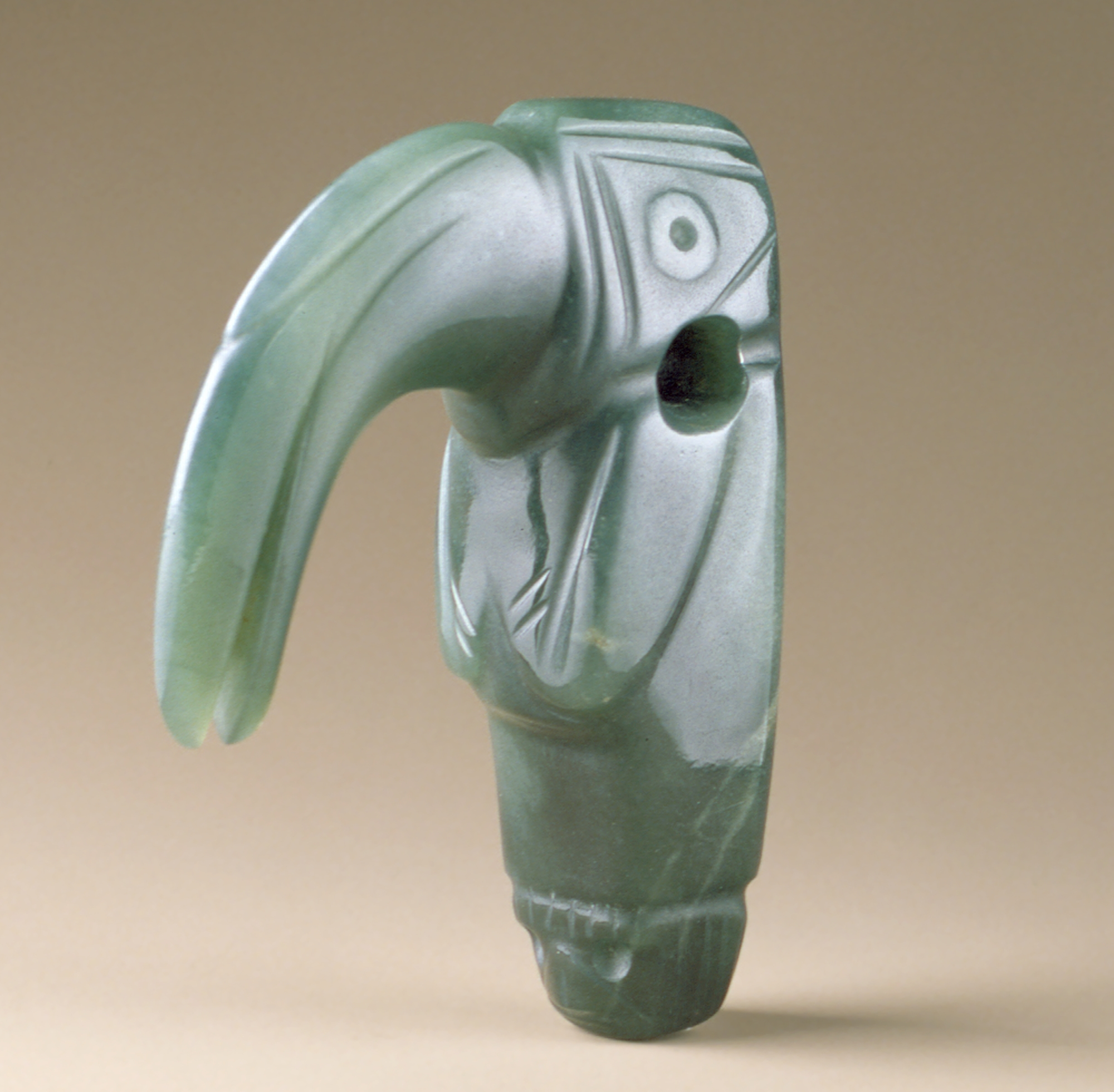
Тукан. 1-5 ст. Коста-Рика
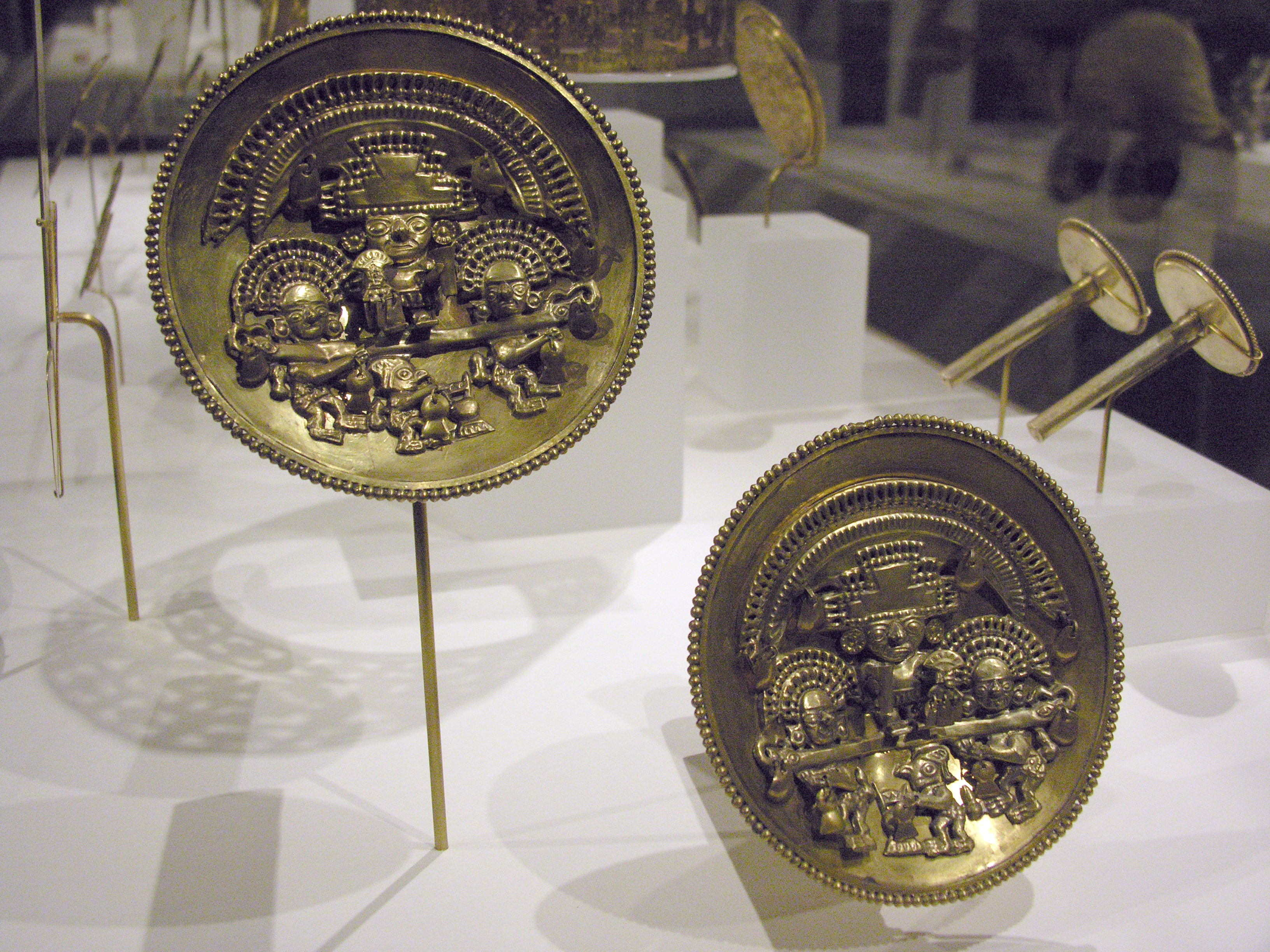
Культура чиму, Перу
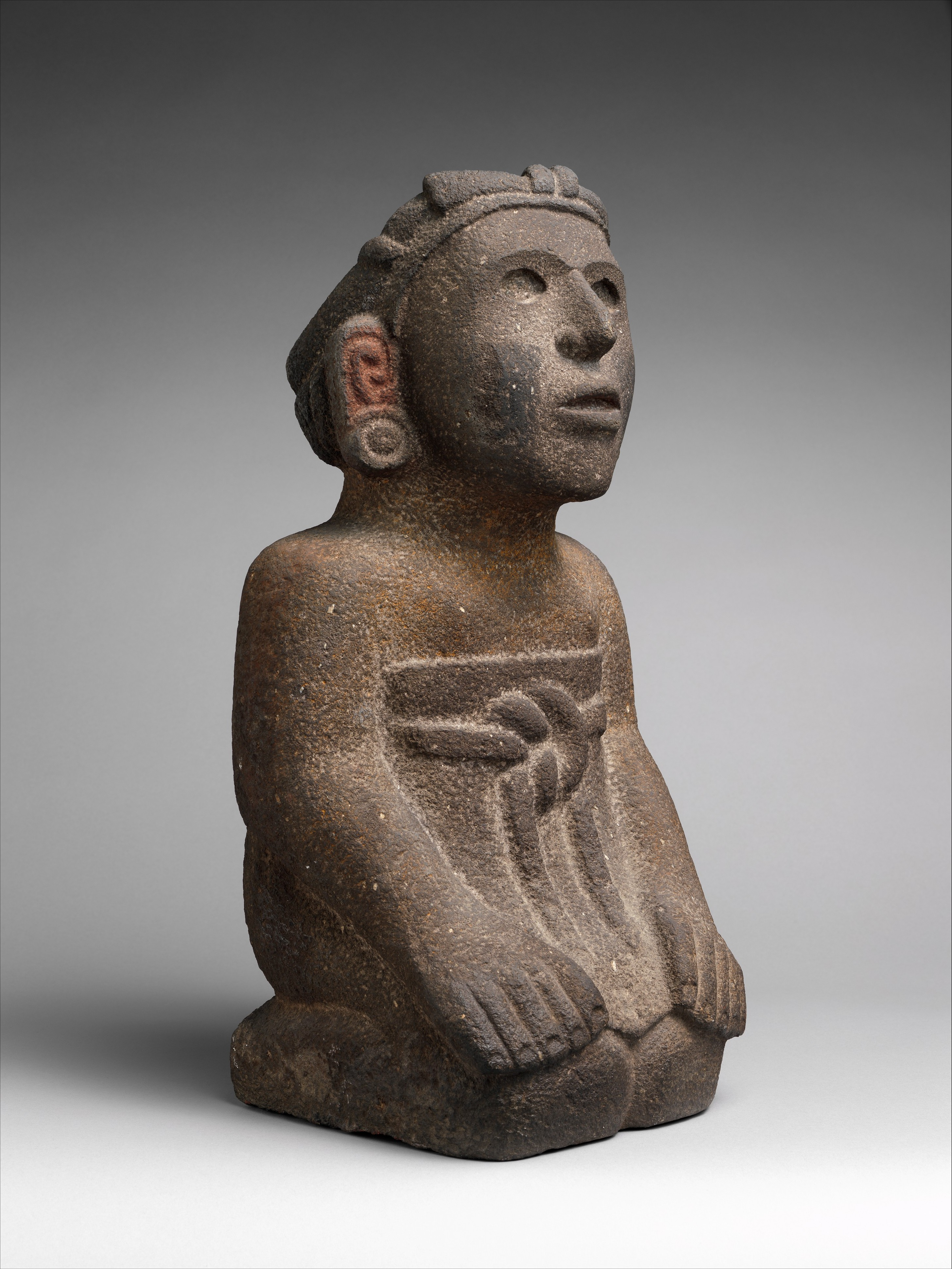
Ацтеки, скульптура
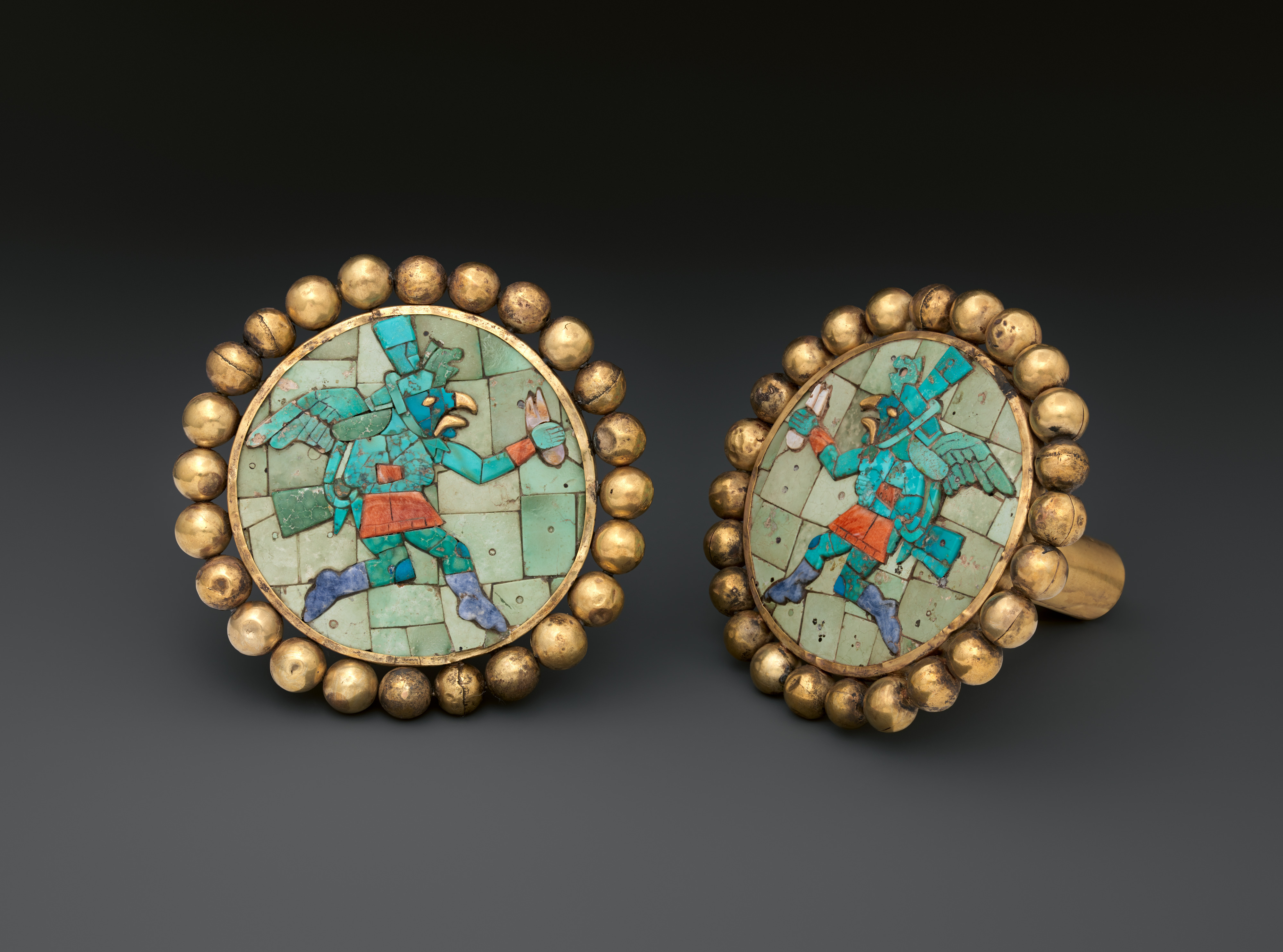
Ювелірні вироби культури моче, Перу, 400–700
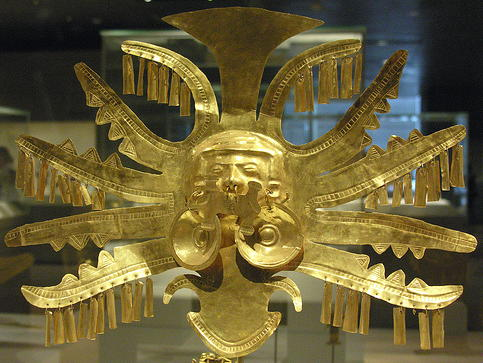
Золота маска
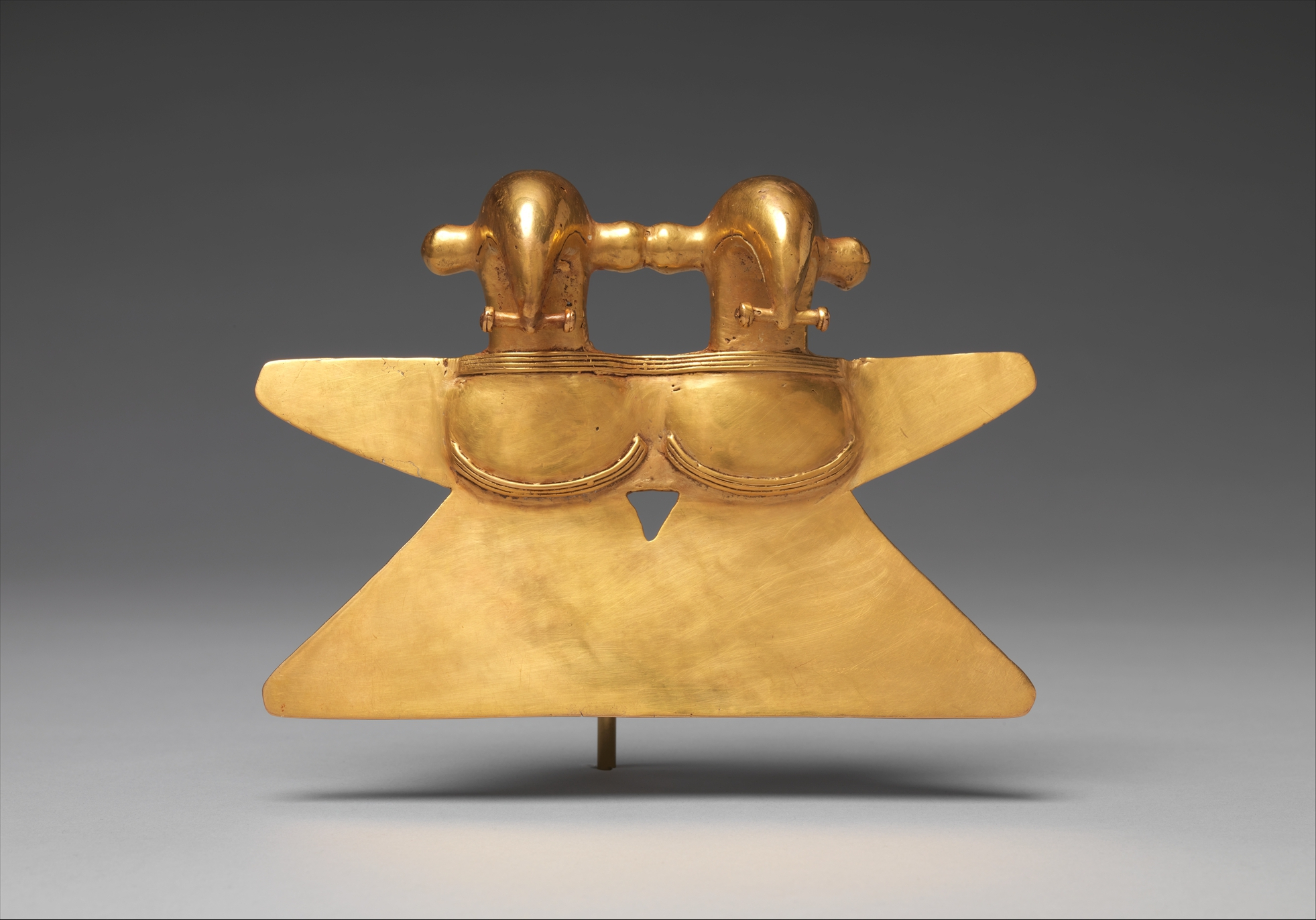
Сережки, 1-5 ст, Панама

### Мистецтво Азії
Колекція — понад 35 000 експонатів, можливо, є найповнішим зібранням в США. Для цієї колекції відведено окреме крило. Вона охоплює приблизно 4000 років історії азійського мистецтва; в ній представлені всі цивілізації Азії, а також всі типи декоративного мистецтва — від живопису і ксилографії до скульптури та художнього литва. Особливо повно в зборах представлені китайський живопис і каліграфія, а також експонати з Непалу і Тибету. Окремо слід відзначити дворик з садом в стилі династії Мін, виконаний за зразком саду в Сучжоу.

#### Мистецтво Китаю

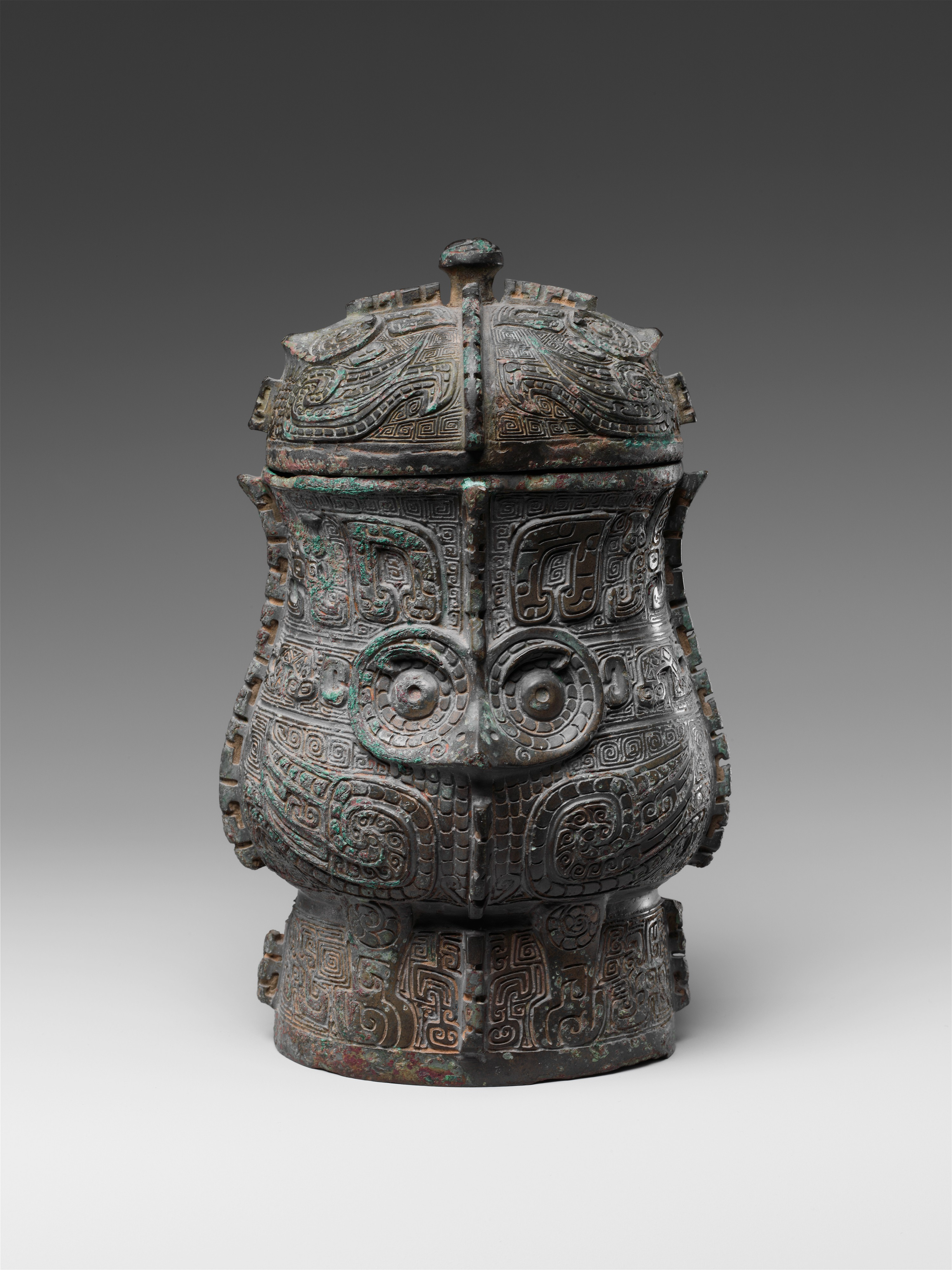
Невідомий китайський ливарник. Ритуальний бронзовий келих з кришкою і магічними орнаментами, до 1045 до н. е.
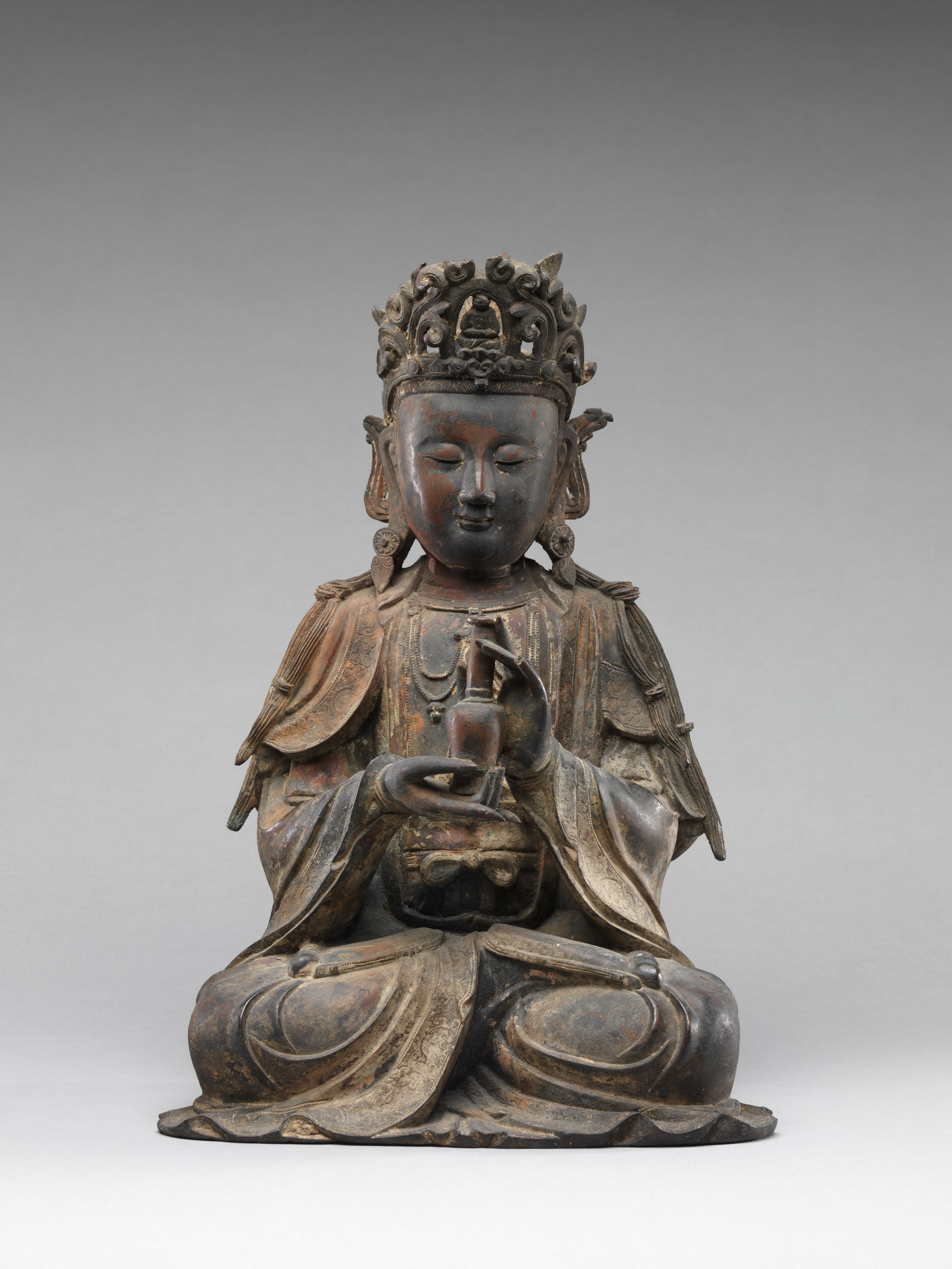
Будда Бодхісатва, династія Мін
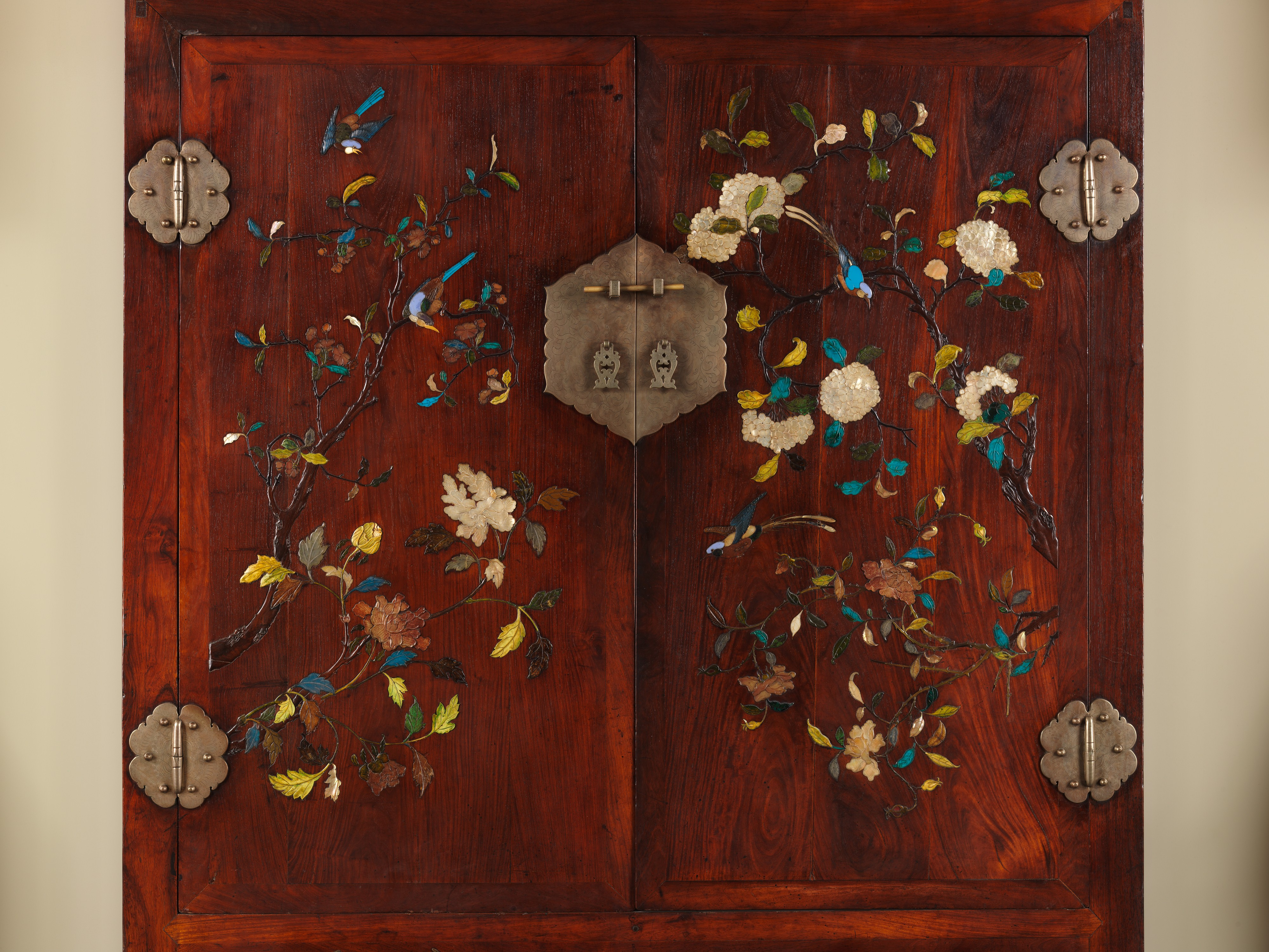
Китайська шафа з інкрустаціями, XVI ст.
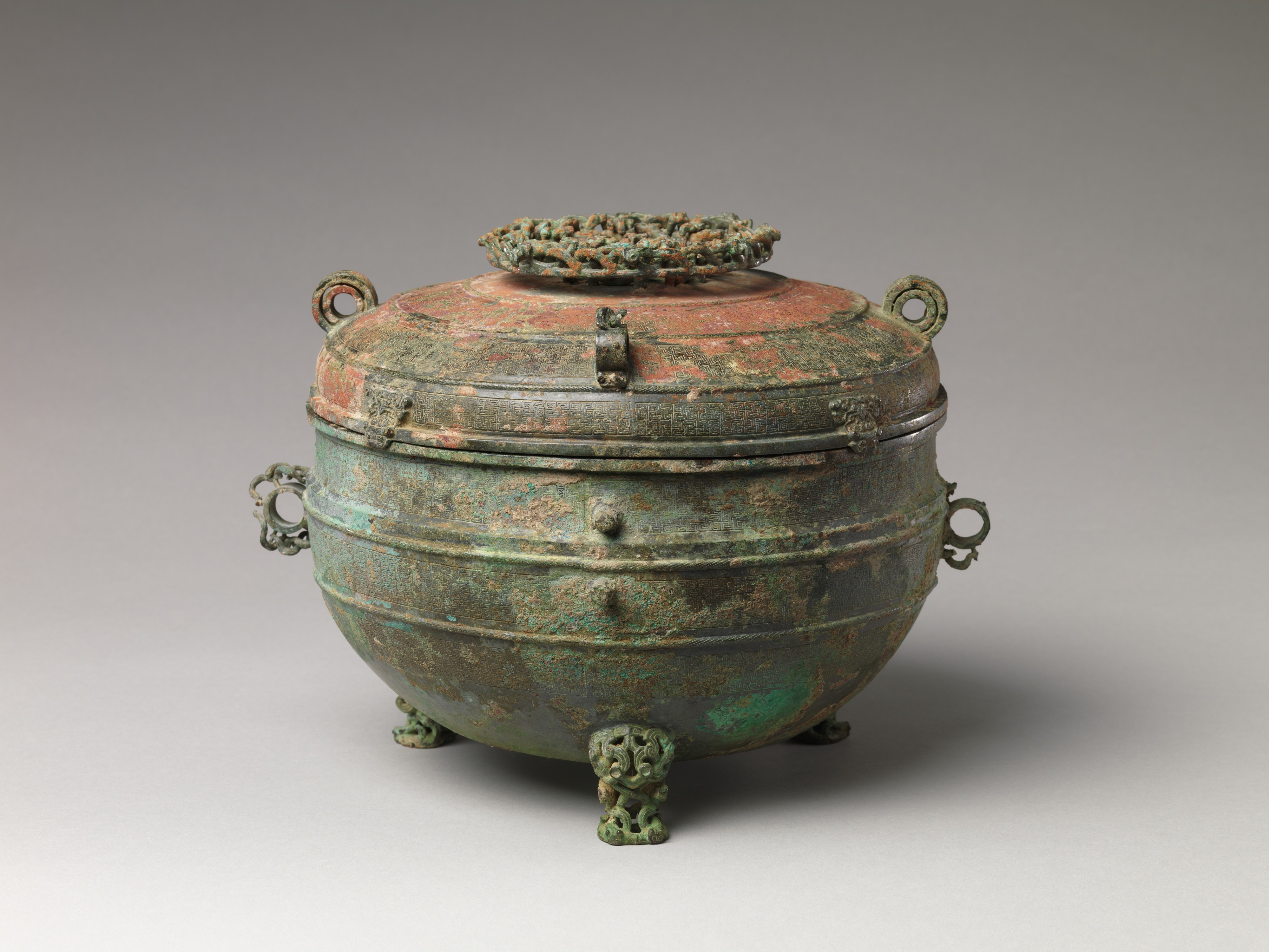
Ритуальна бронзова ваза, 6 ст. до н. е.

### Інститут костюмуАнни Вінтур
Інститут відомий своїм щорічним шоу Мет Гала (англ. The Met Gala).
Музей мистецтва костюму (англ. the Museum of Costume Art) був заснований Ейлін Бернстайн та Айрін Левісон 1937 року. 1946 року, за фінансової підтримки індустрії моди, увійшов до складу Музею Метрополітен, змінивши назву на Інститут костюма (англ. The Costume Institute) та ставши кураторським відділом 1959 року. Сьогодні його колекція — це понад 35 000 костюмів і аксесуарів. Раніше Інституту належала галерея в нижній частині будівлі музею, прозвана «фундаментом» (Basement); зважаючи на крихкість експонатів постійна експозиція відсутня. Замість цього Інститут двічі на рік влаштовує виставки костюмів в галереях Метрополітен-музею, кожна виставка присвячена певному дизайнеру або темі. Мет Гала є головним джерелом щорічного фінансування виставок відділу, придбань та збільшення капіталу. Це щорічне шоу від Інституту костюмів, співавтором якого є головний редактор Vogue Анна Вінтур, є надзвичайно популярною, якщо не ексклюзивною подією у світі моди; 2007 року вартість квитка стартувала від $ 6500 за людину. Кожного травня урочисто відзначають відкриття весняної виставки.

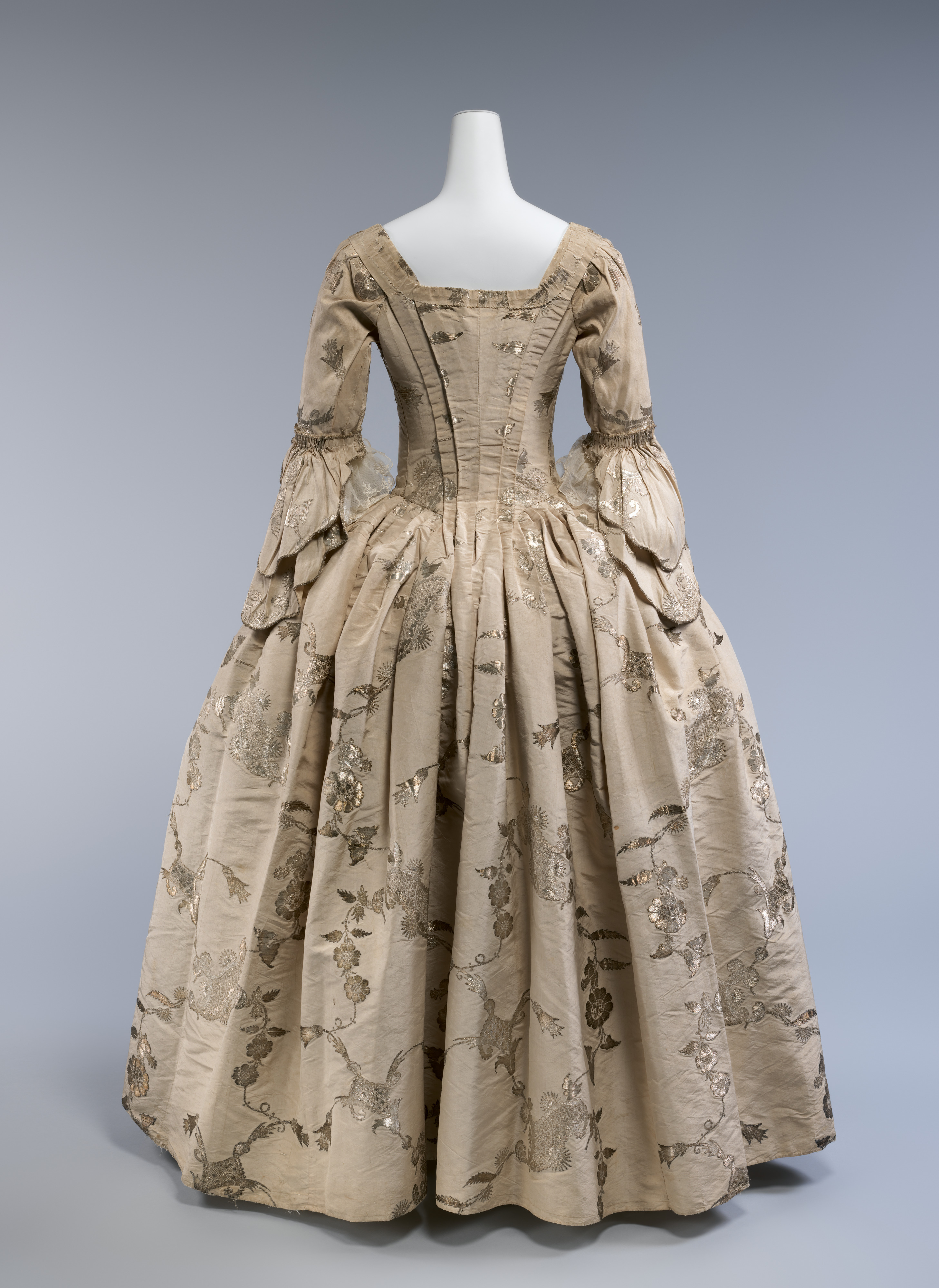
Британська сукня, 1747
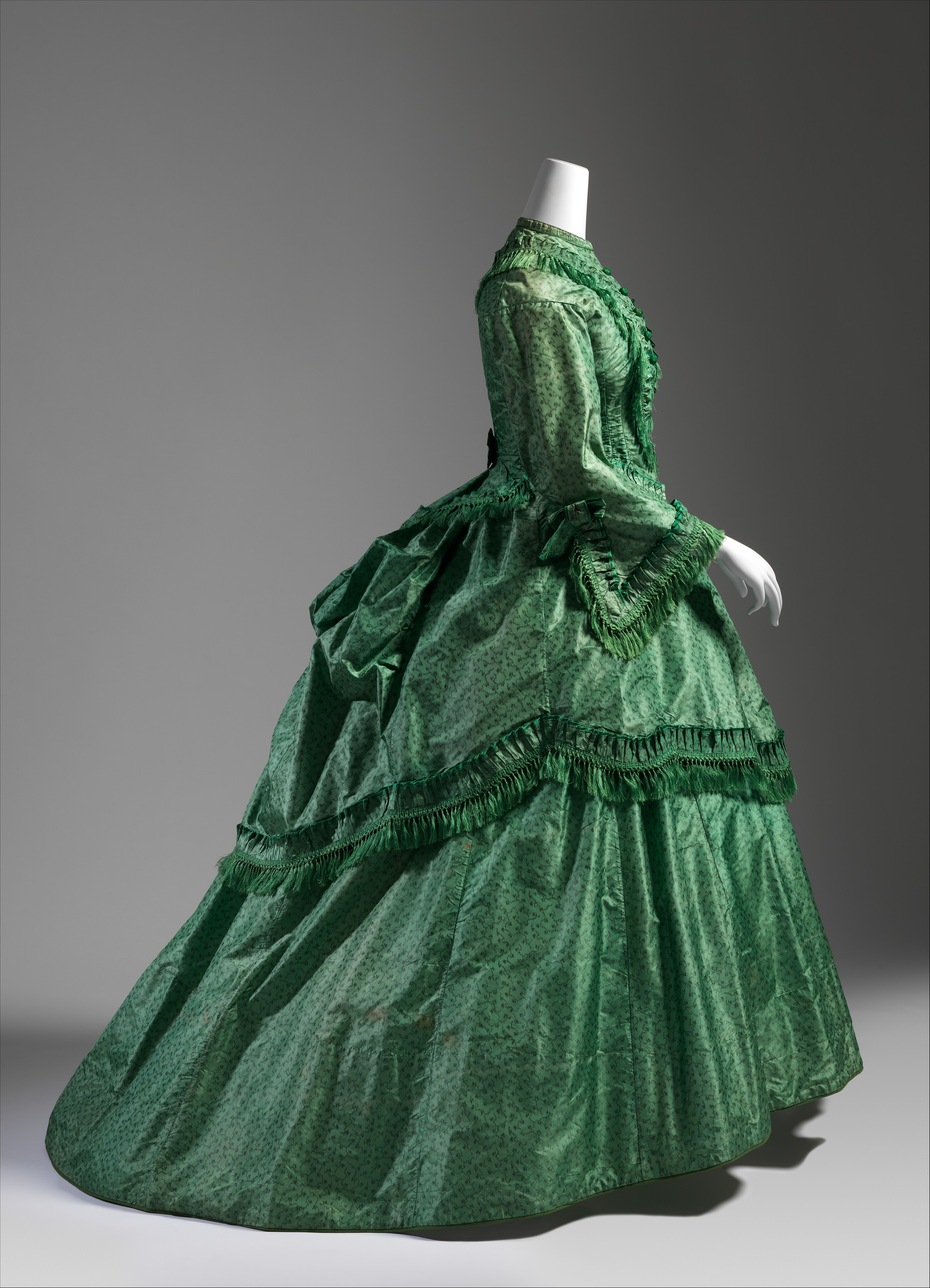
Британська сукня, 1870
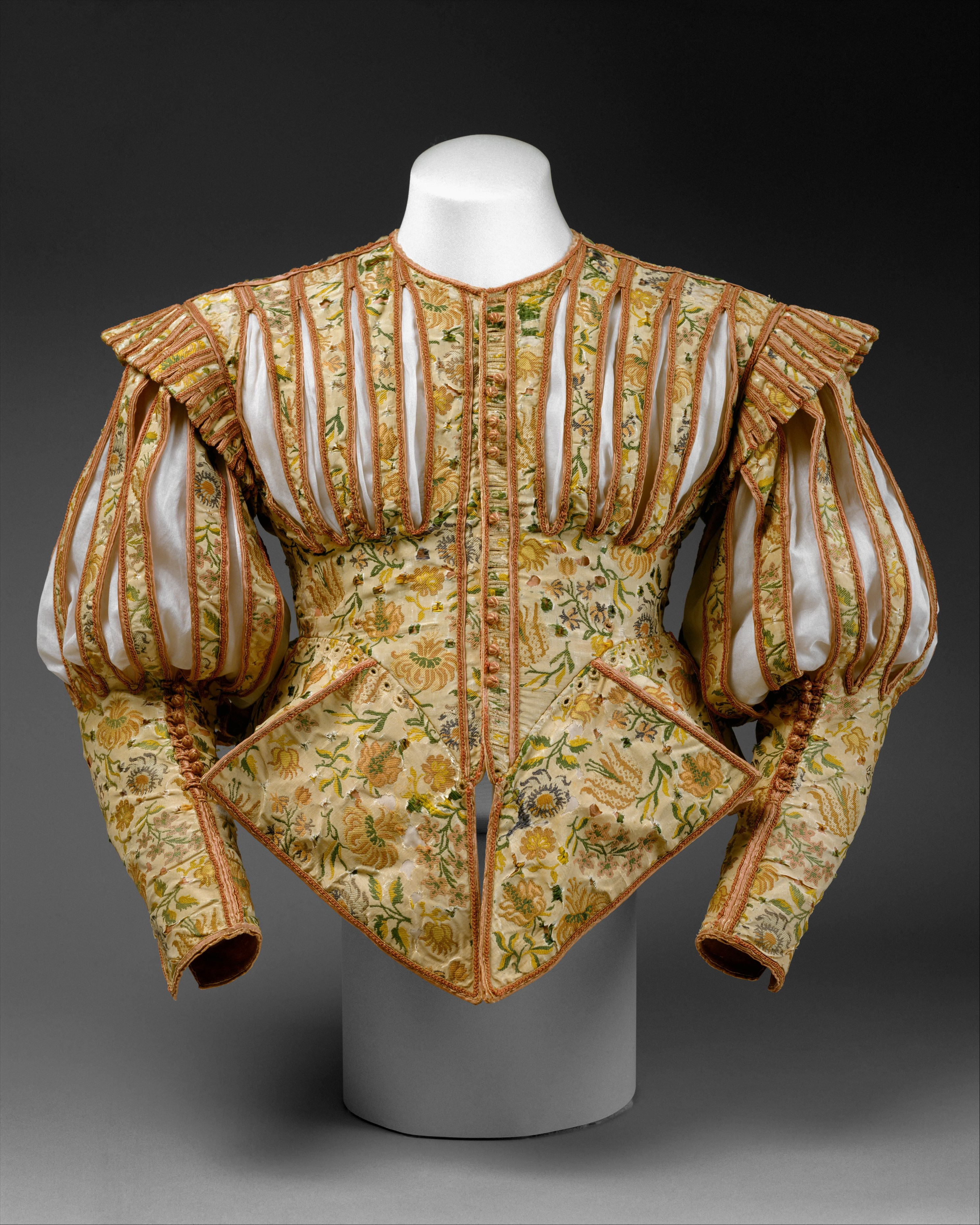
Французьке вбрання, 1620
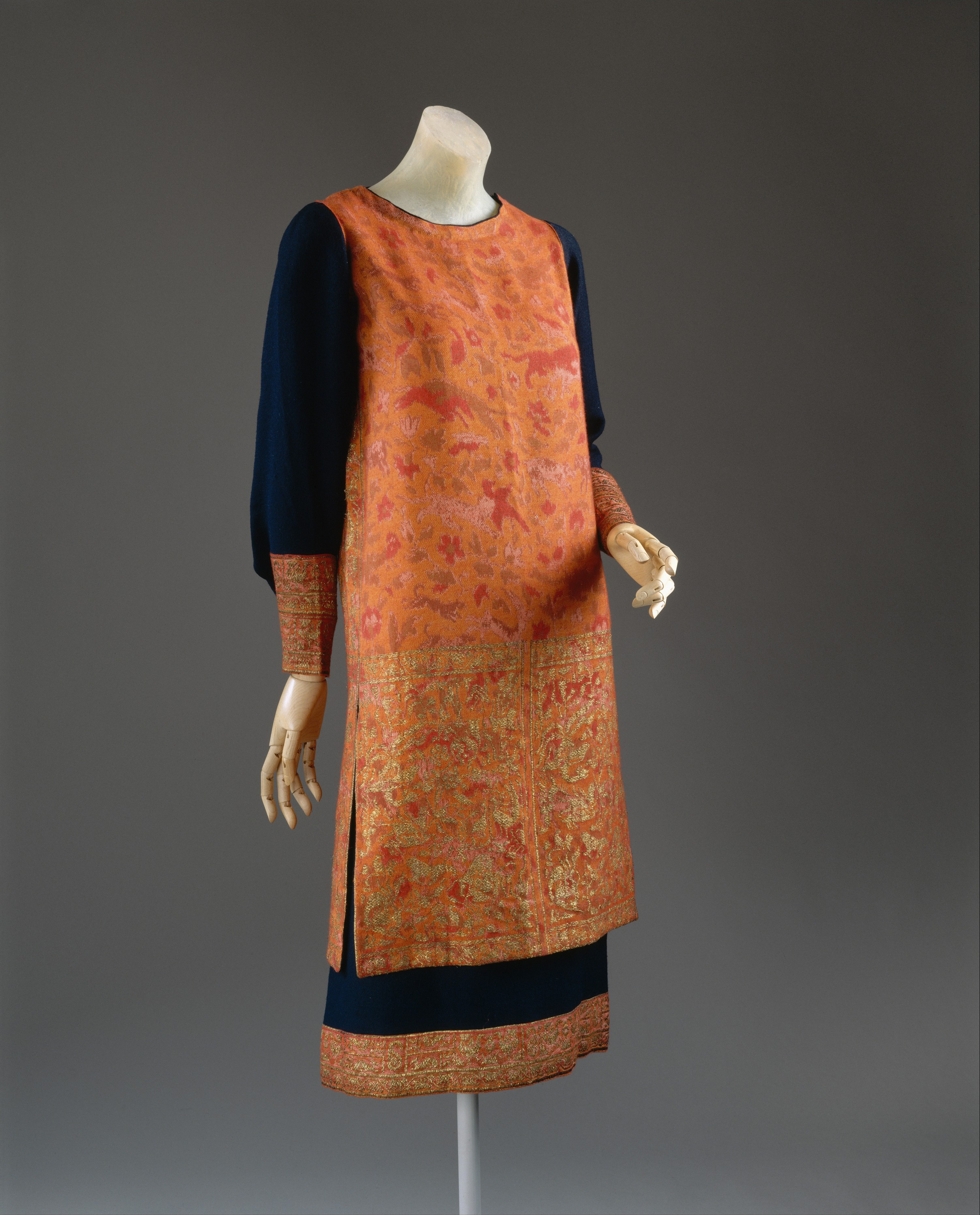
Французька сукня, 1924
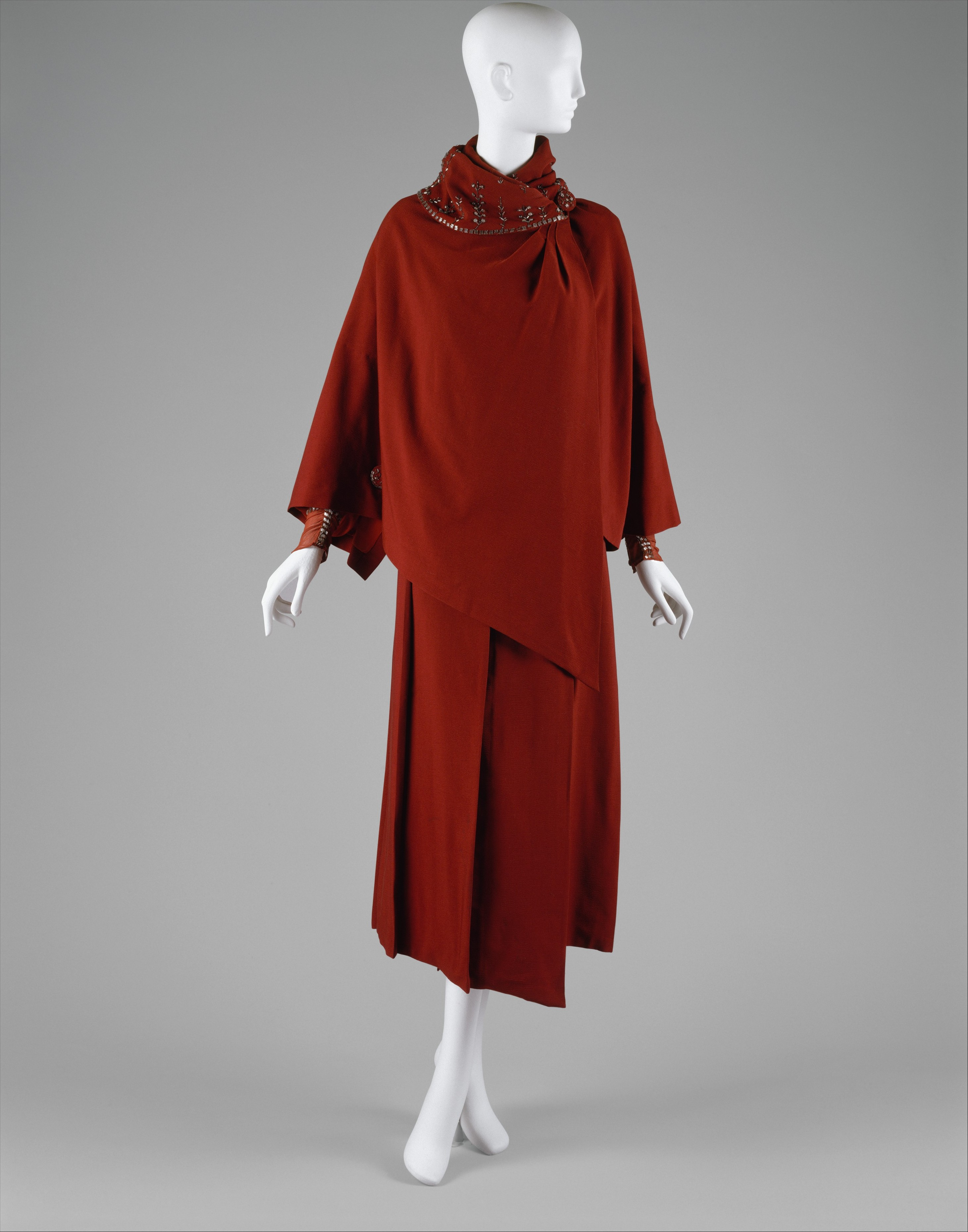
Французька сукня, 1923
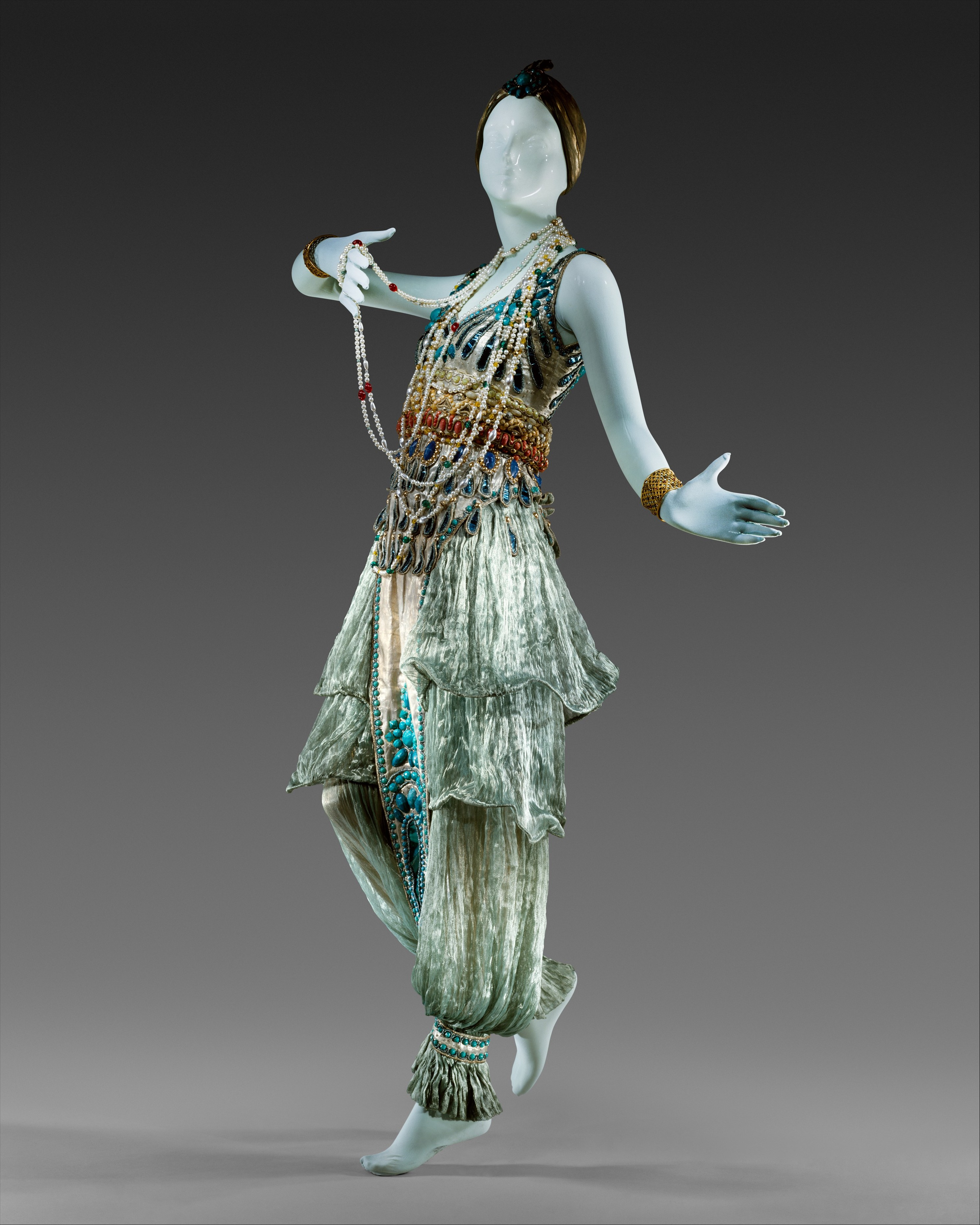
Французька сукня, 1911

### Європейська скульптура та прикладне мистецтво
Є одним з найбільших підрозділів, зберігає 50000 експонатів від XV до початку XX століття.

#### Італійська скульптура

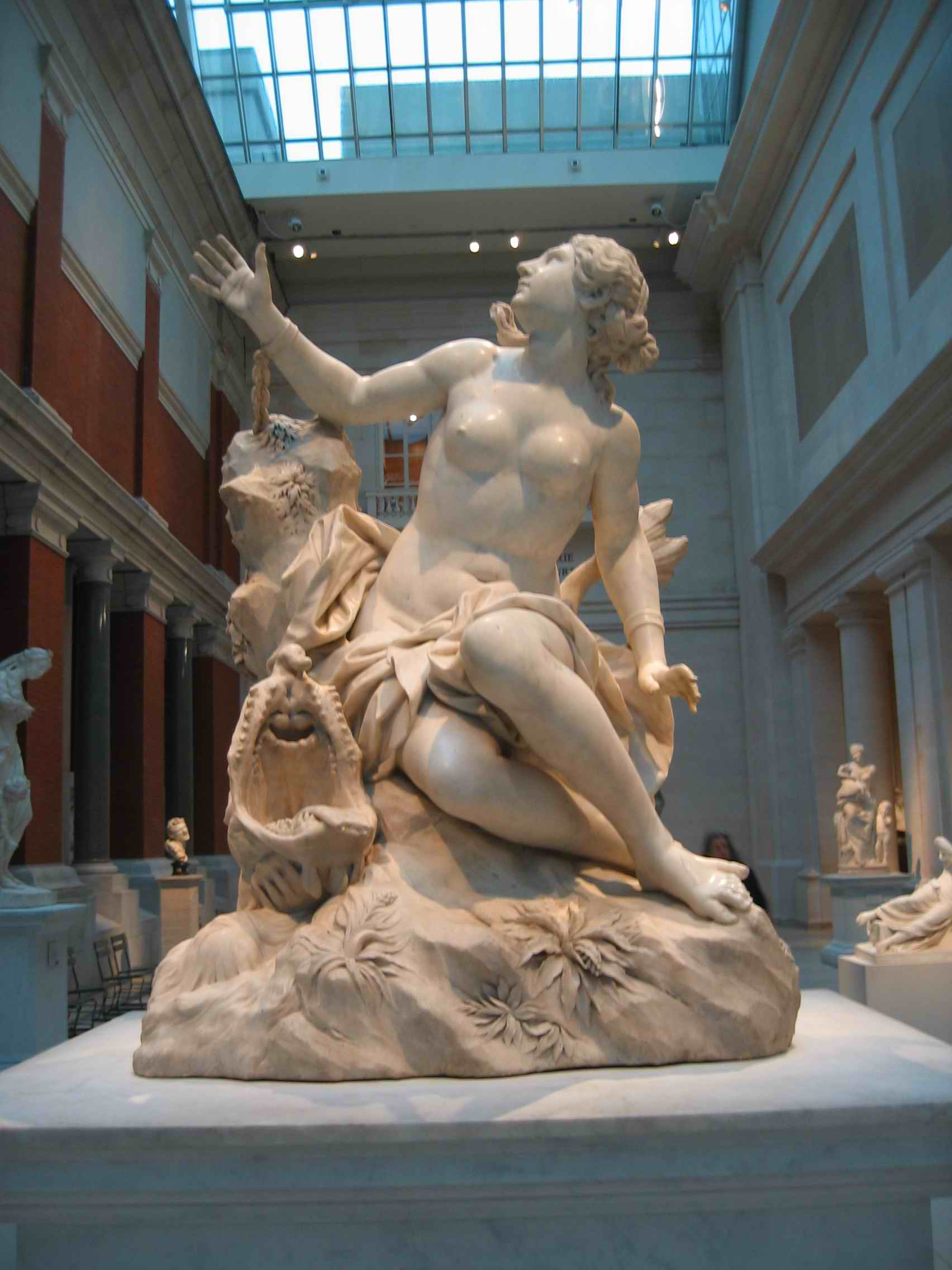
Скульптор Доменіко Гвіді. «Андромеда на скелі»
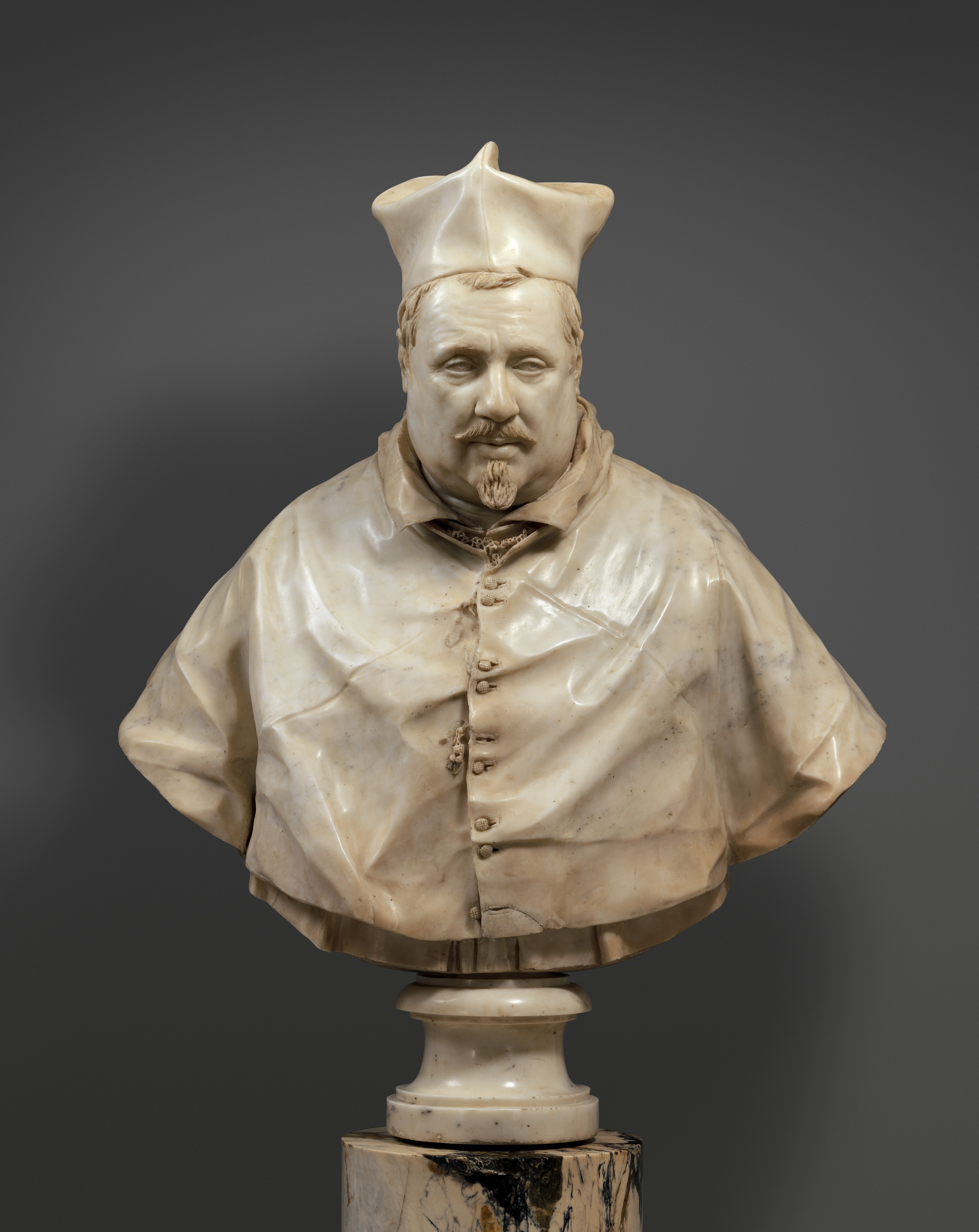
Джуліано Фінеллі. «Кардинал Шипіоне Боргезе», 1632
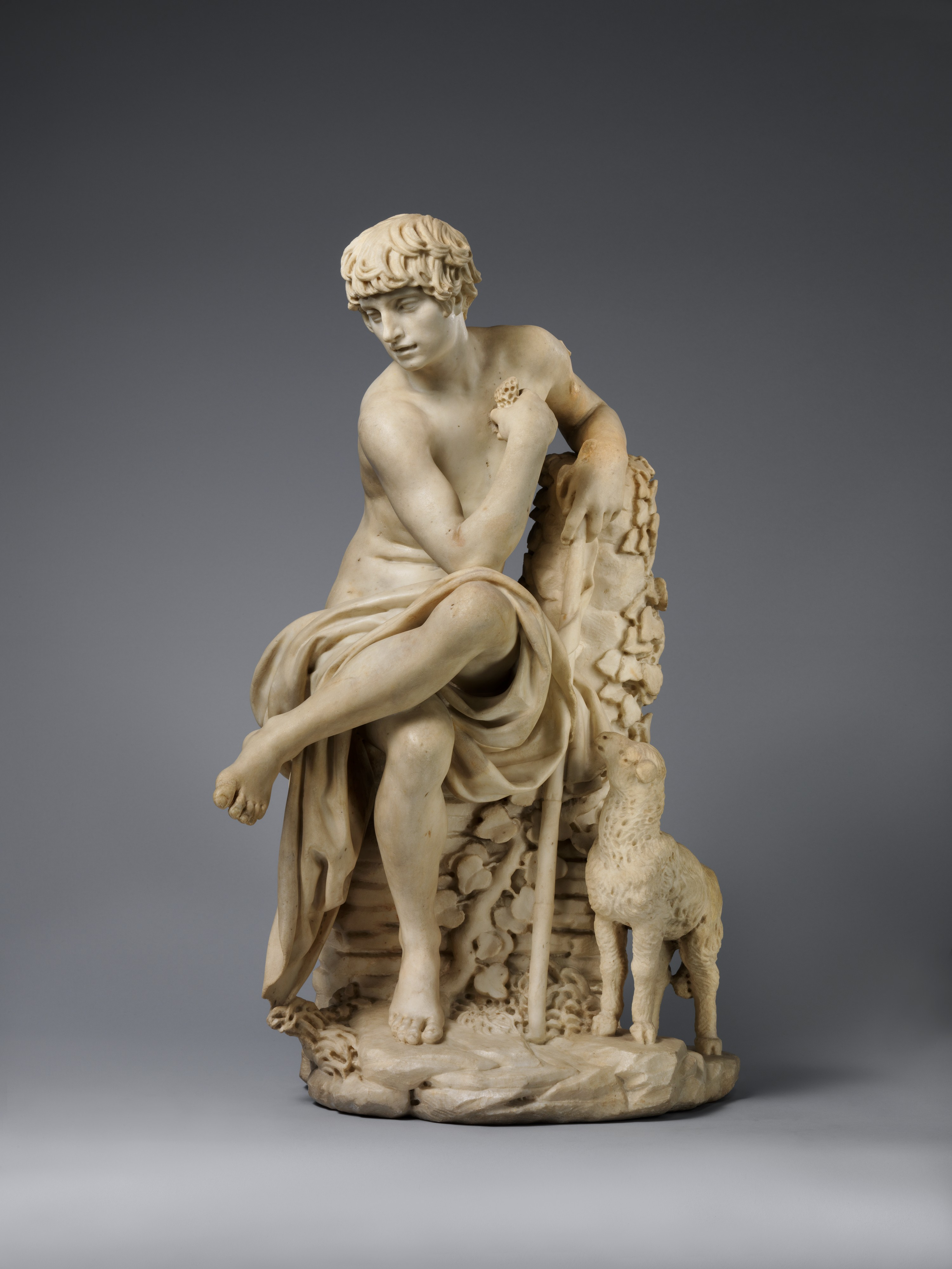
Доменіко П'єратті. «Іван Хреститель юнаком», до 1630
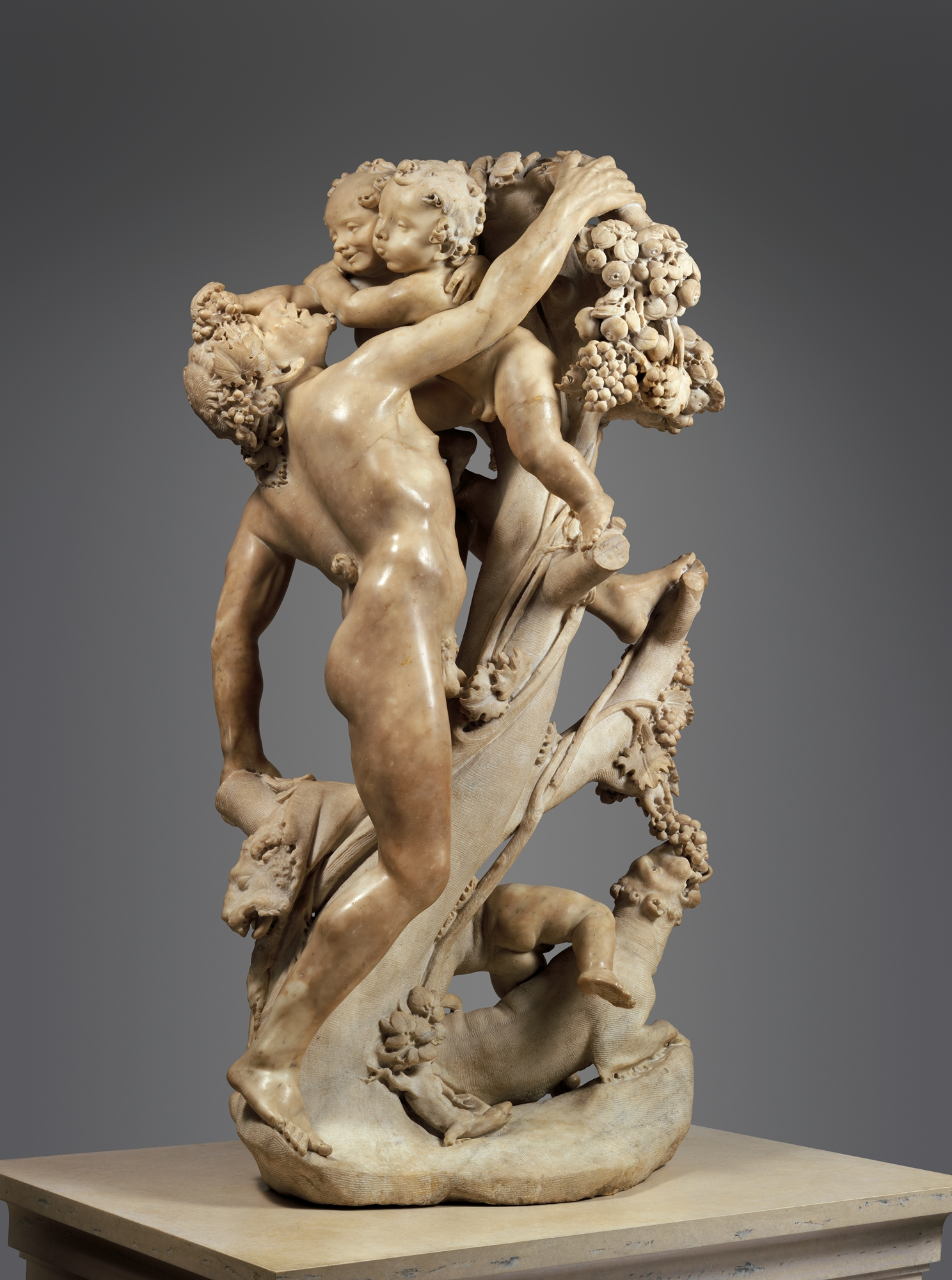
П'єтро Берніні, «Фавн», 1616
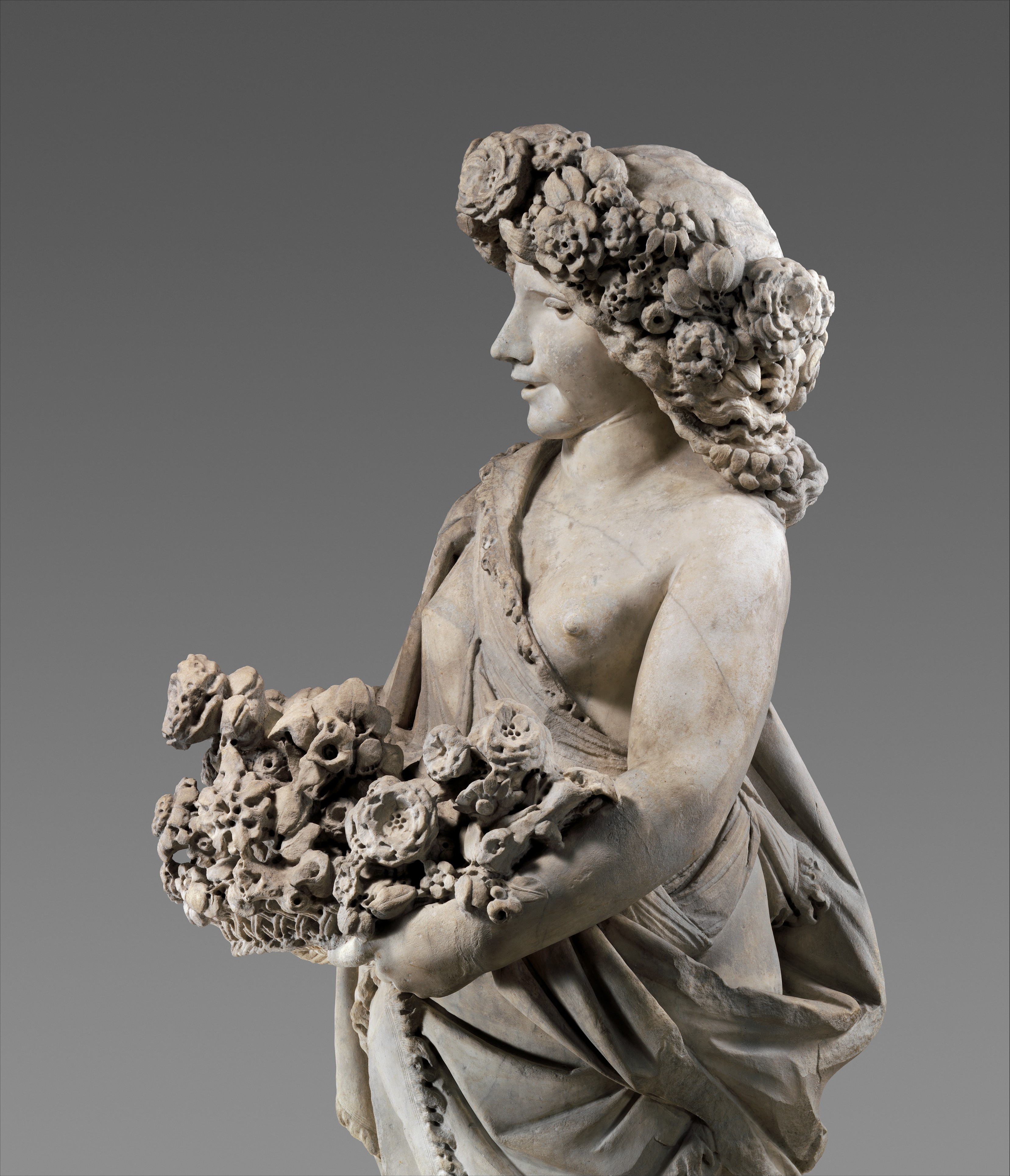
П'єтро Берніні, батько Лоренцо. «Флора», садова скульптура, 1616
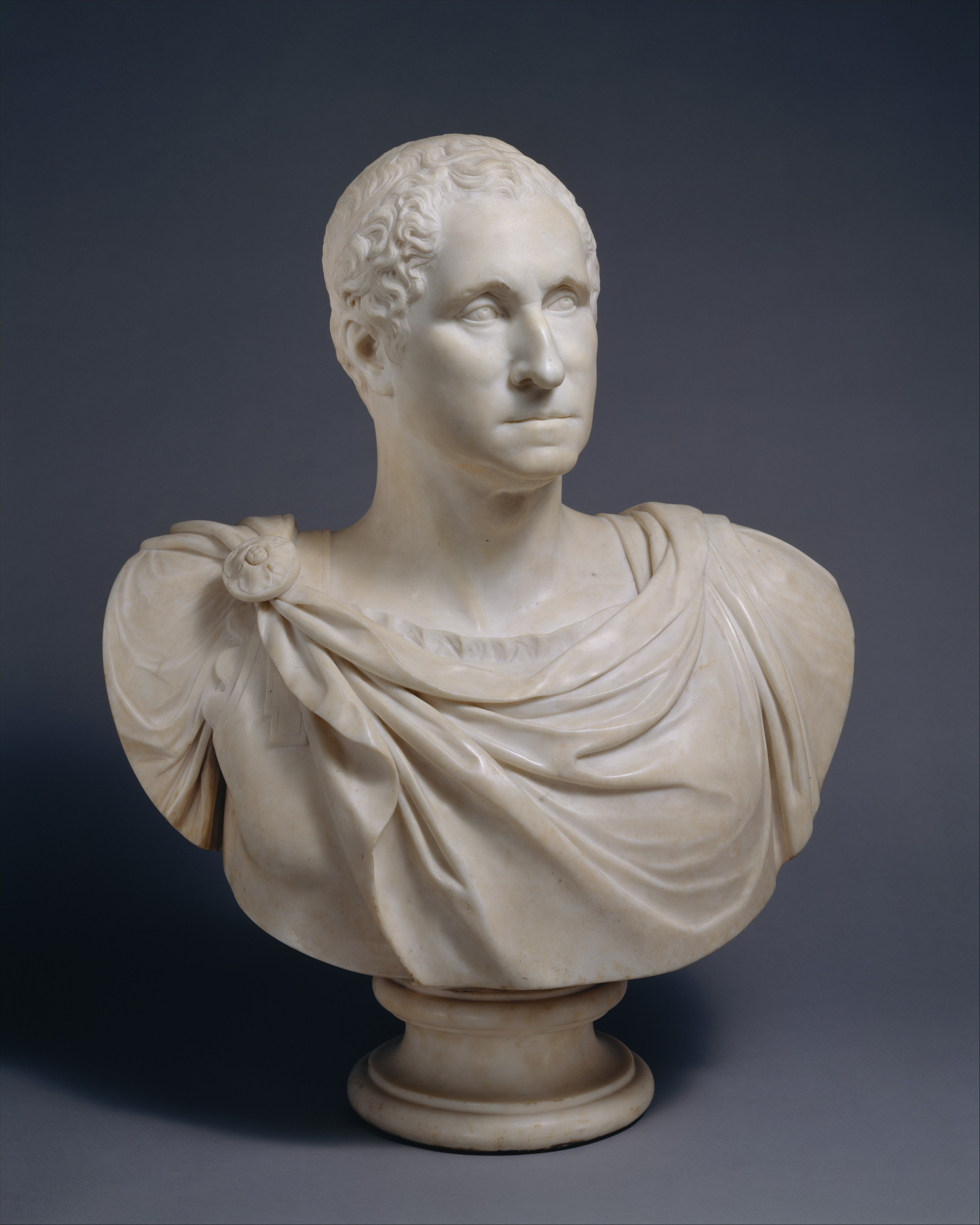
Джузеппе Цераччі, «Джордж Вашингтон», 1795
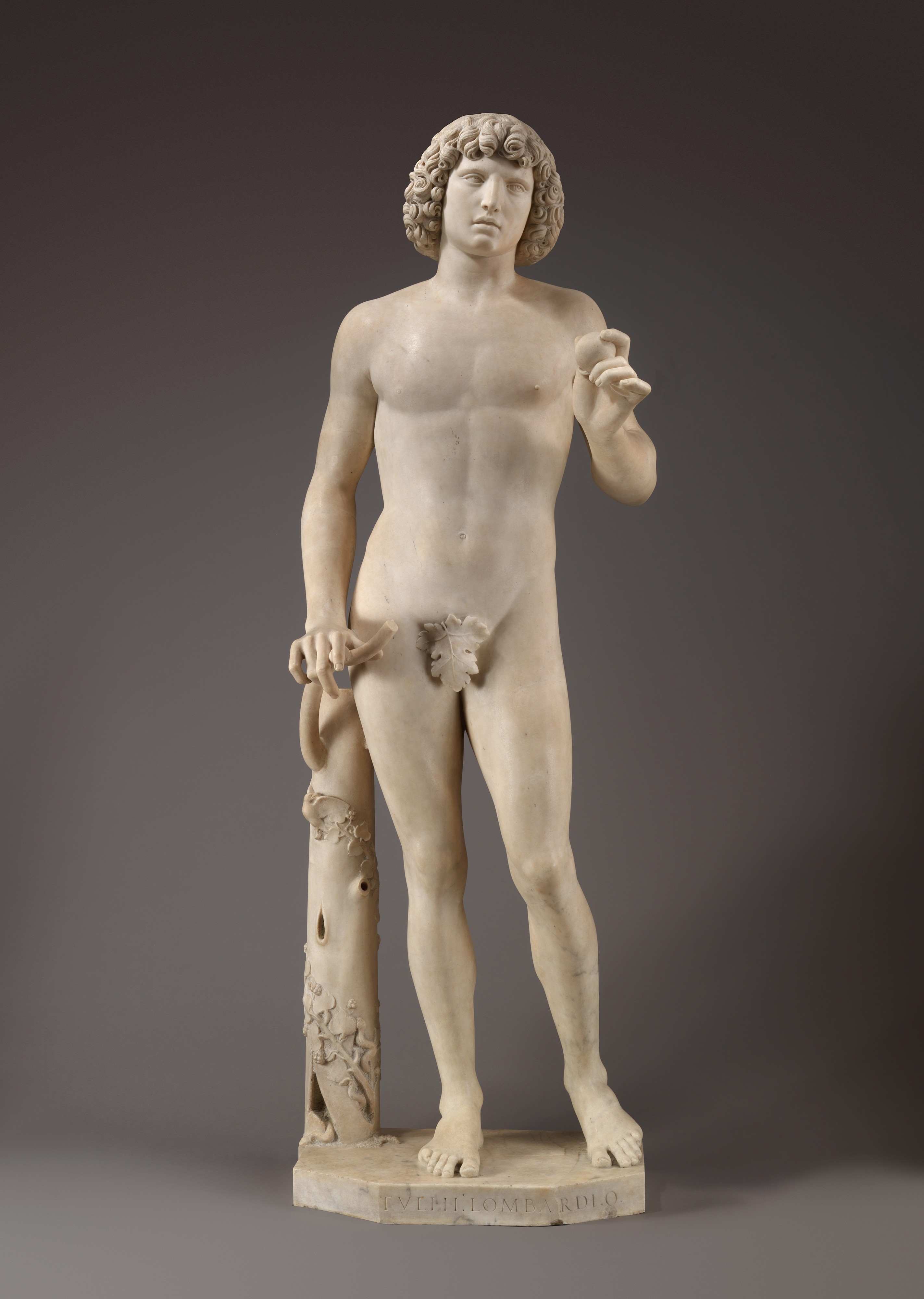
Тулліо Ломбардо, «Адам», 1490

### Європейський, американський та сучасний живопис

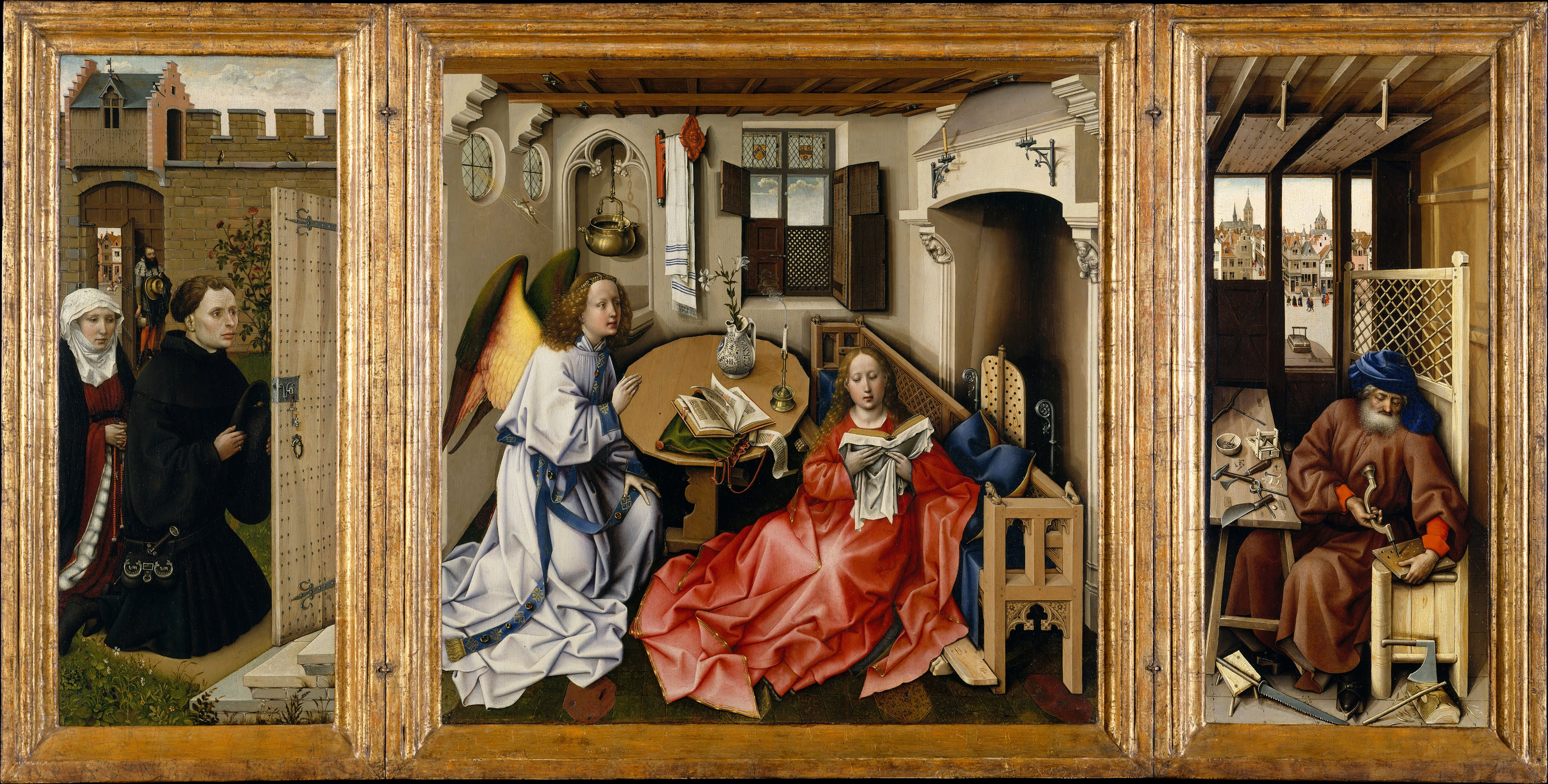
Робер Кампен, Триптих, 1425–1428
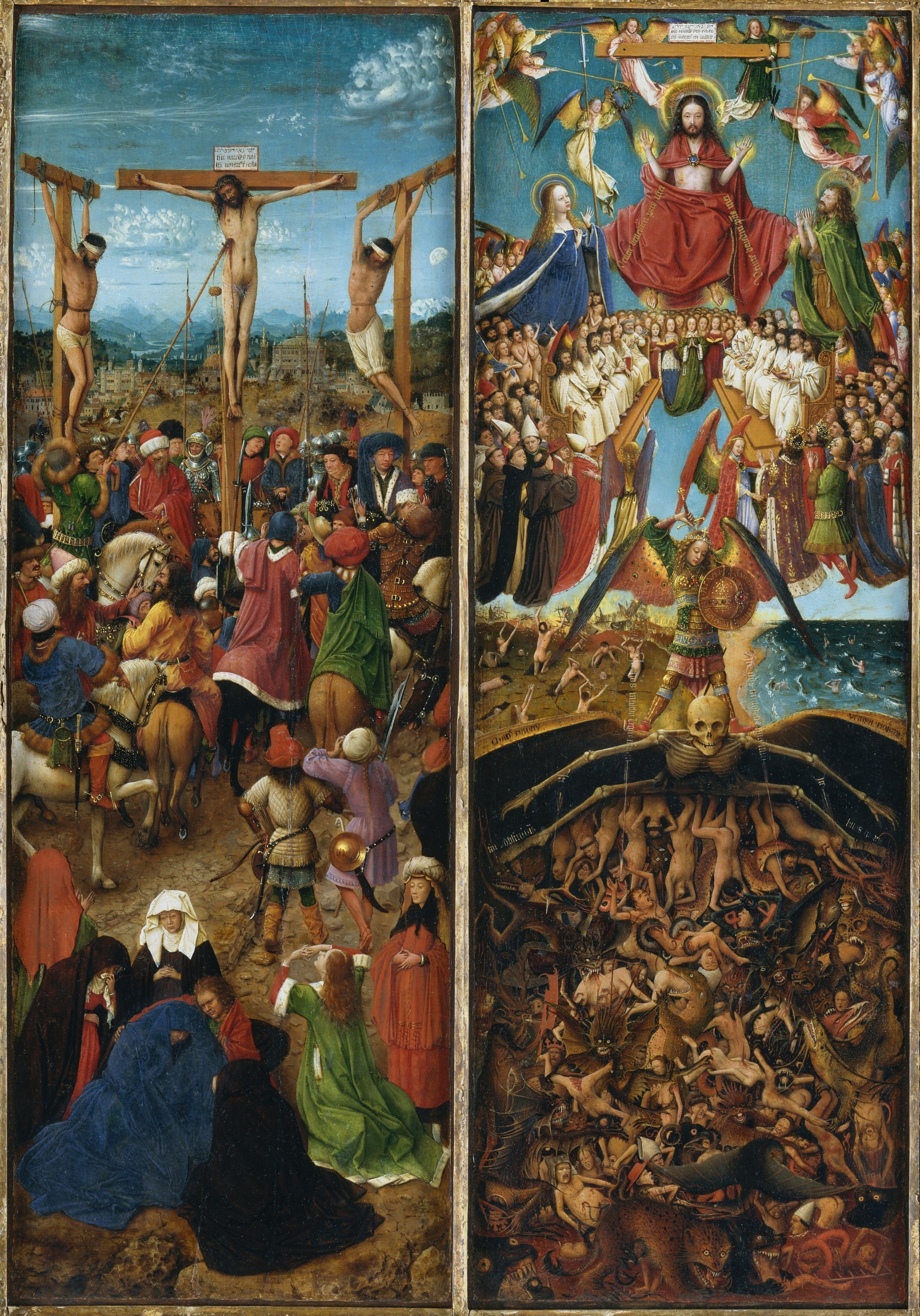
Ян ван Ейк, Диптих, 1430–40
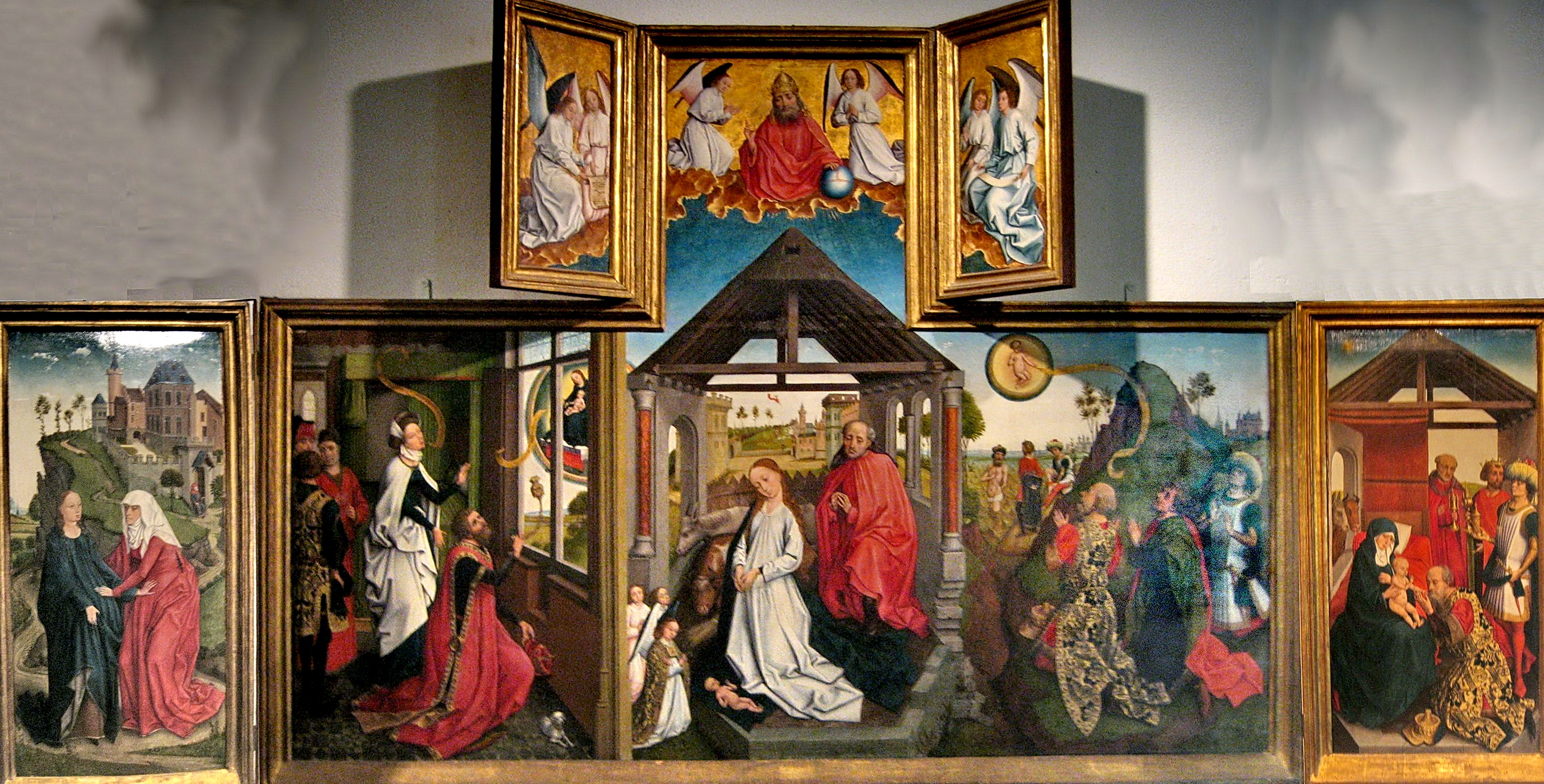
Рогір ван дер Вейден, Поліптих, 1450
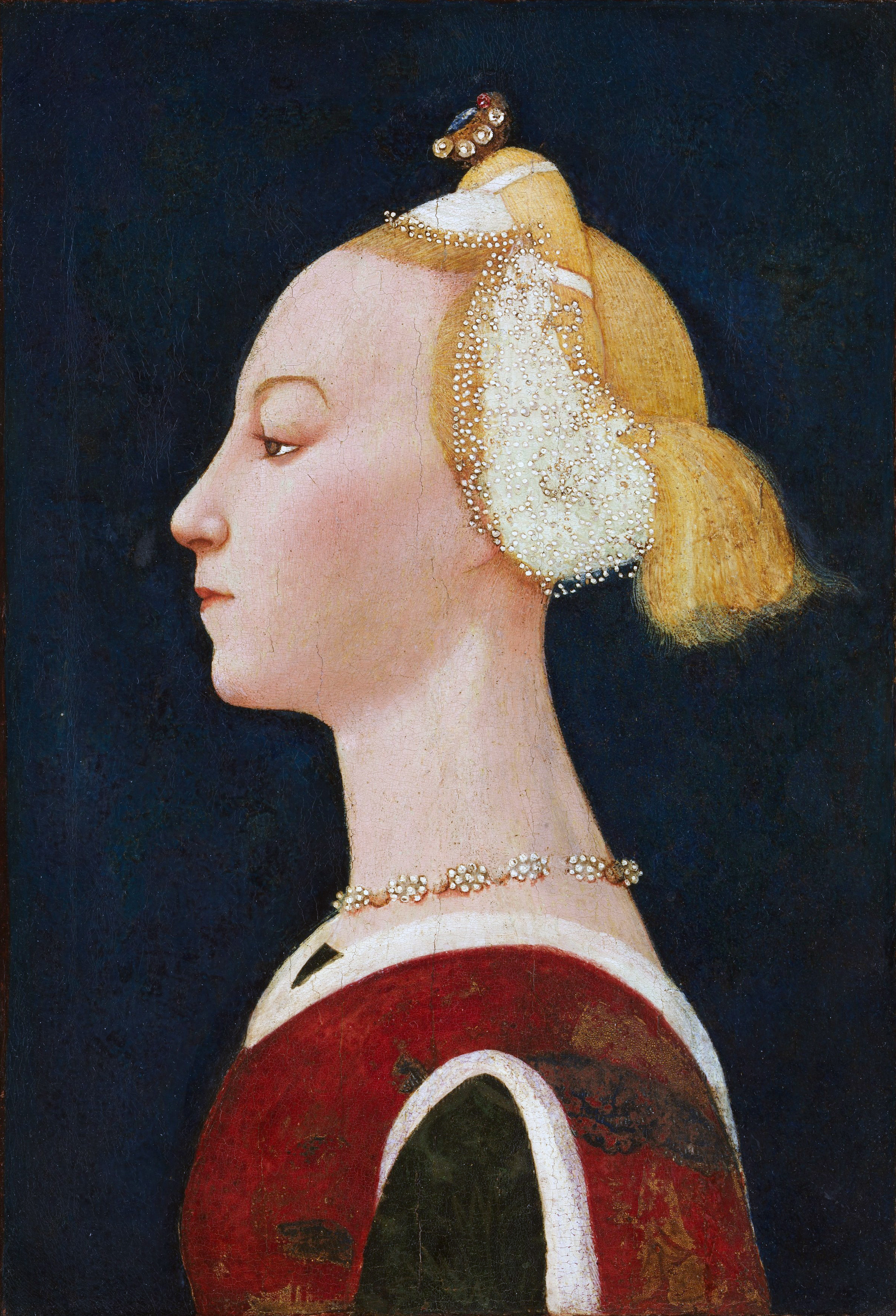
Паоло Учелло, Портрет леді, 1450, Флоренція
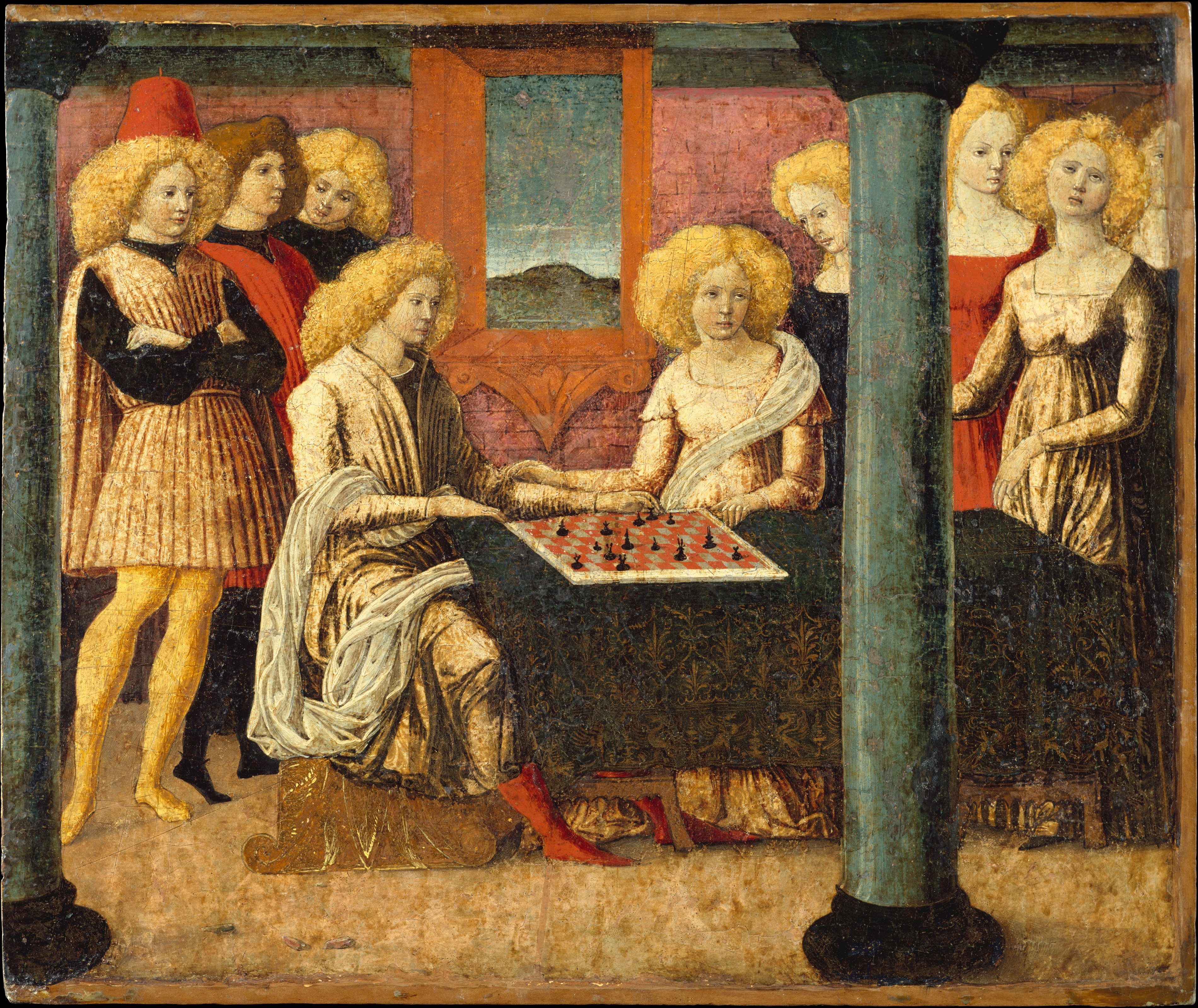
Ліберале да Верона, Шахісти, 1475, флоренція
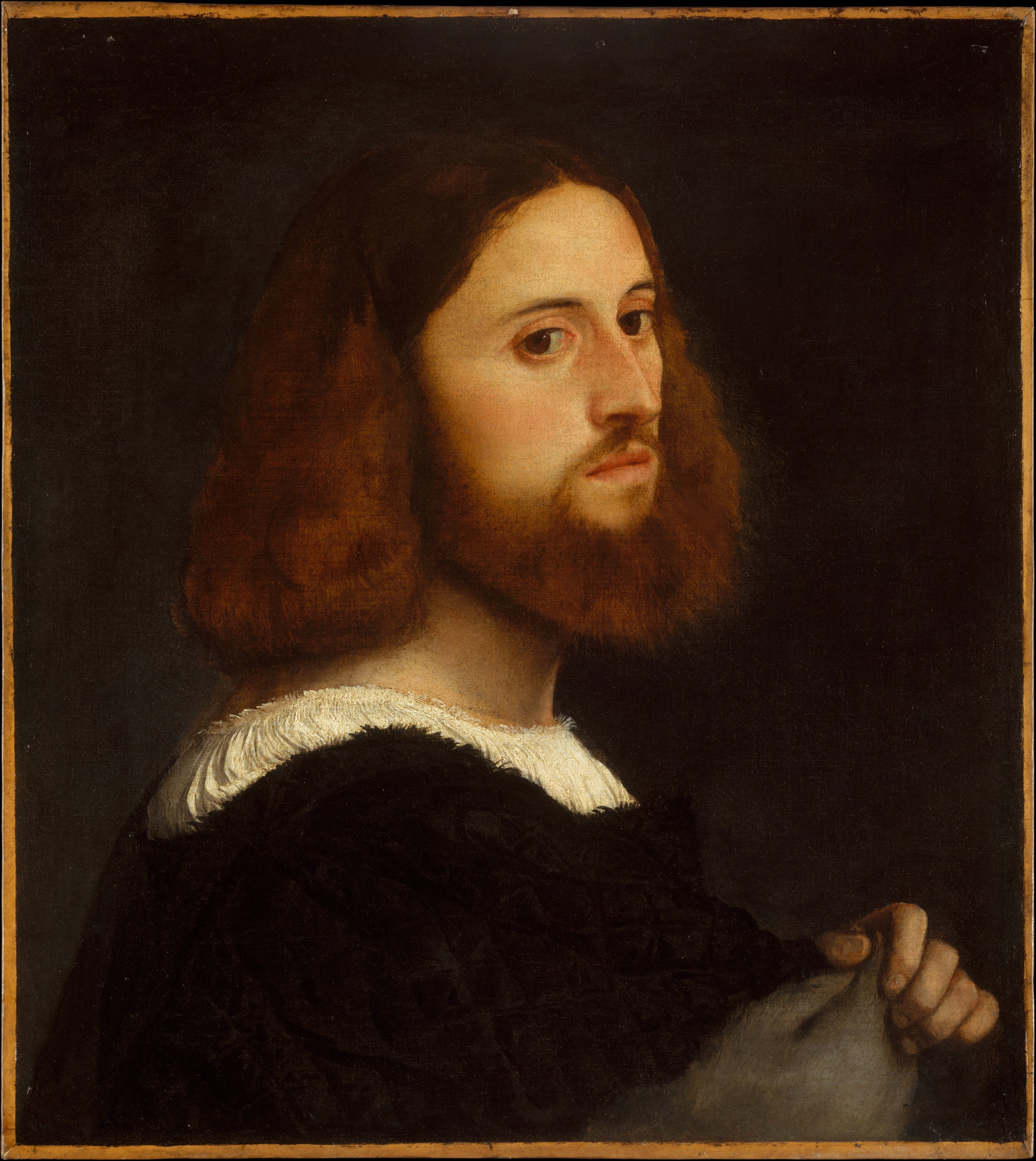
Тіціан, Портрет чоловіка, 1512
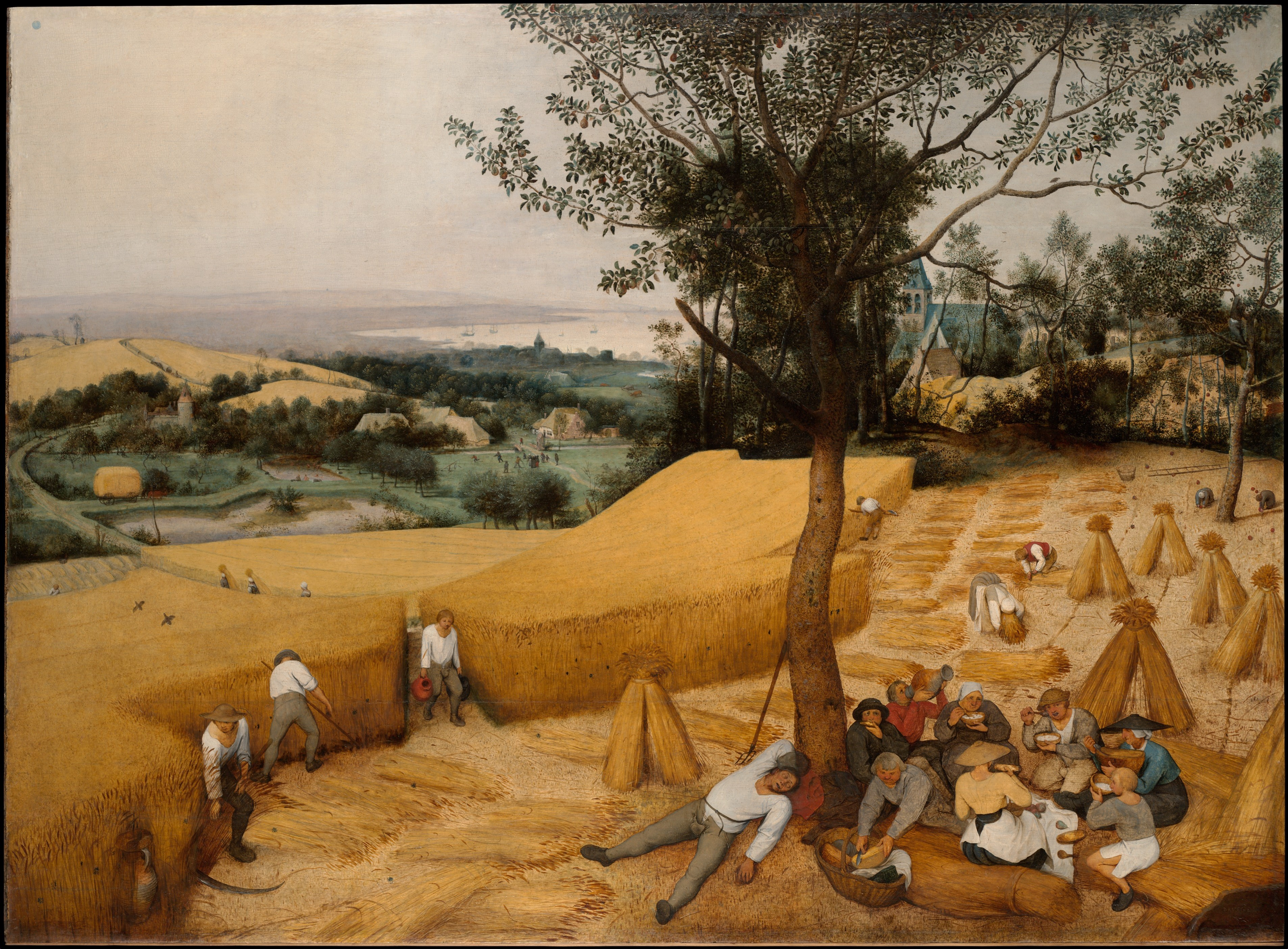
Пітер Брейгель старший, Збір зерна, 1565
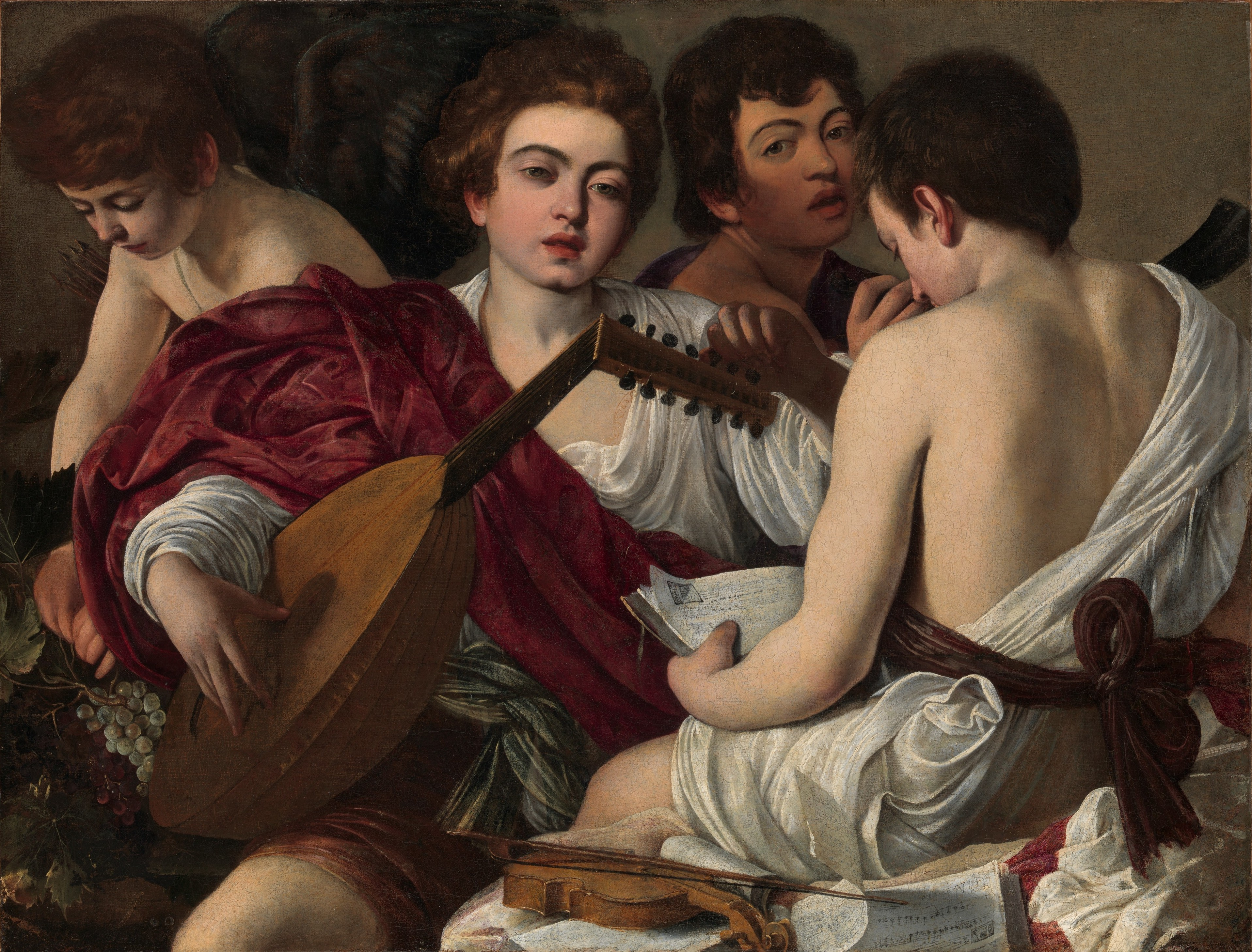
Караваджо, Концерт, 1595
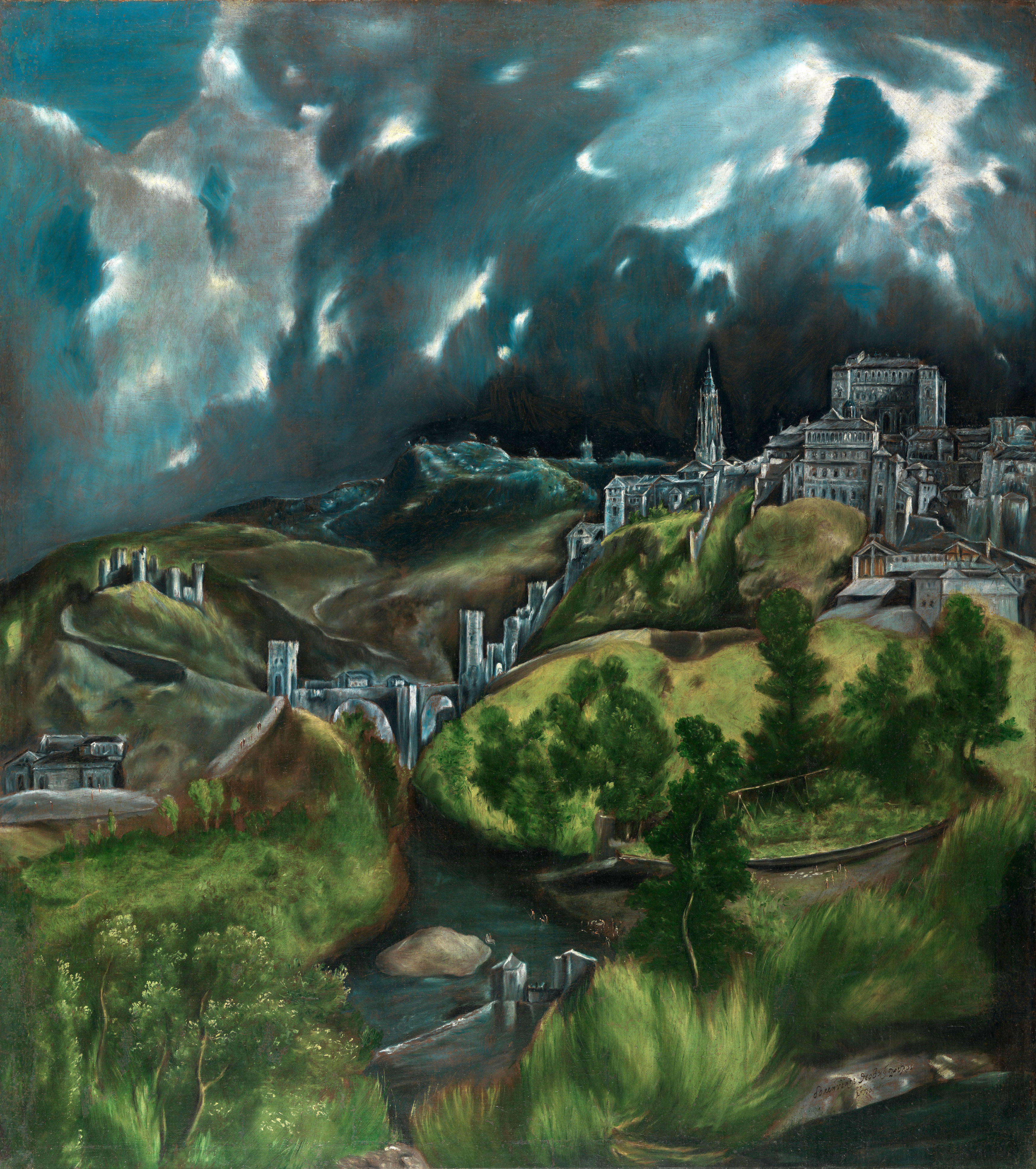
Ель Греко, Краєвид Толедо, 1596
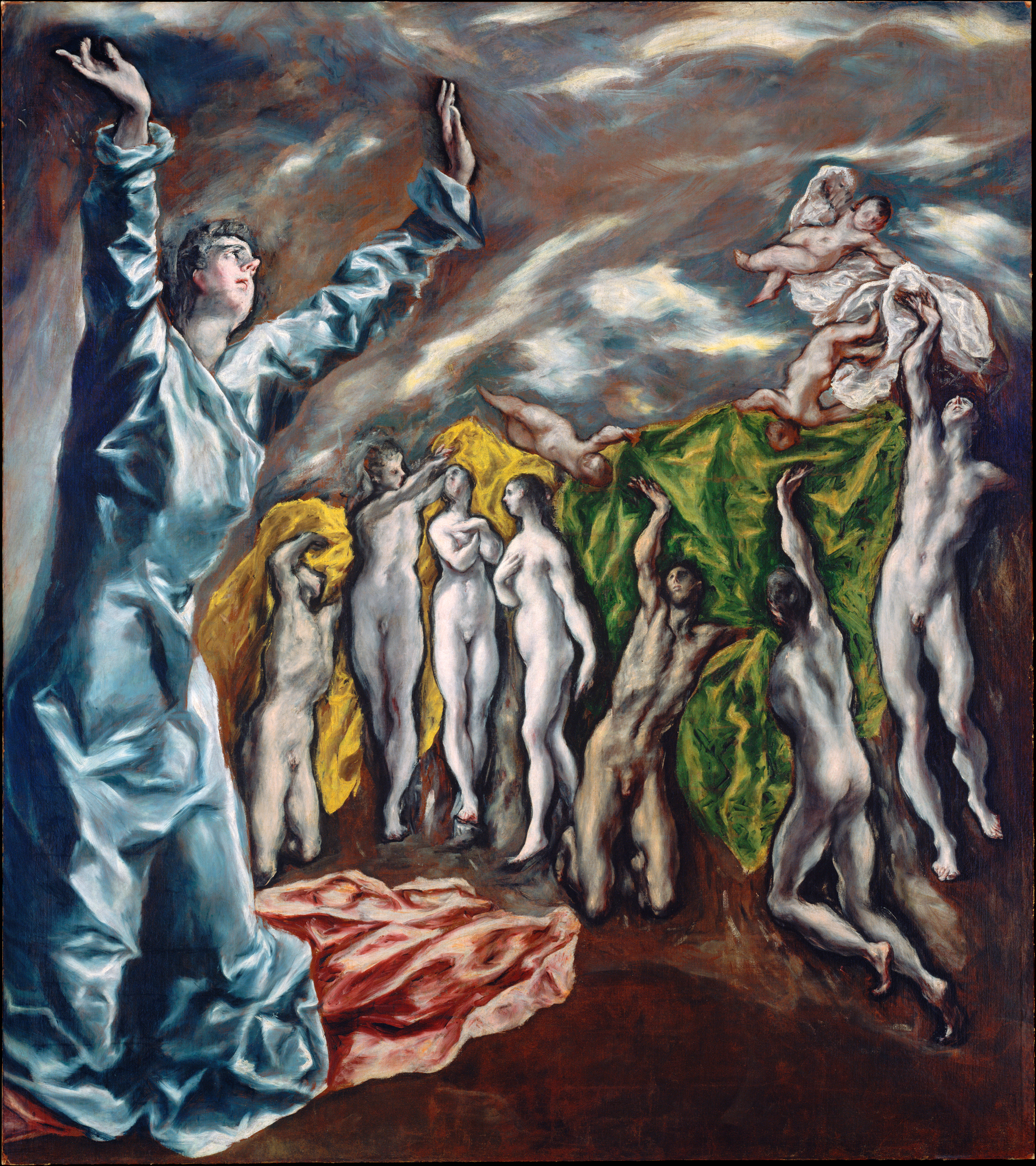
Ель Греко, Відкриття п'ятої печатки, 1608–1614
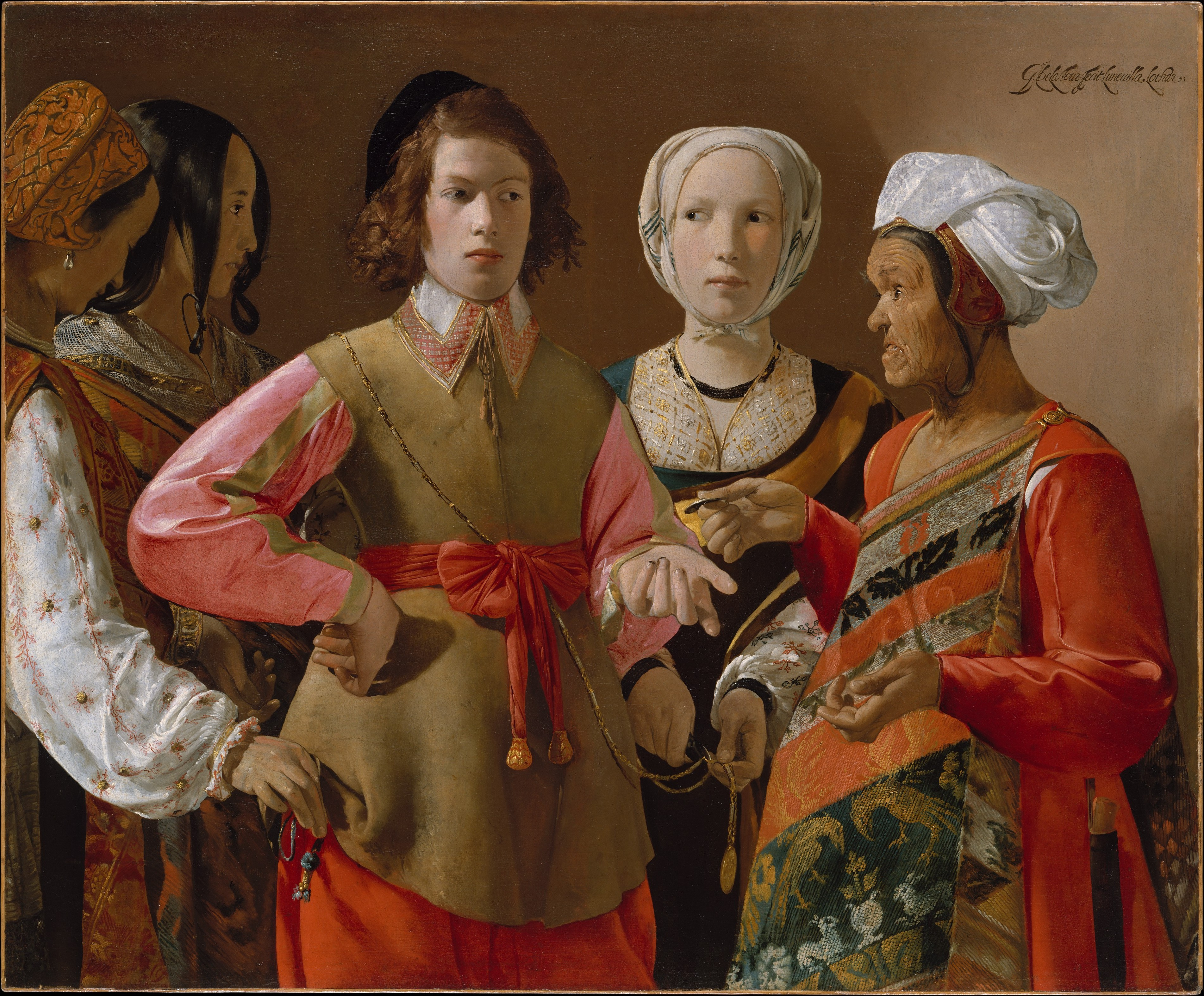
Жорж де Латур, Ворожка, 1630
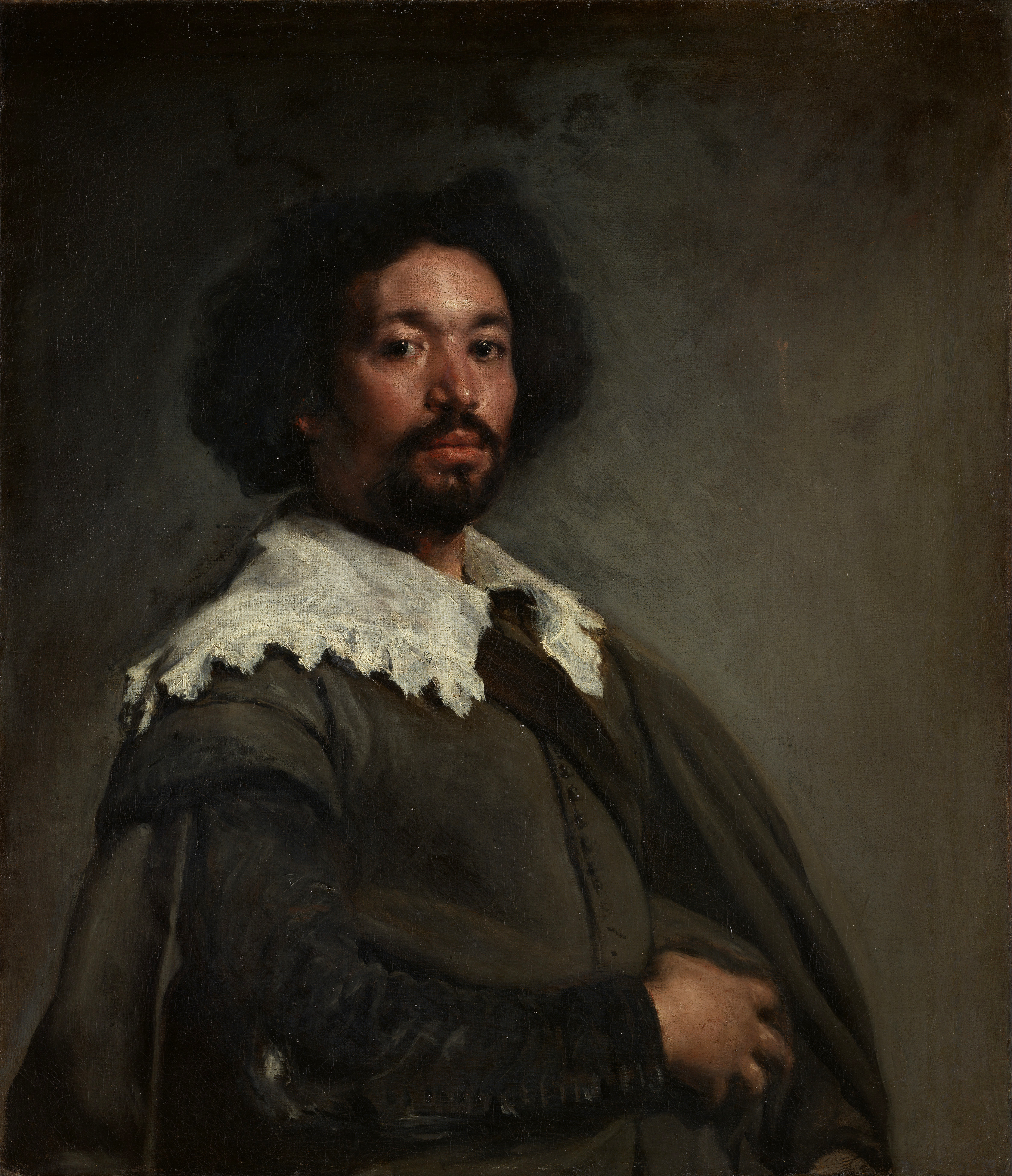
Дієго Веласкес, Портрет Хуана да Пареха, 1650
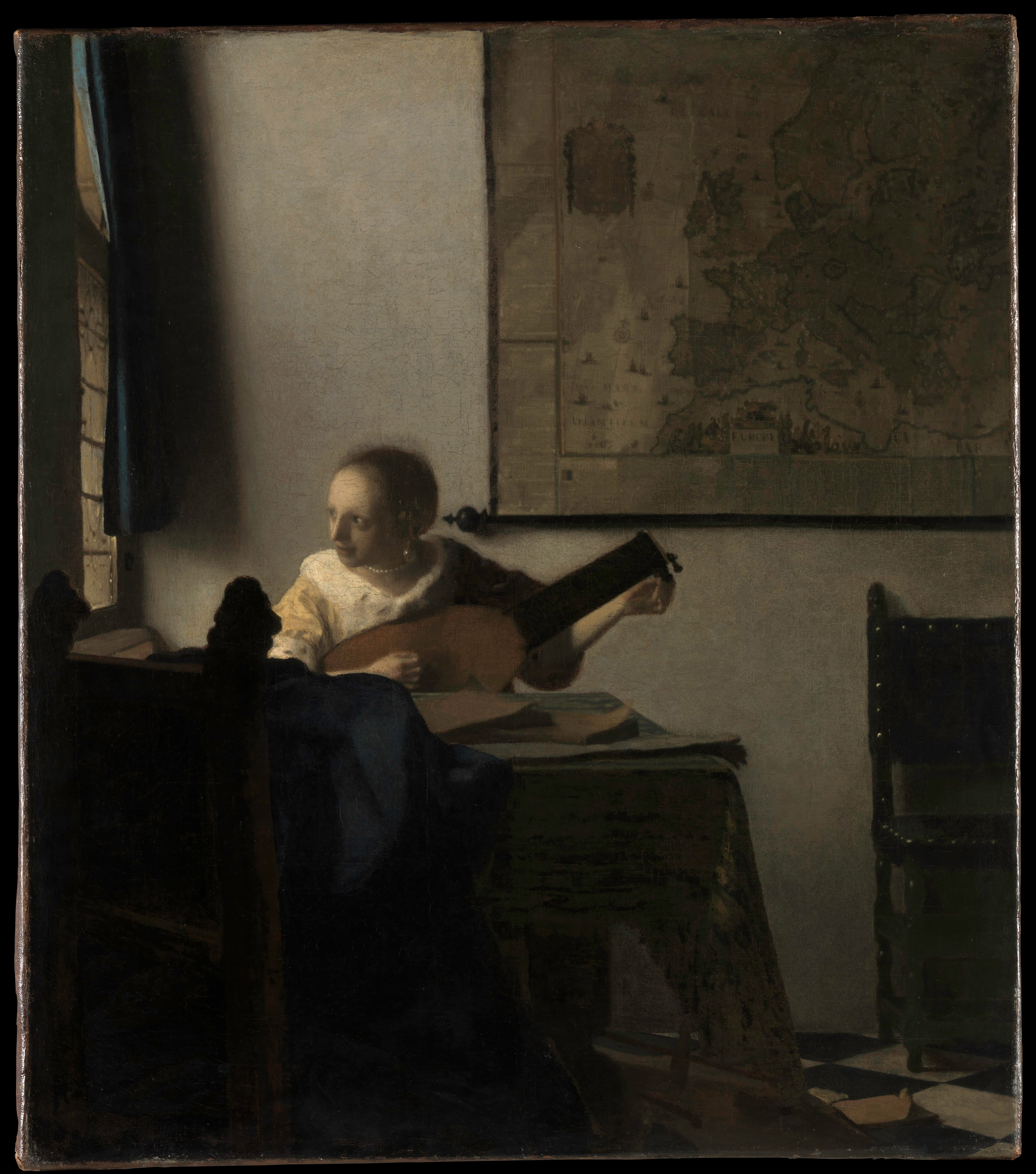
Ян Вермер, Жінка з лютнею, 1662
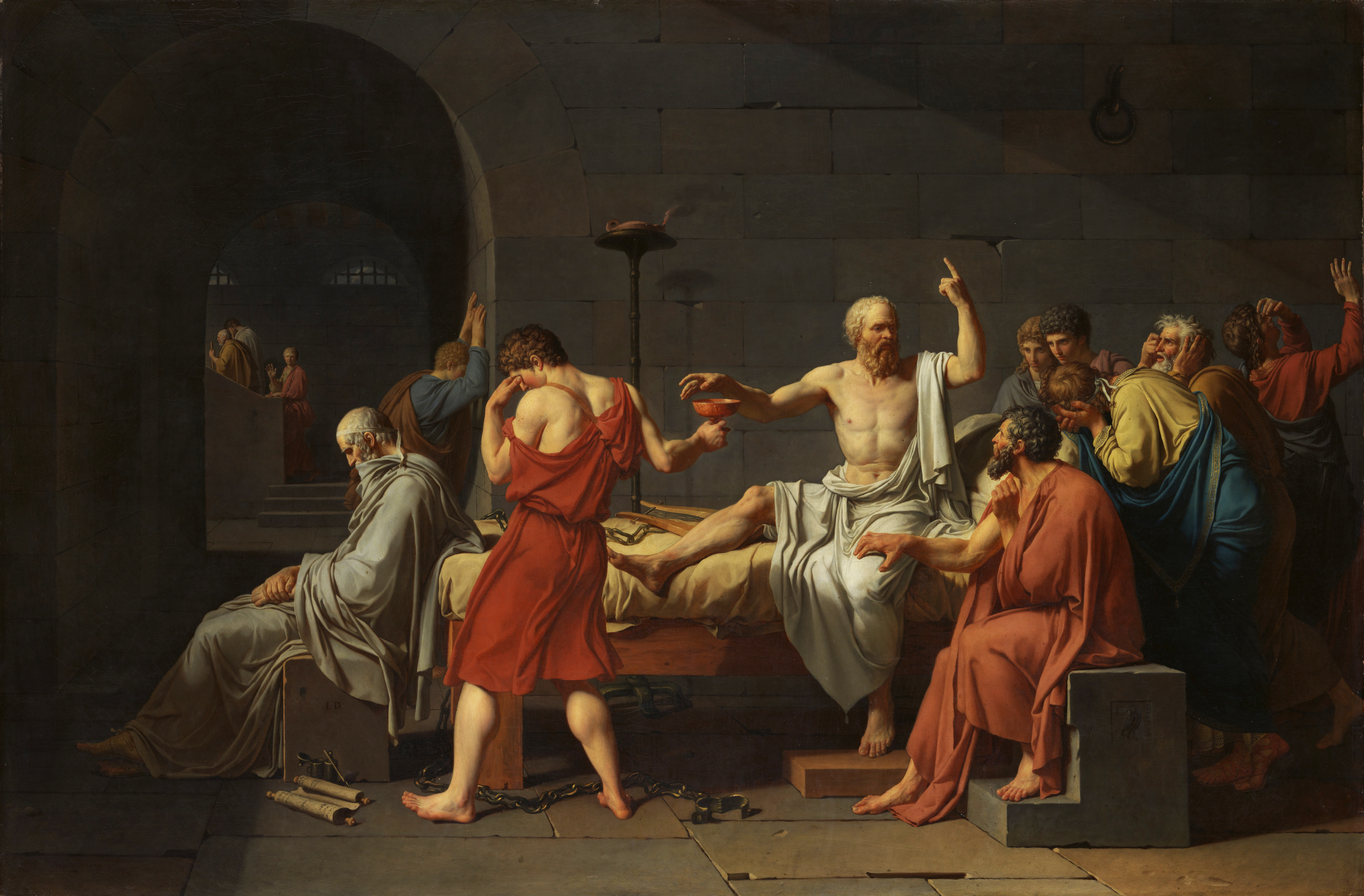
Жак-Луї Давід, Смерть Сократа, 1787
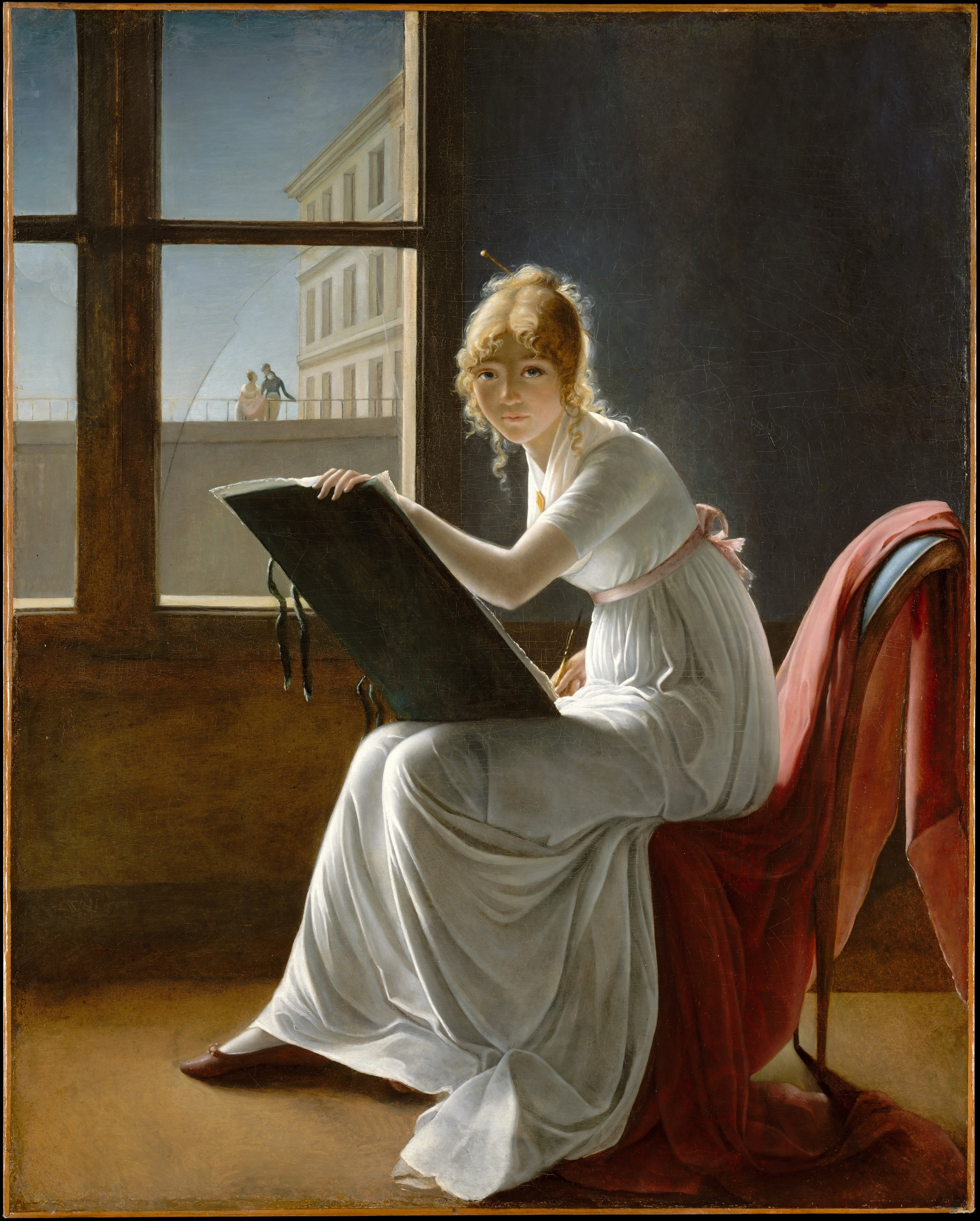
Марі-Деніз Вільє, Молода дівчина, що малює, 1801
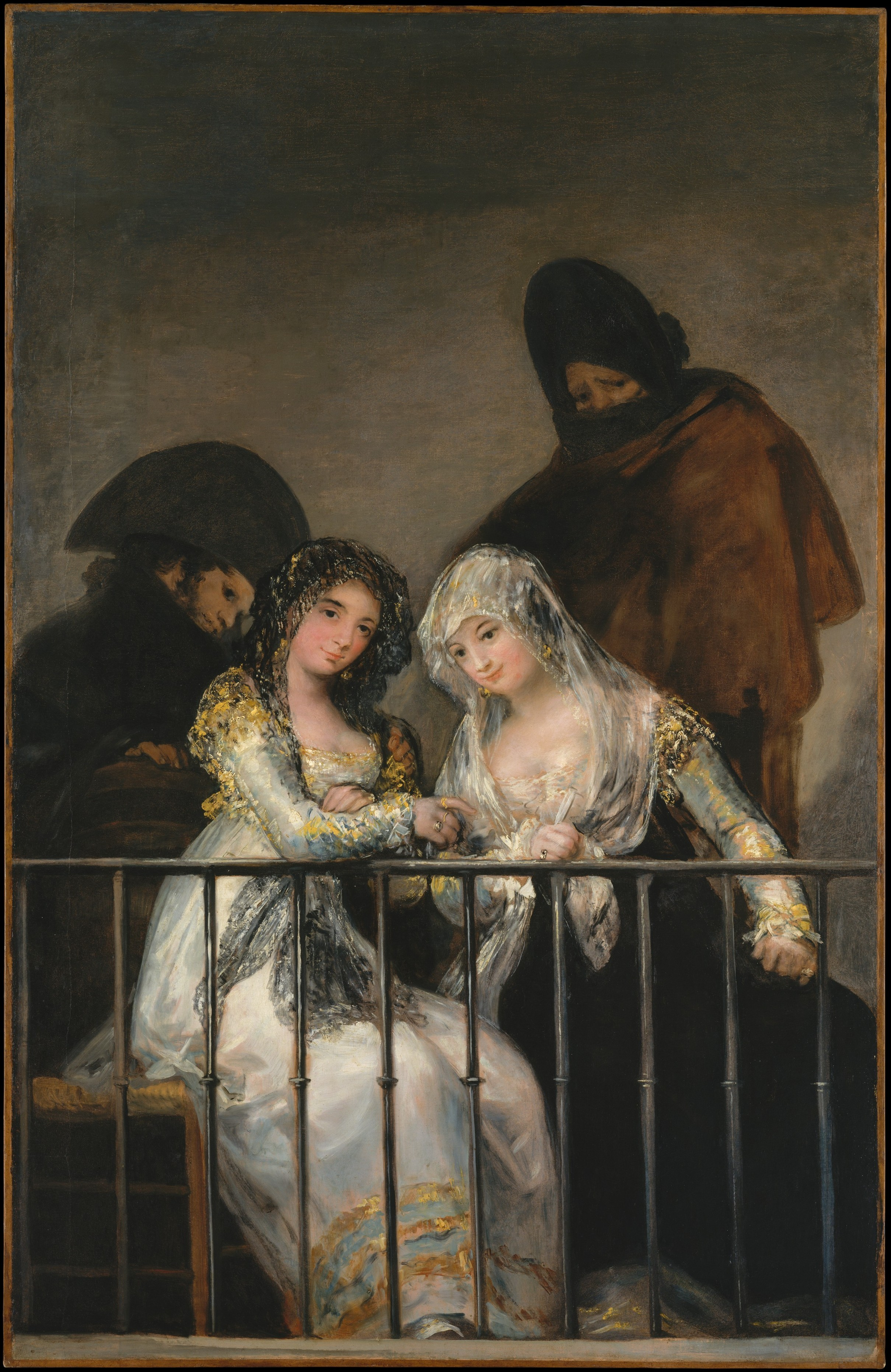
Франсиско Гойя, Маха на балконі, 1835
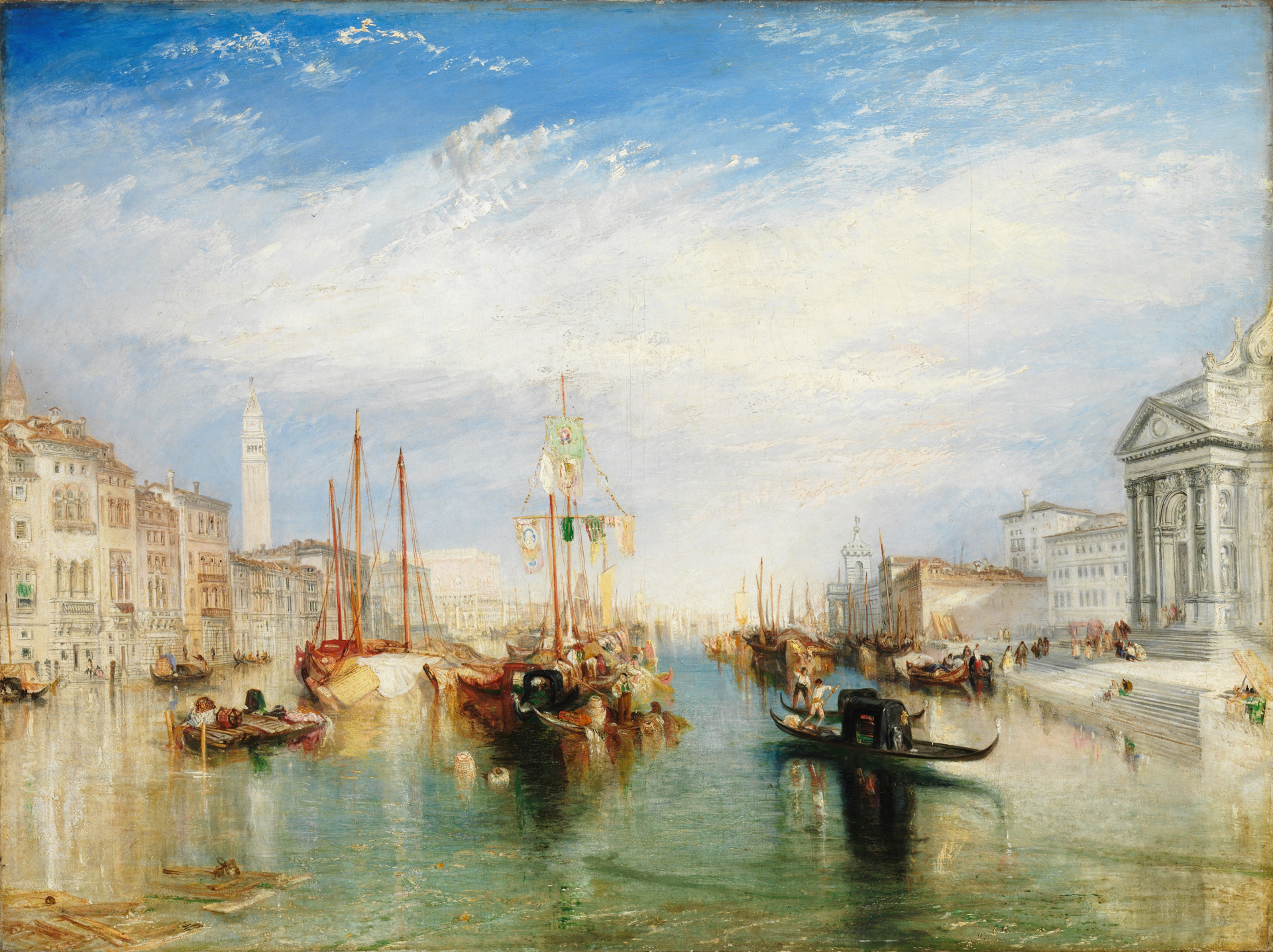
Вільям Тернер, Гранд канал, 1835
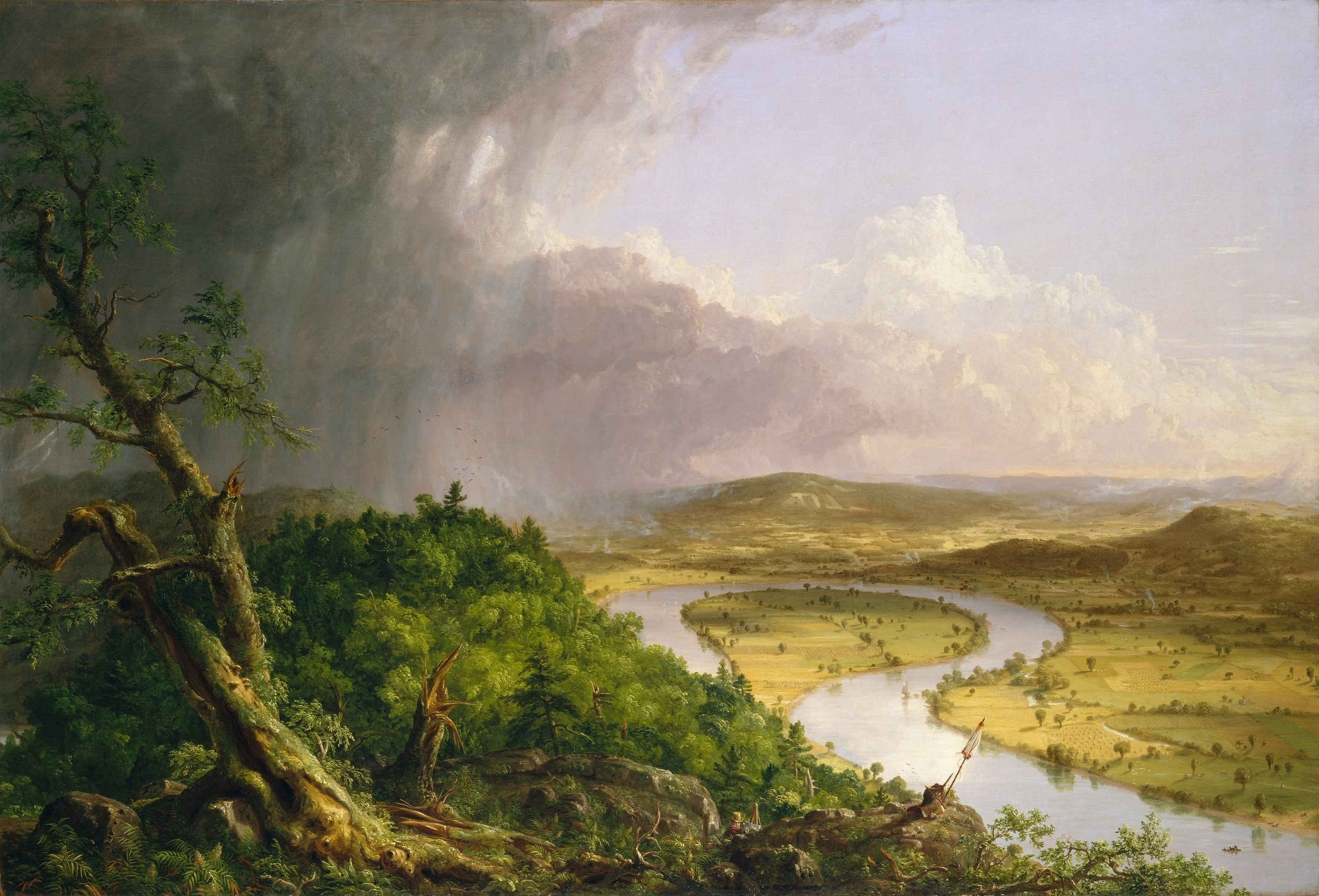
Томас Коул, Заплава, 1836
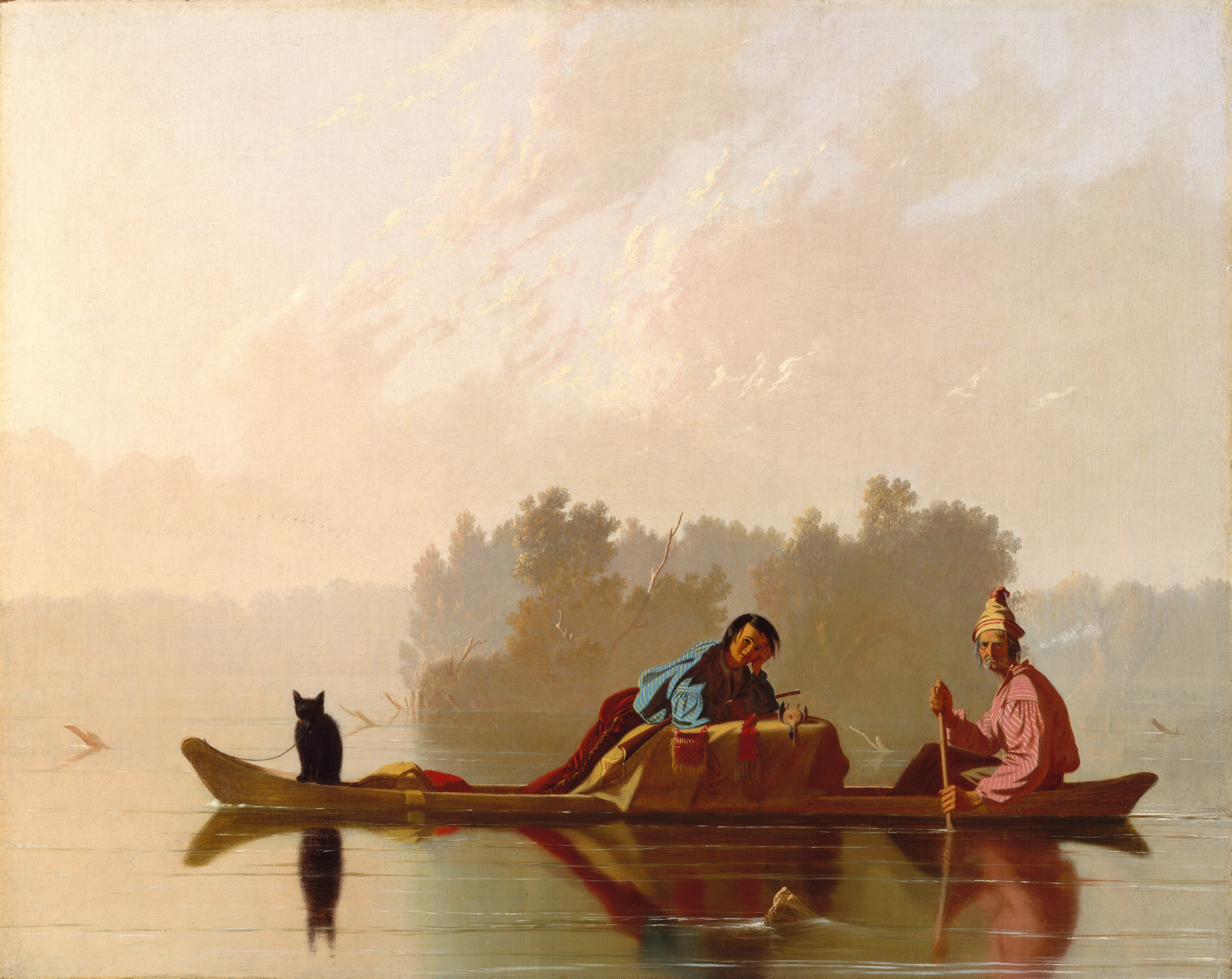
Джордж Калеб Бінгем, Торговці хутром на Міссурі, 1845
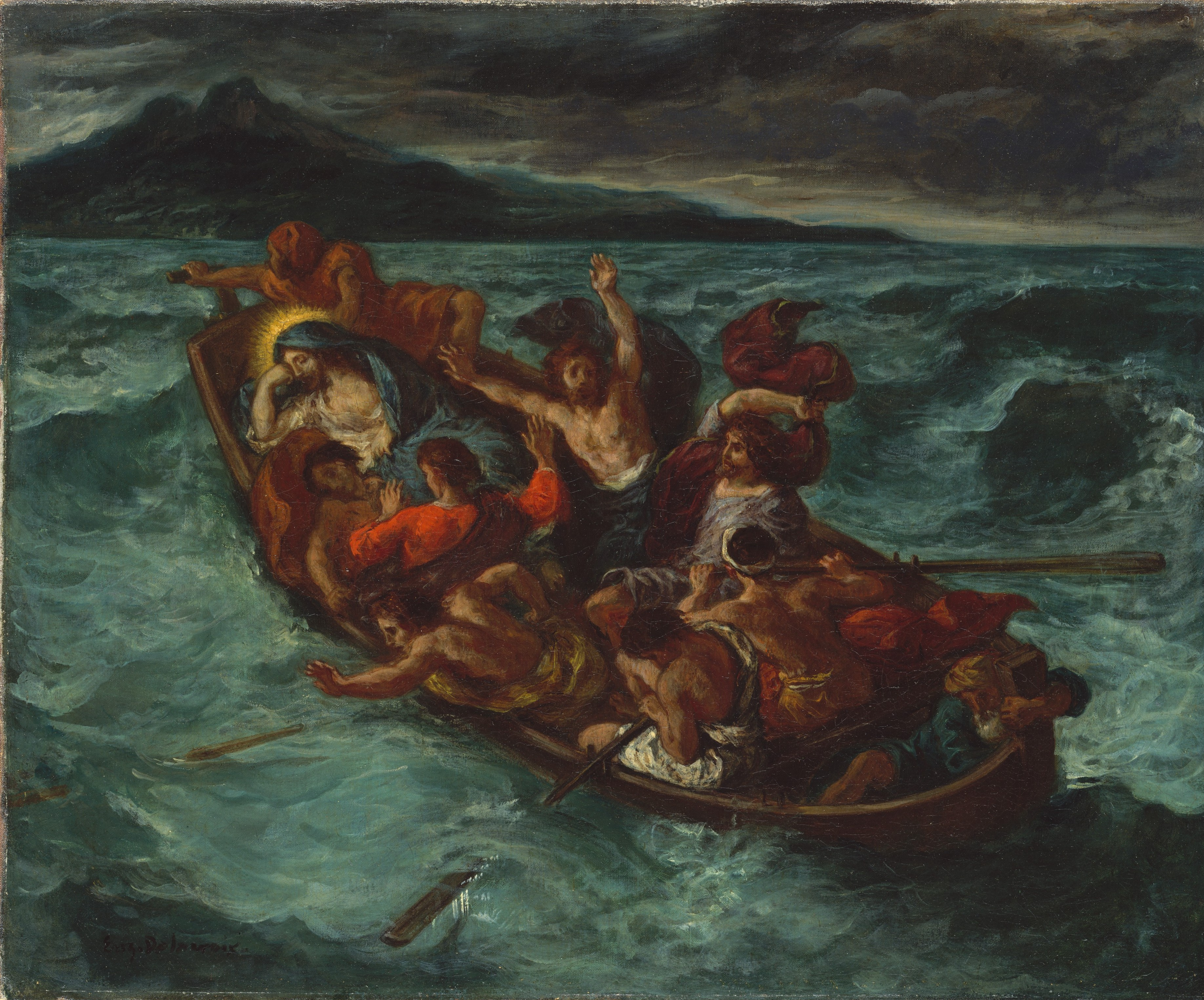
Ежен Делакруа , Христос під час Бурі, 1853
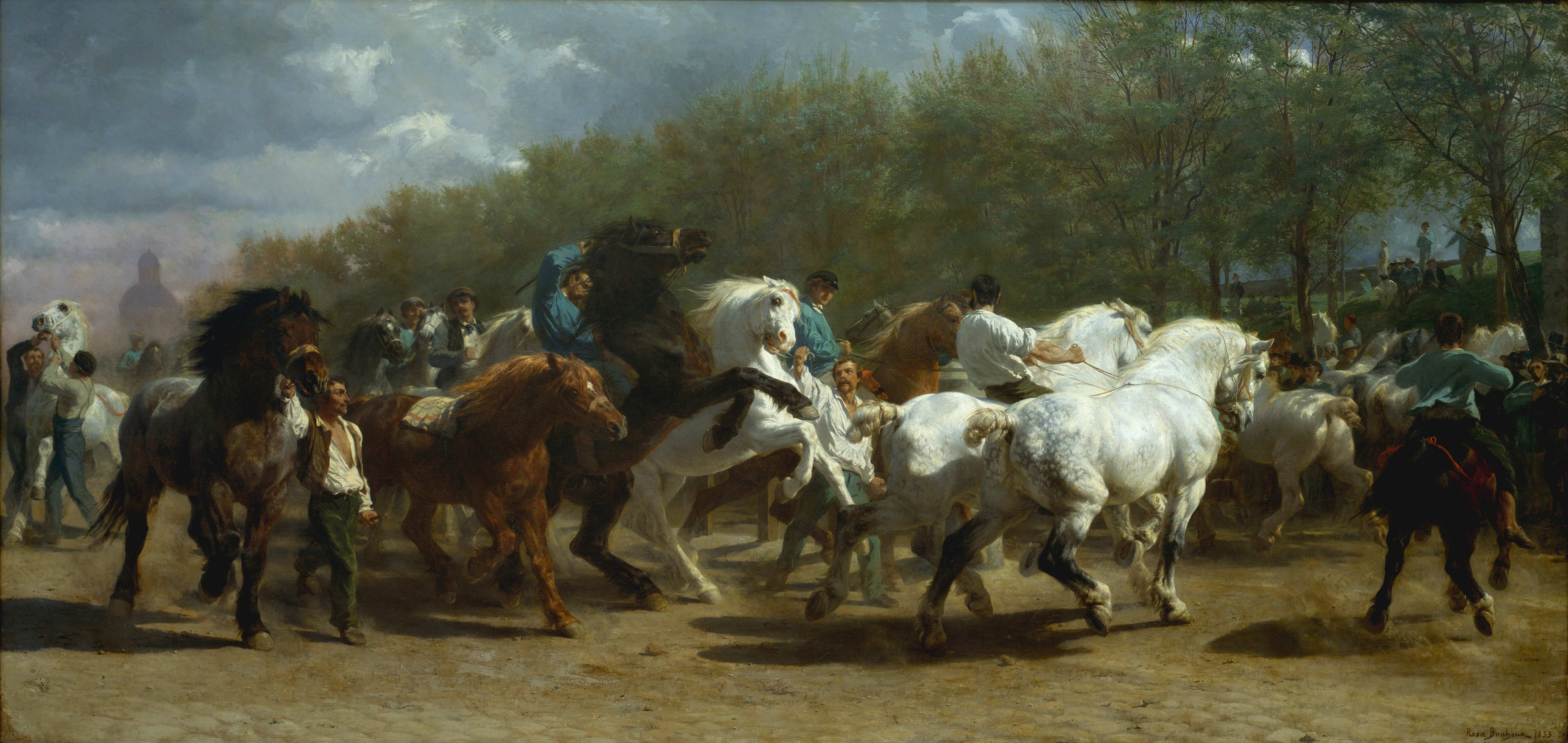
Роза Боньор, Ярмарок з конями, 1853–1855
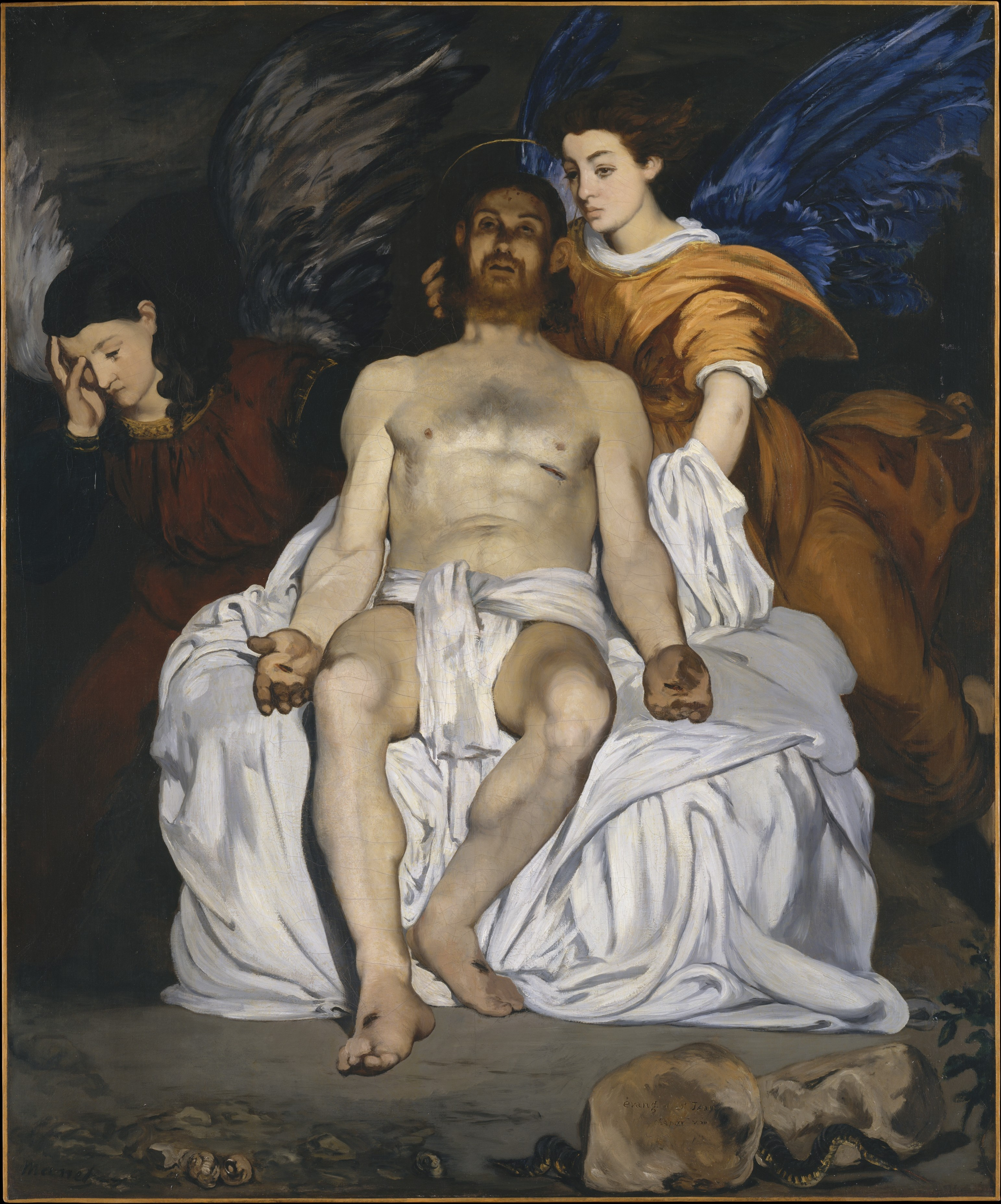
Едуар Мане, Мертвий Христос з ангелами, 1864
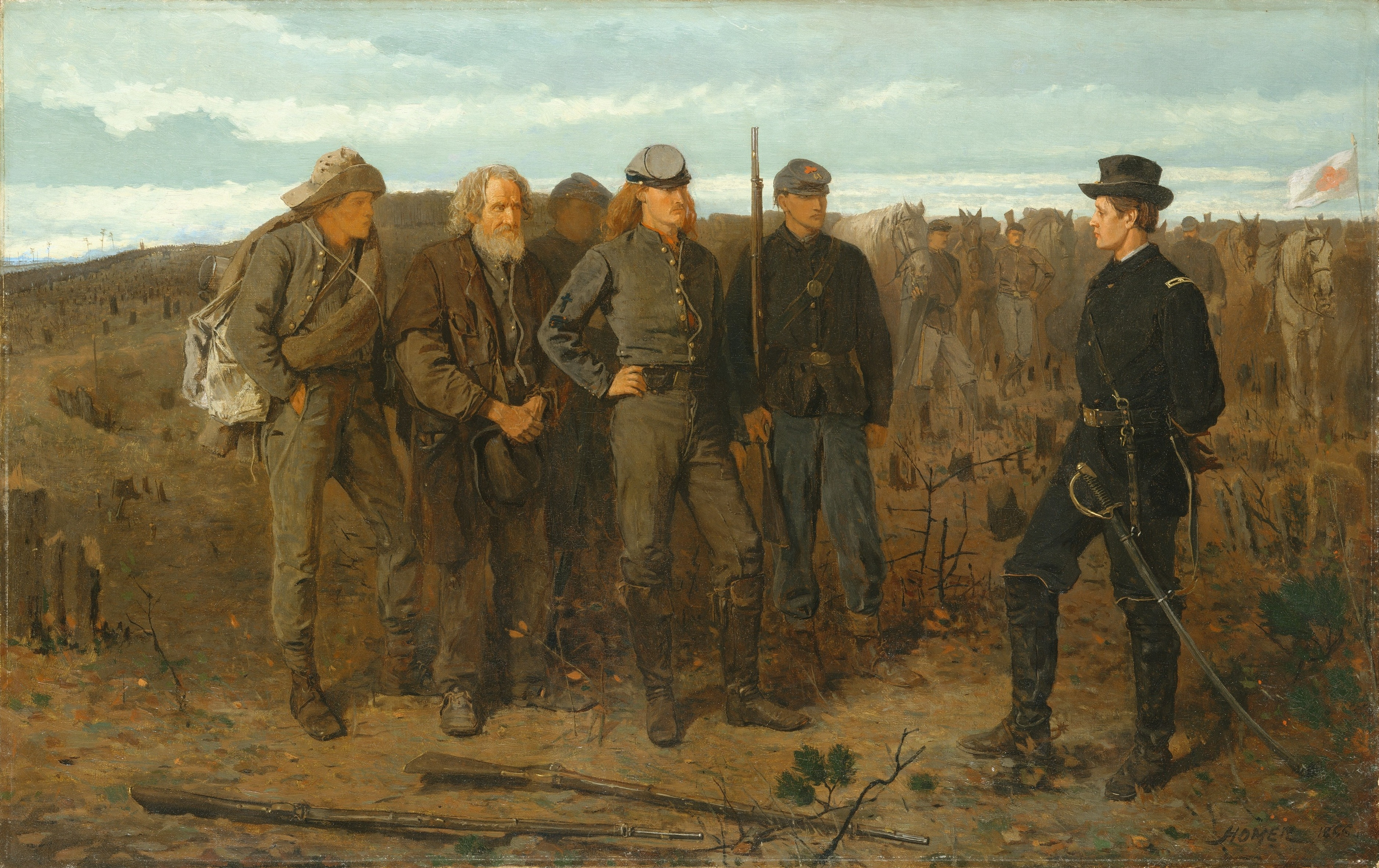
Вінслов Гомер, Полонені на фронті, 1866
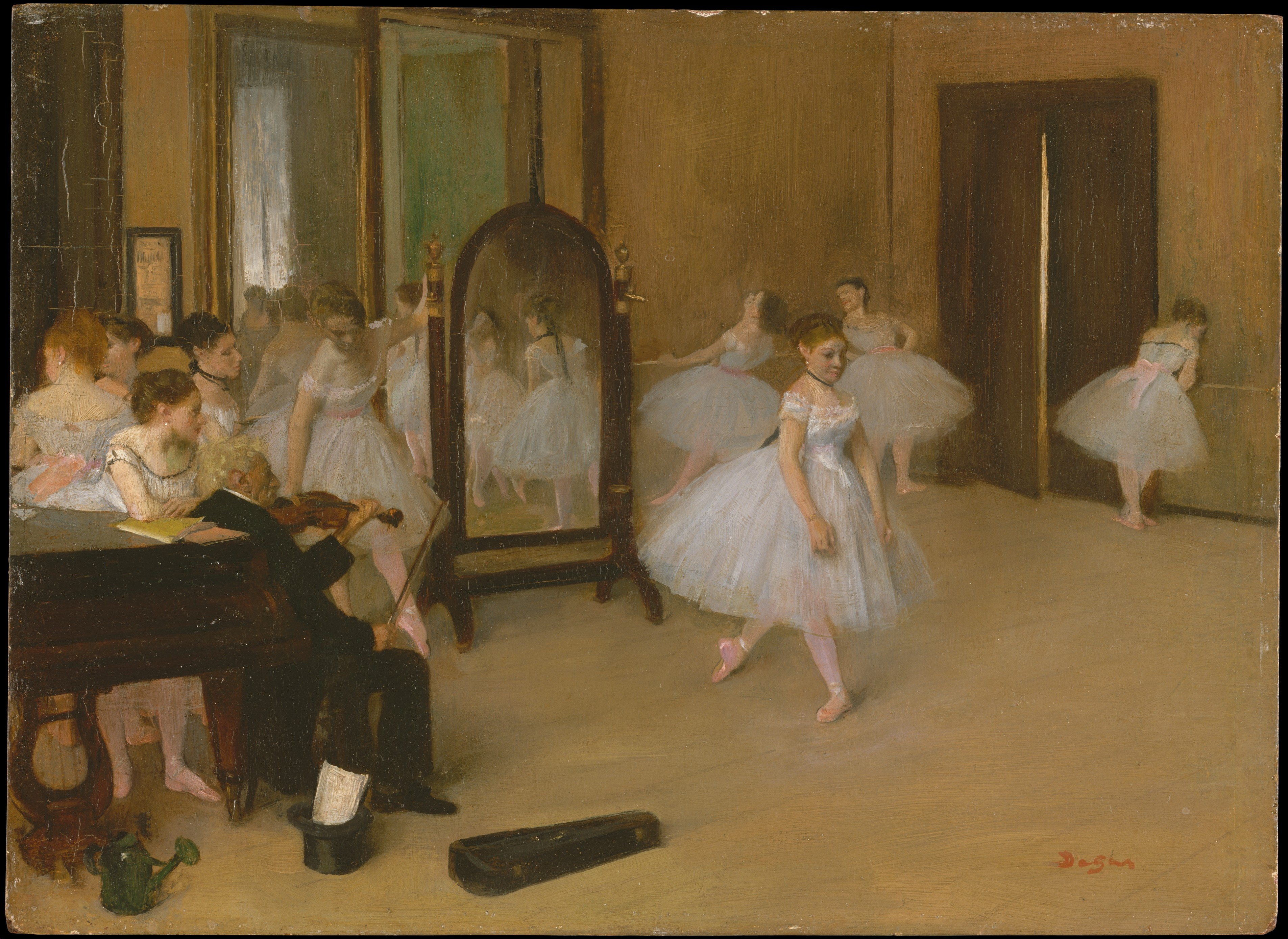
Едґар Деґа, Танцювальний клас, 1872
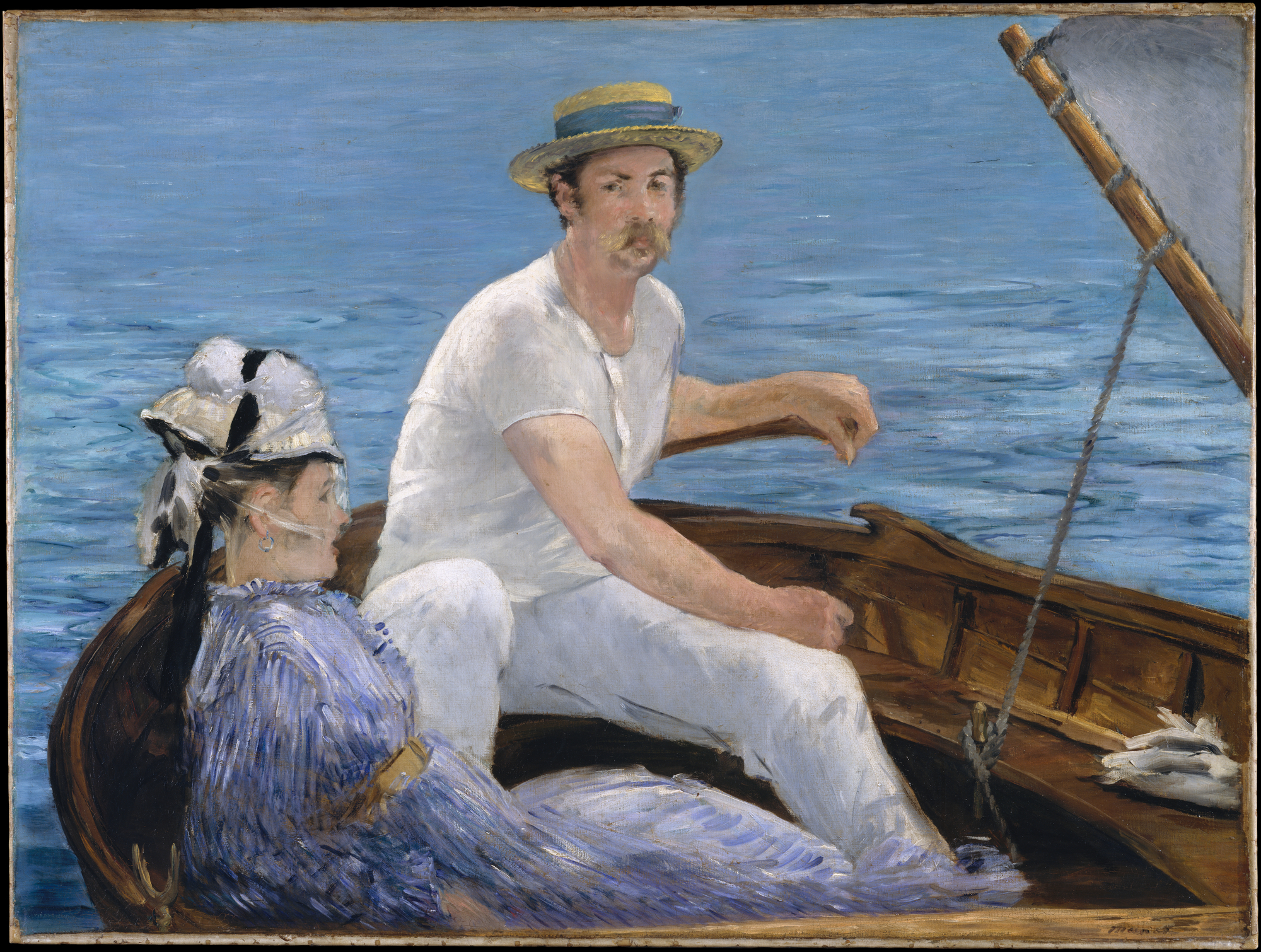
Едуар Мане, Човни 1874
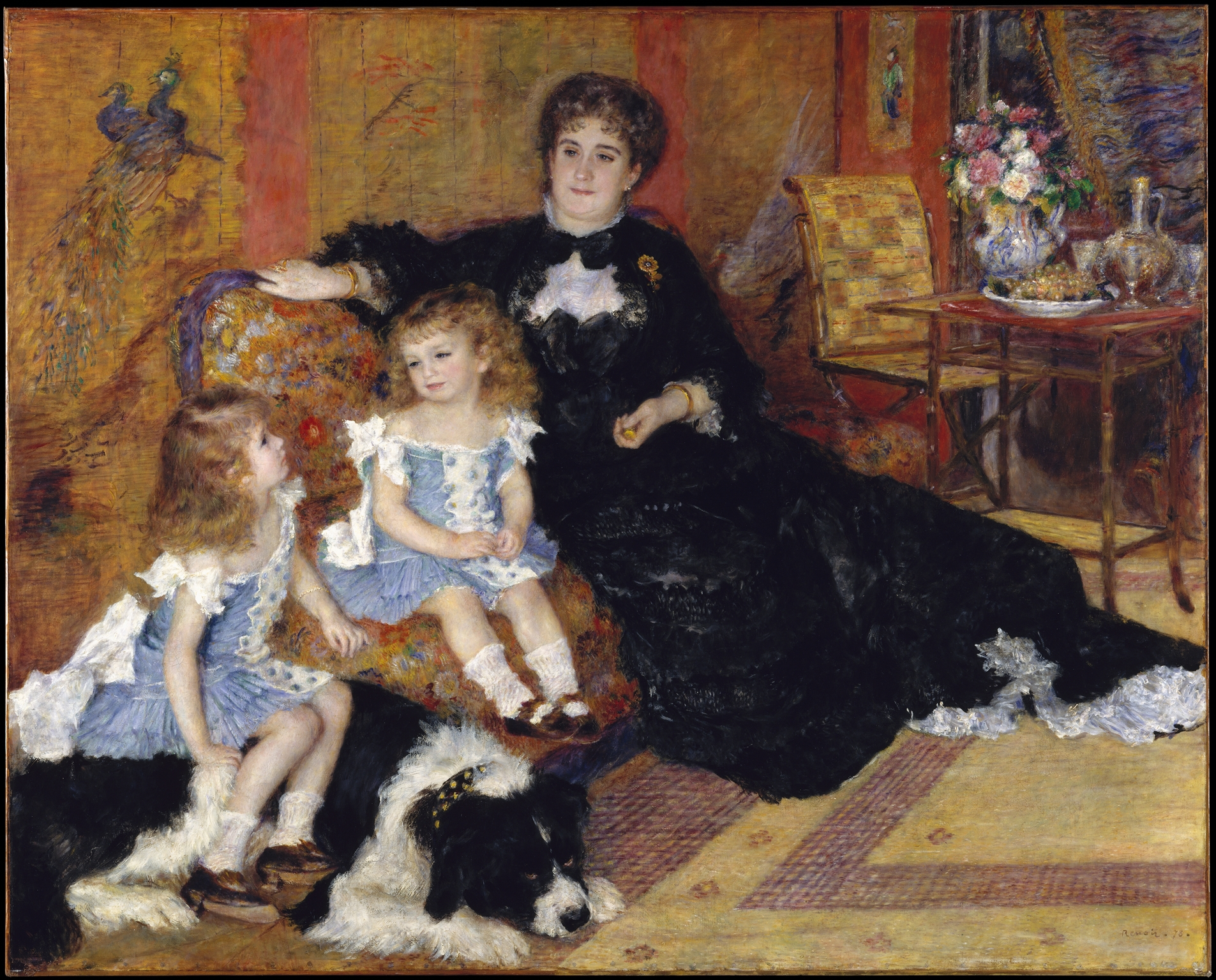
П'єр-Огюст Ренуар, Портрет мадам Шарпантьє з дітьми, 1878
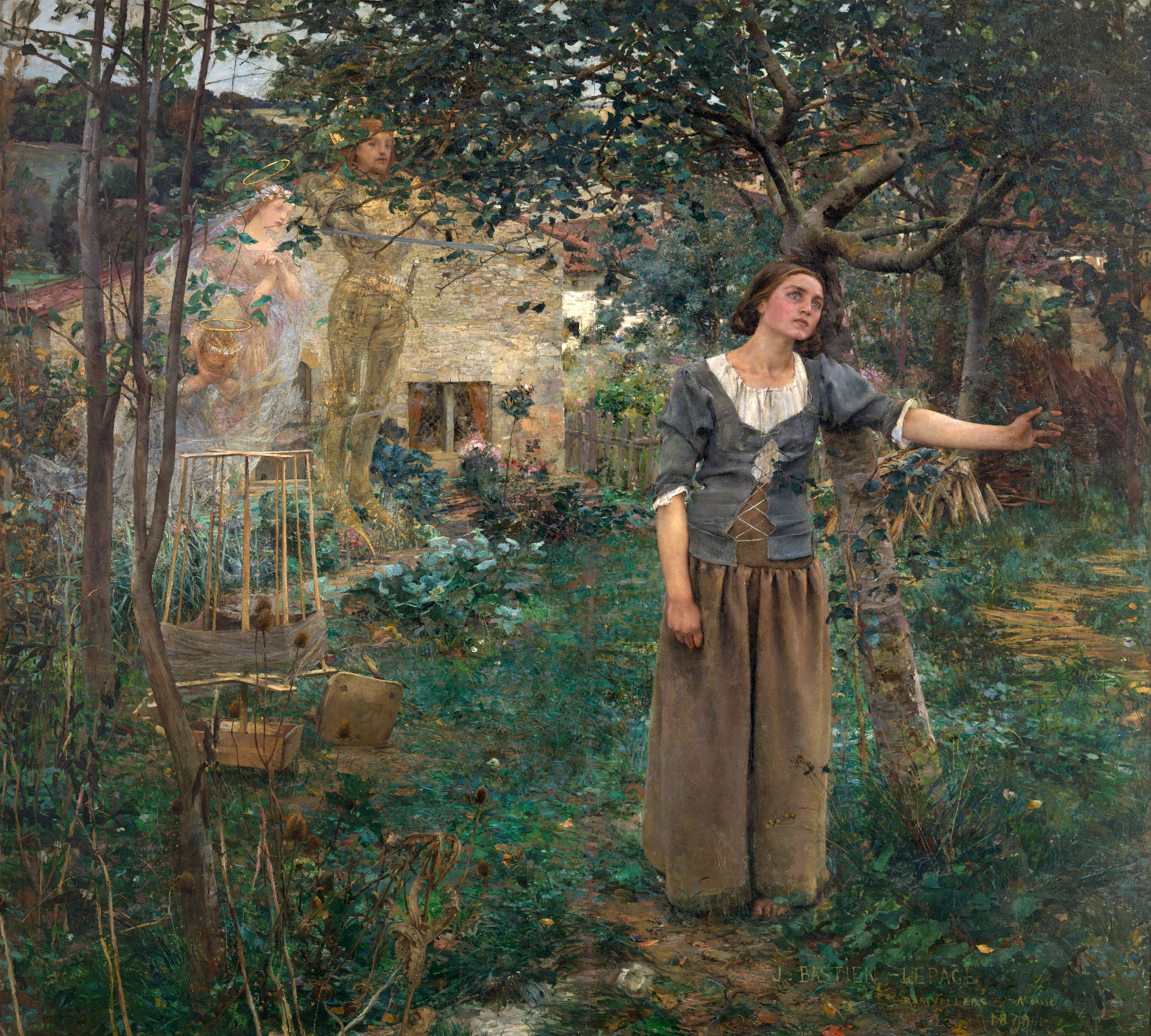
Жуль Бастьєн-Лепаж, Жанна д'Арк, 1879
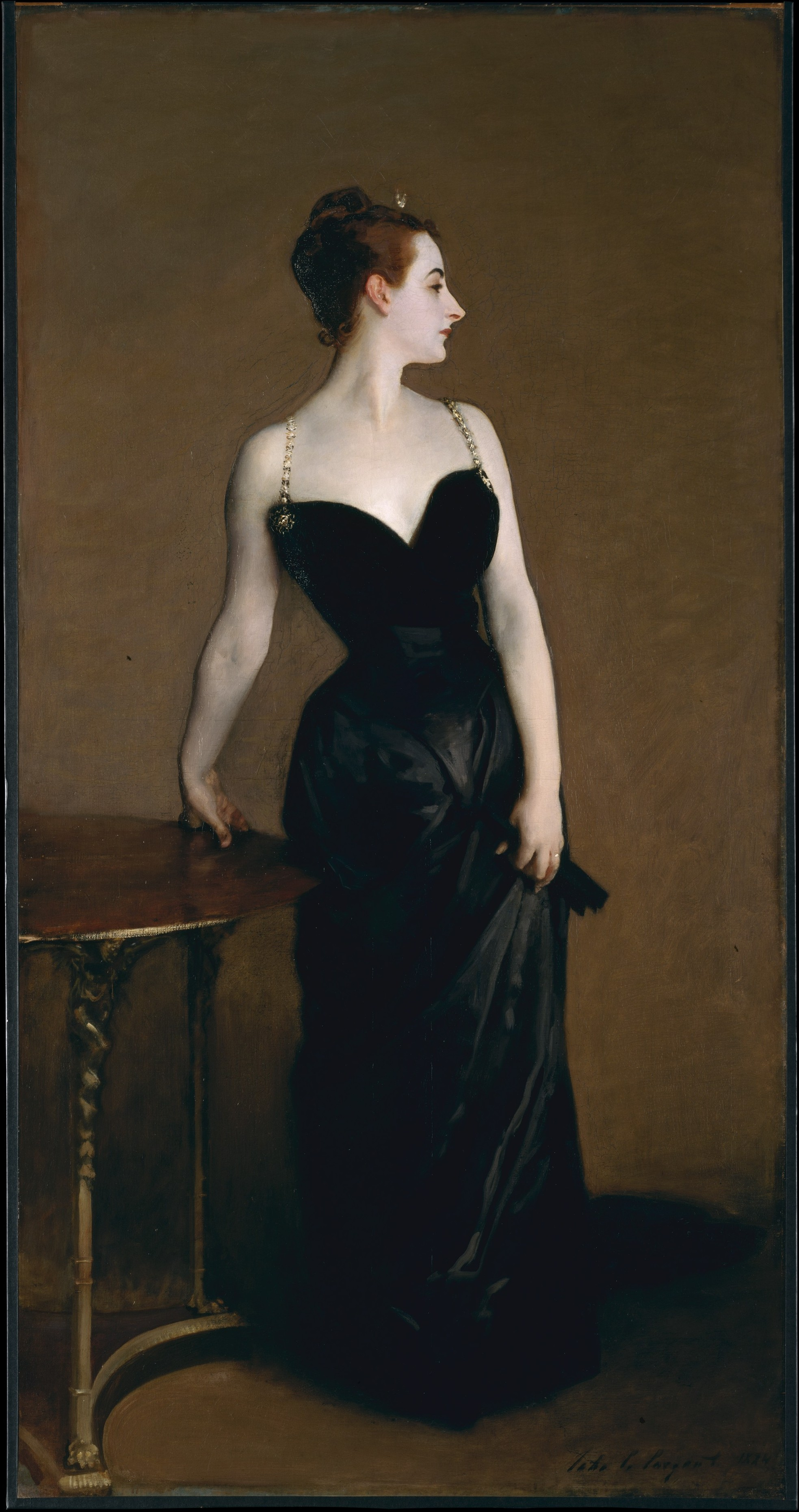
Джон Сінгер Сарджент, Портрет мадам X, 1884
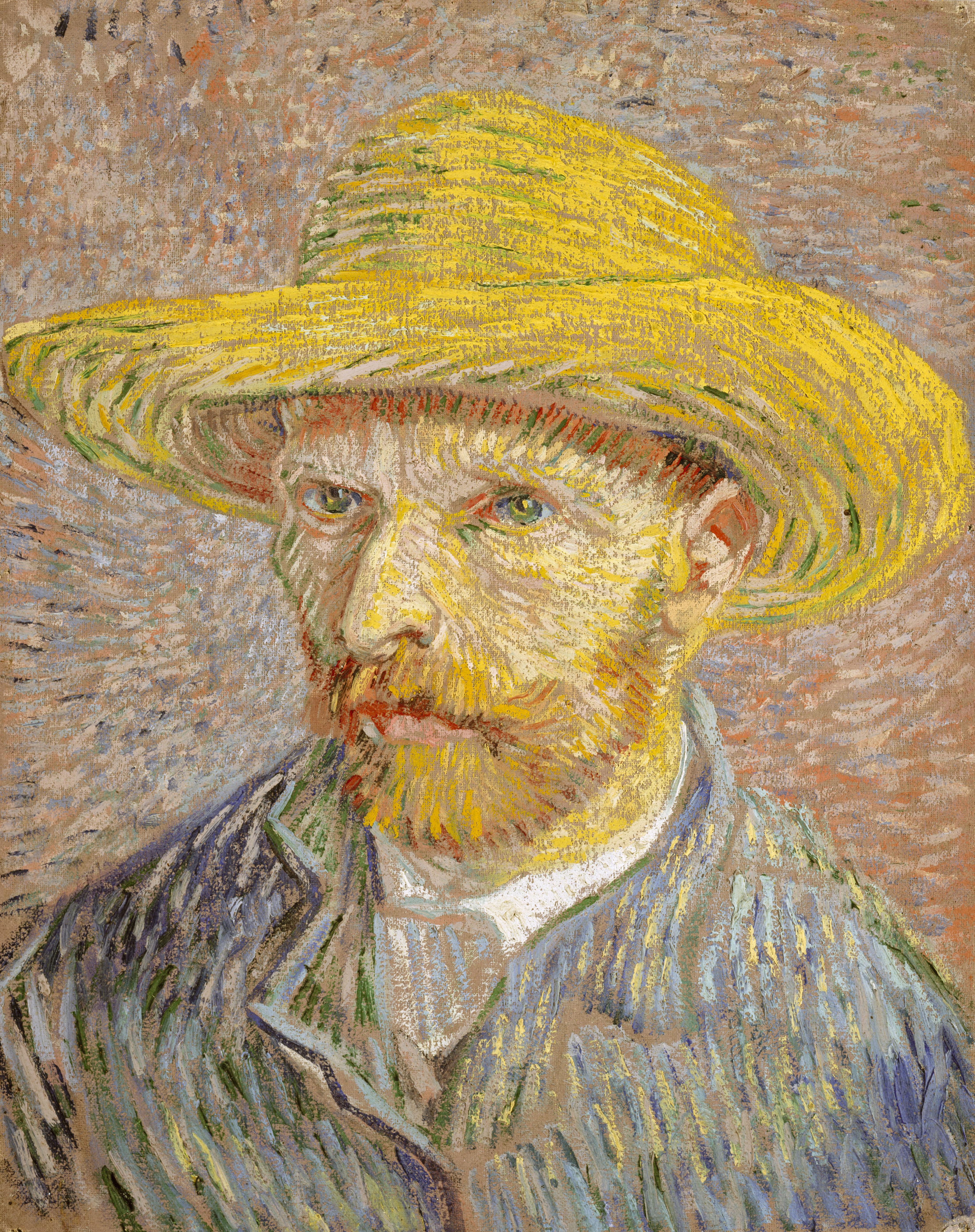
Вінсент ван Гог, Автопортрет, 1887
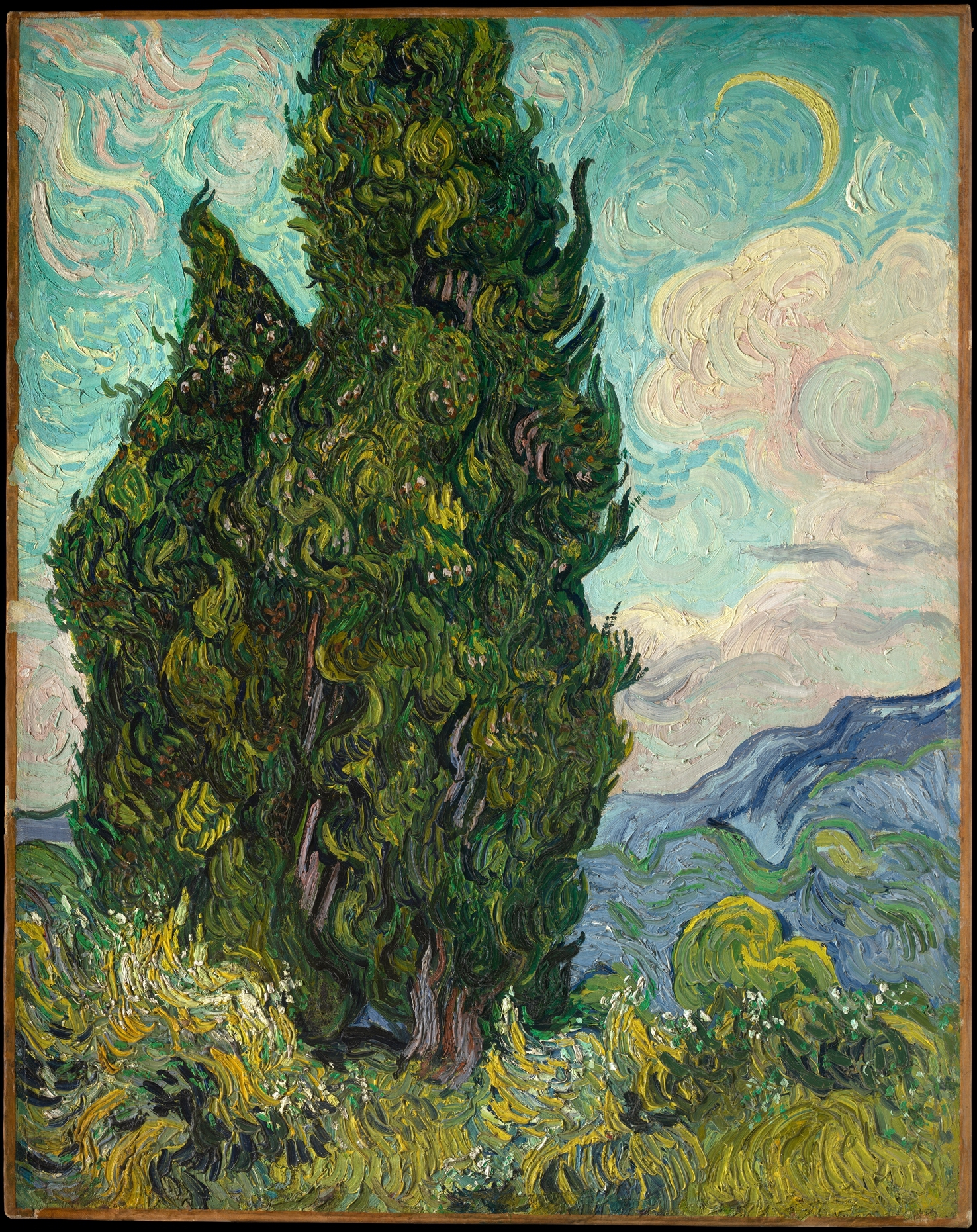
Вінсент ван Гог, Кипариси,1889
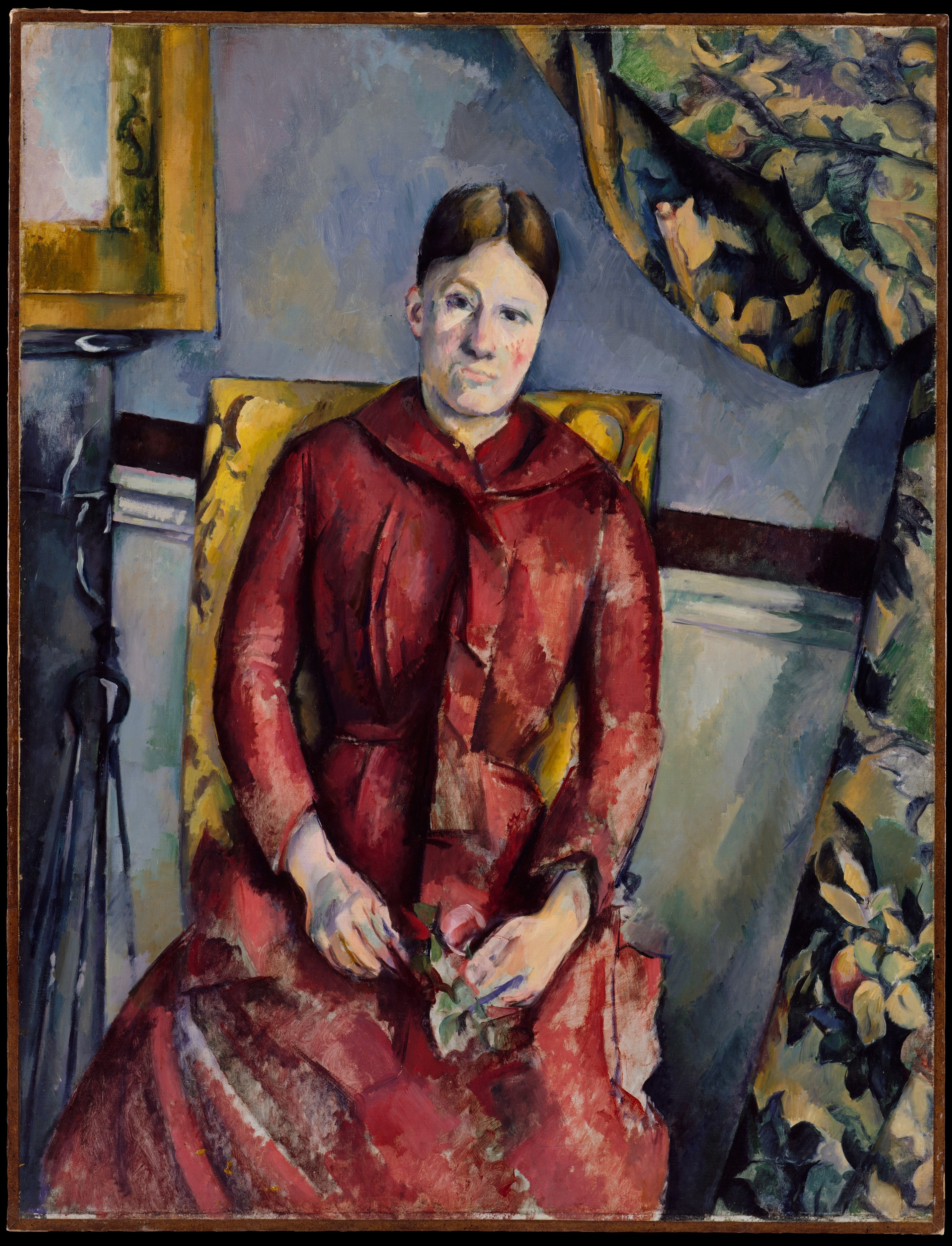
Поль Сезанн, Мадам Сезанн (Хортенз Фікет, 1850-1922) в червоній сукні, 1888–90
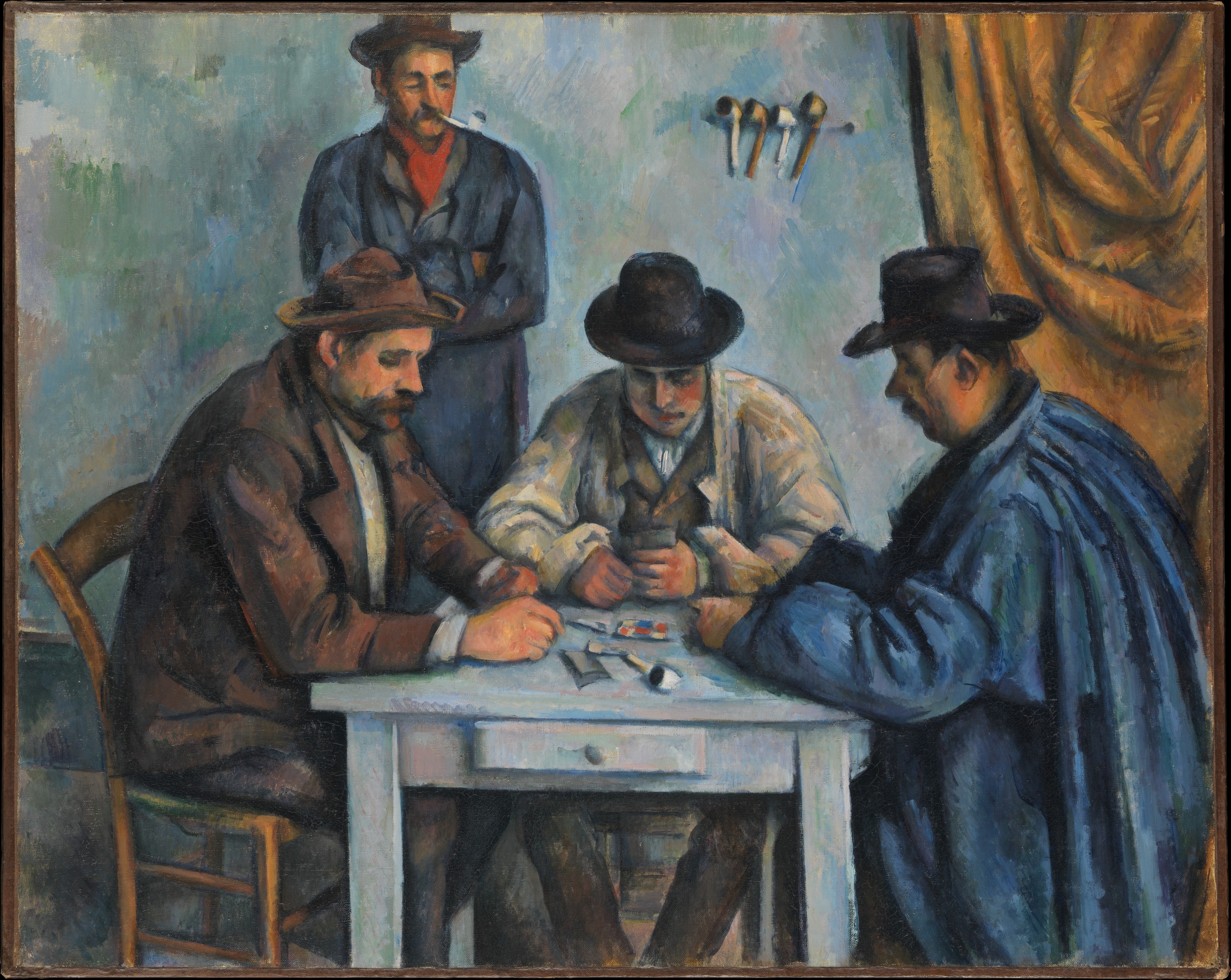
Поль Сезанн, Гравці у карти, 1890–1892
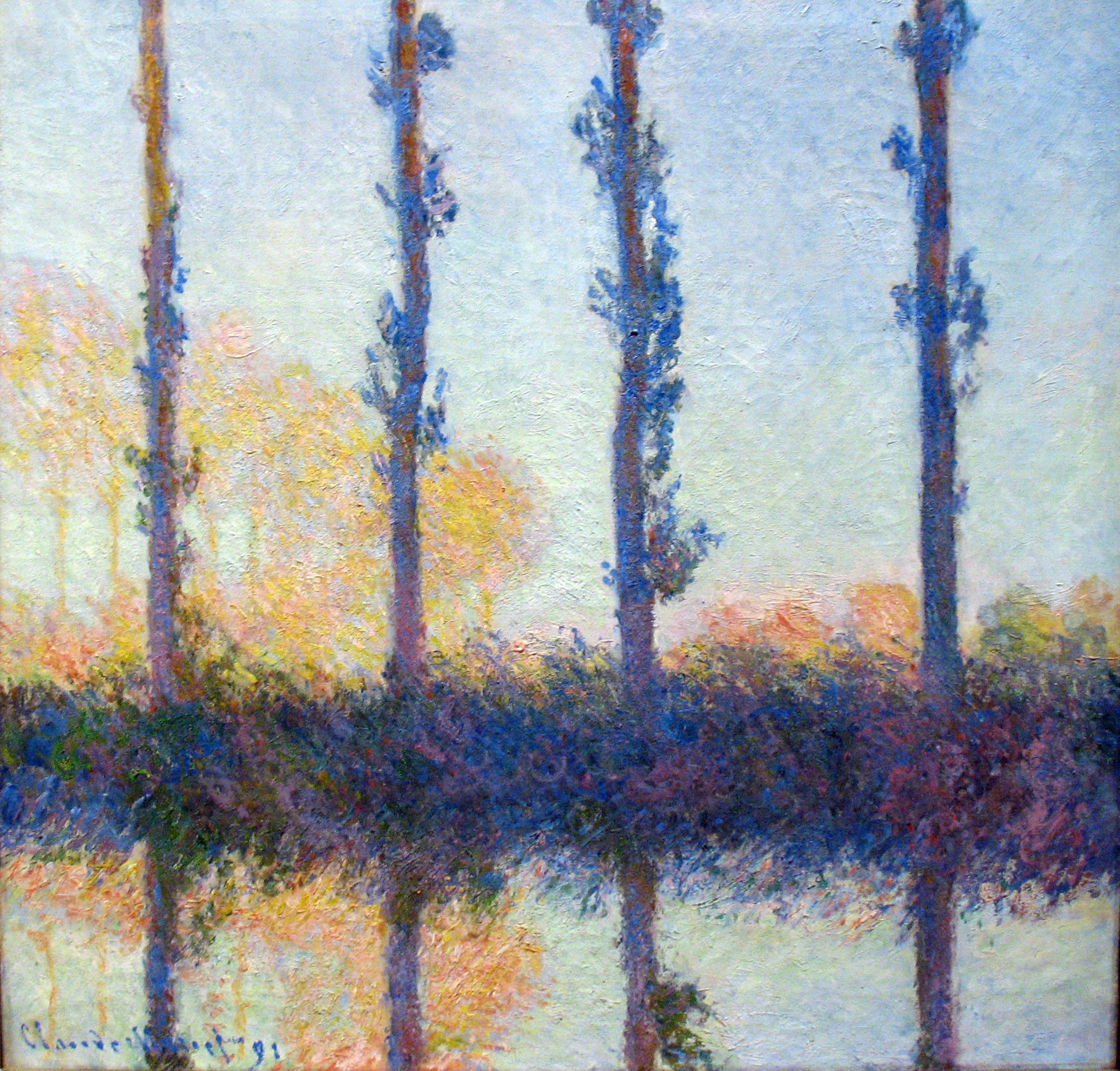
Клод Моне, Чотири дерева, 1891
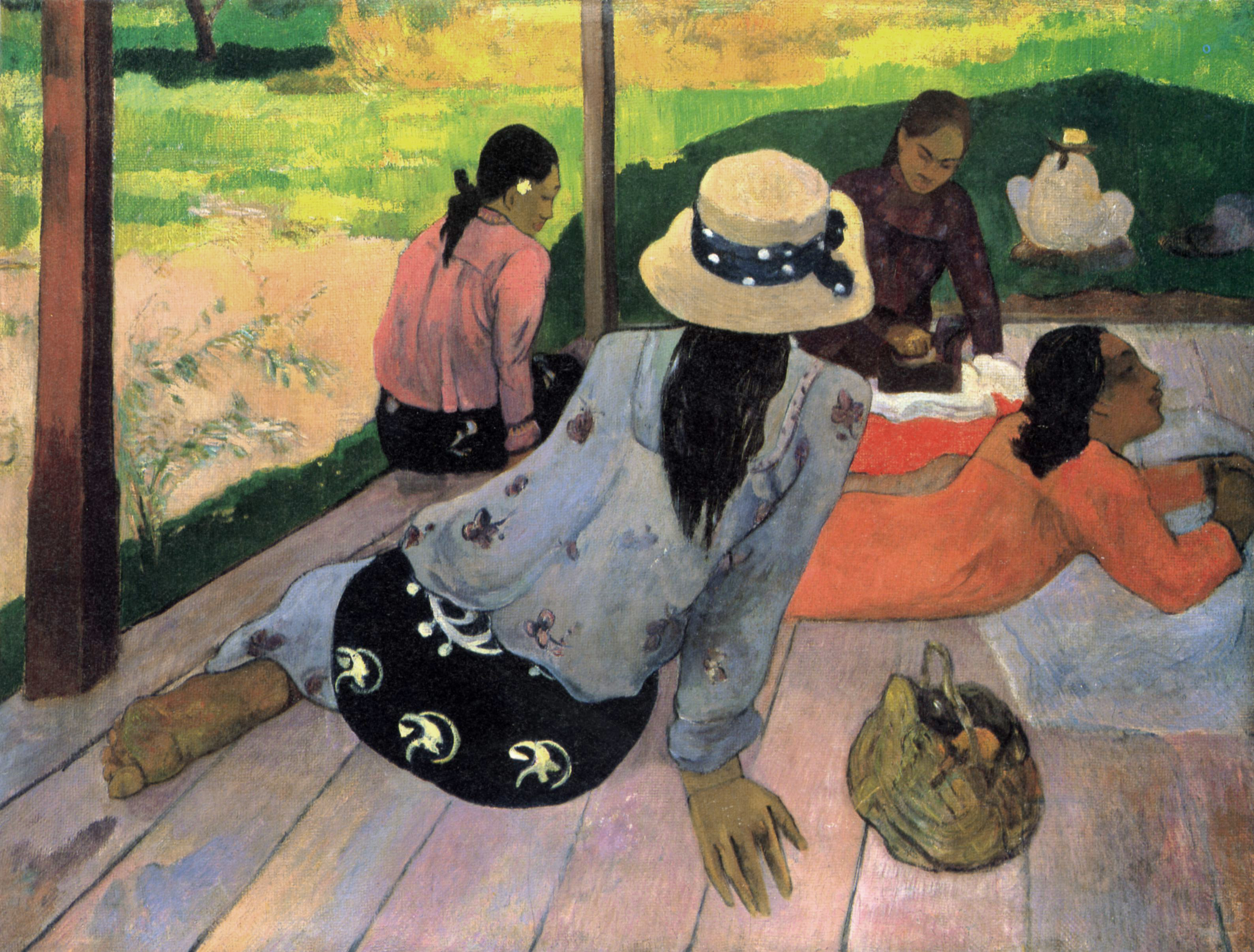
Поль Гоген, Полудень, 1894
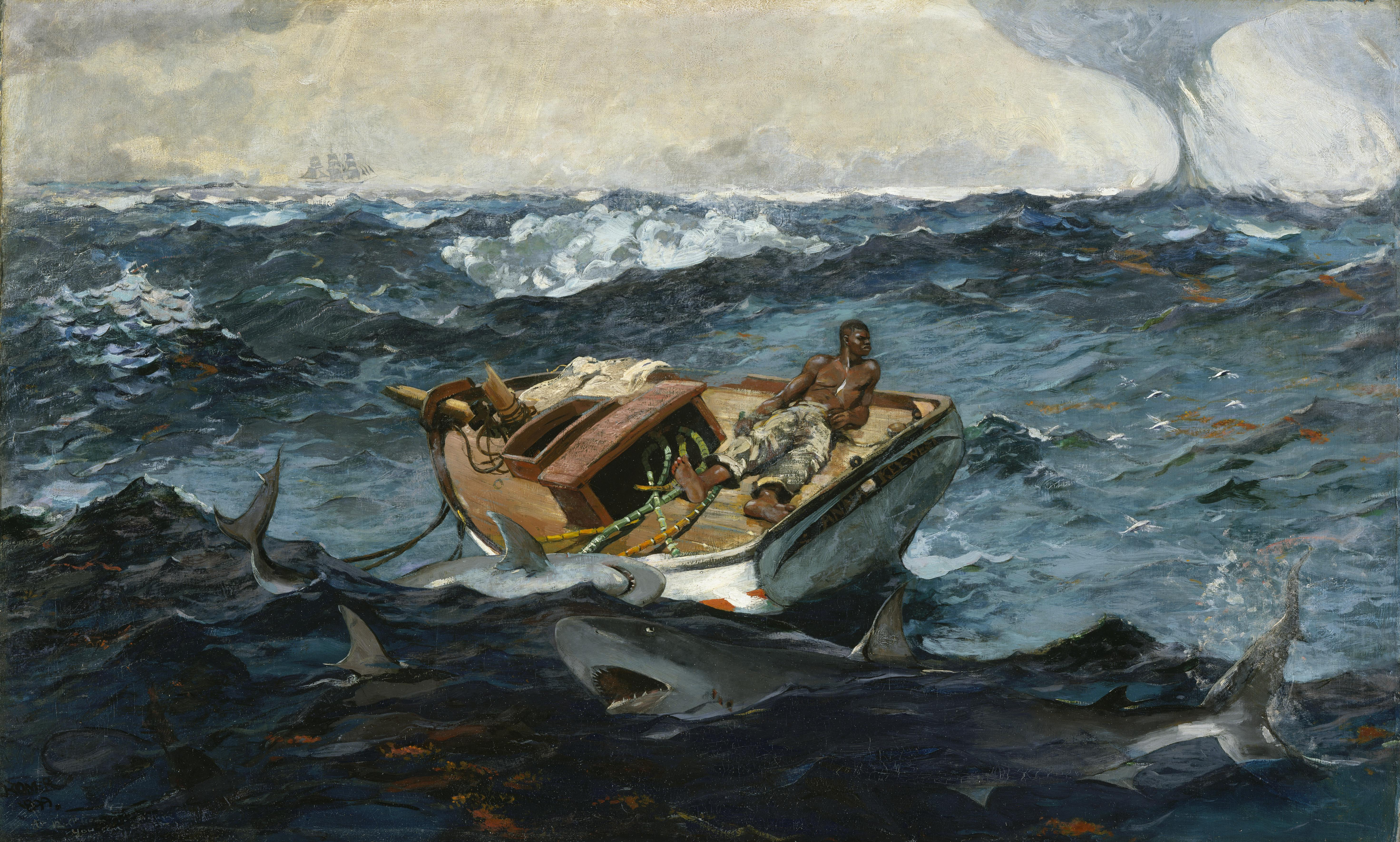
Вінслов Гомер, Гольфстрім, 1899
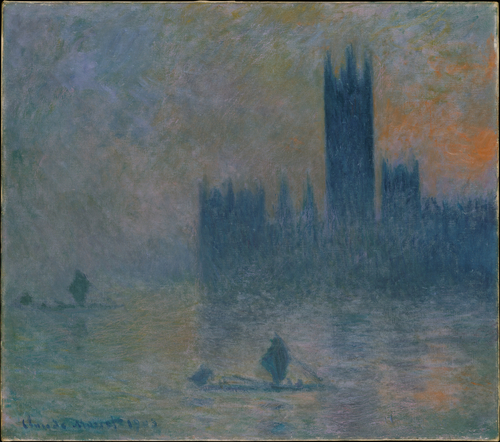
Клод Моне, Будинки Парламенту (Ефект туману), 1903–1904
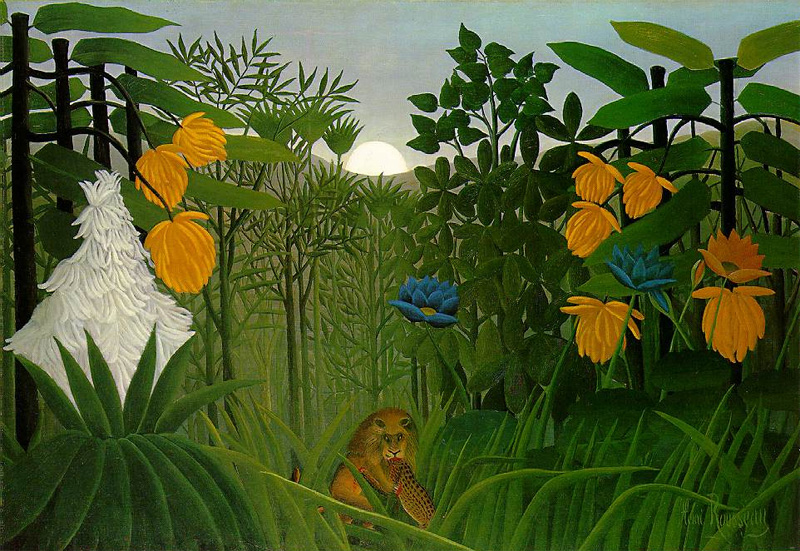
Анрі Руссо, Лев, 1907
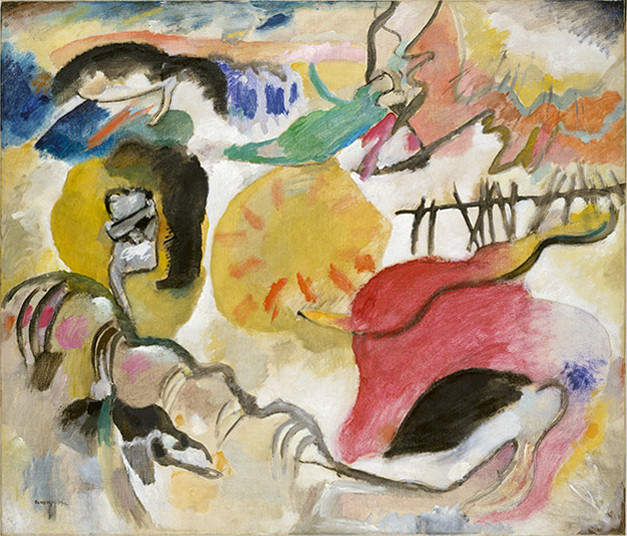
Василь Кандинський, Імпровізація 27, Сад Любові II, 1912
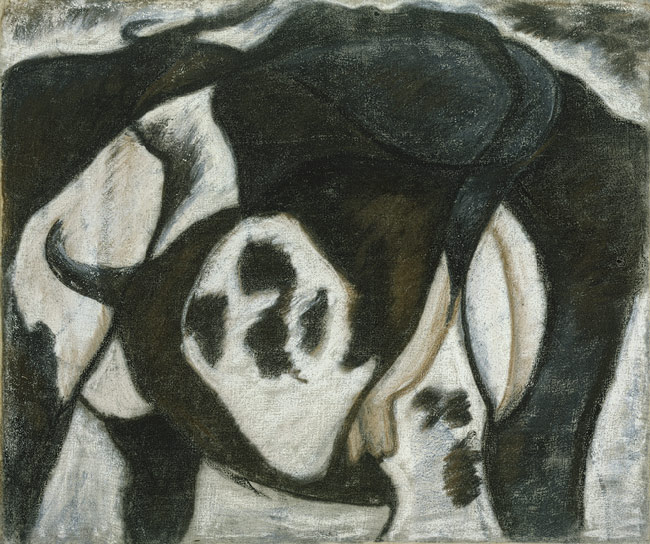
Артур Доув, Корова, 1914
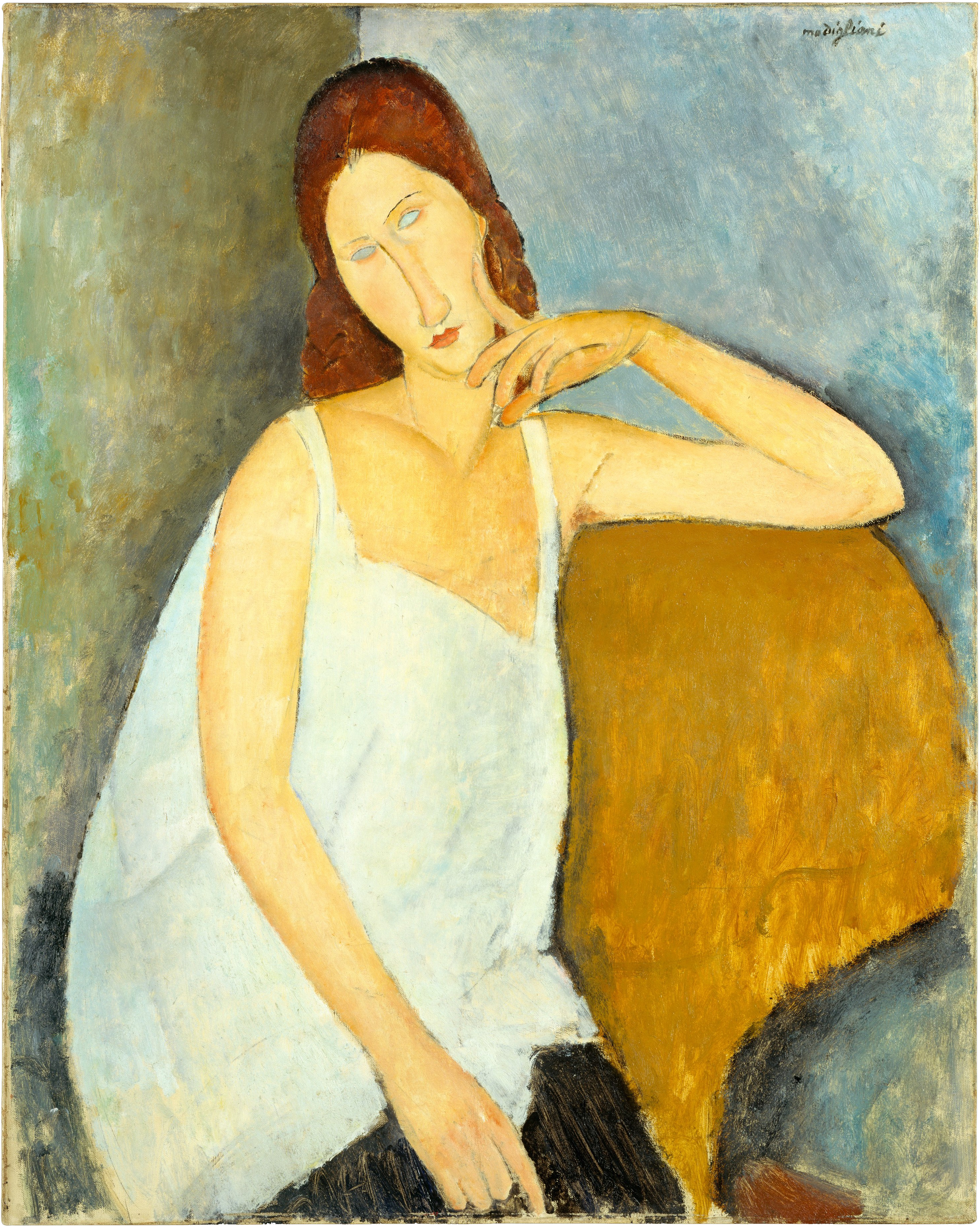
Амедео Модільяні, Жанна Ебютерн, 1919
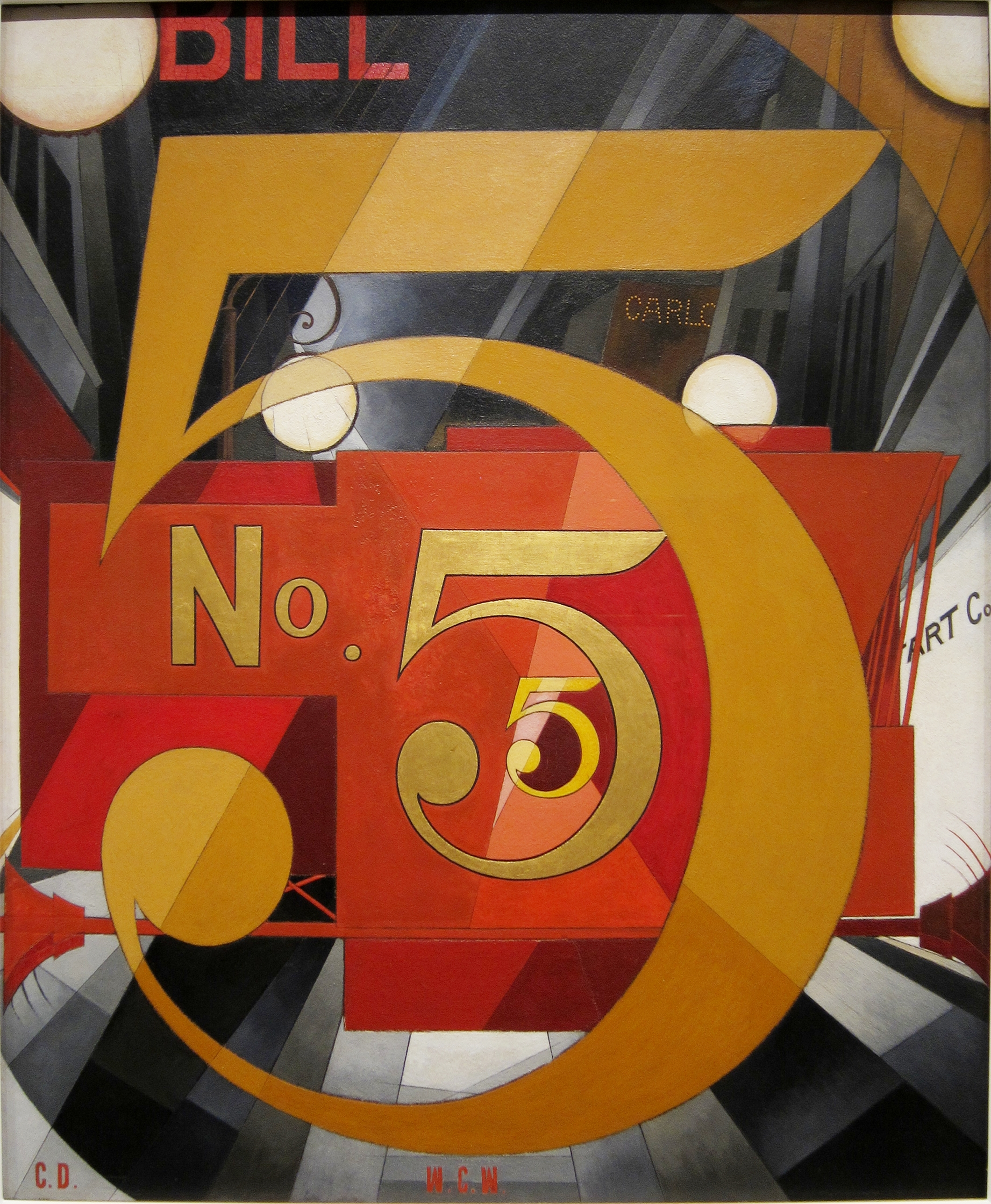
Чарлз Демут, Я бачив цифру 5 у золоті, 1928

#### Картини Рембрандта

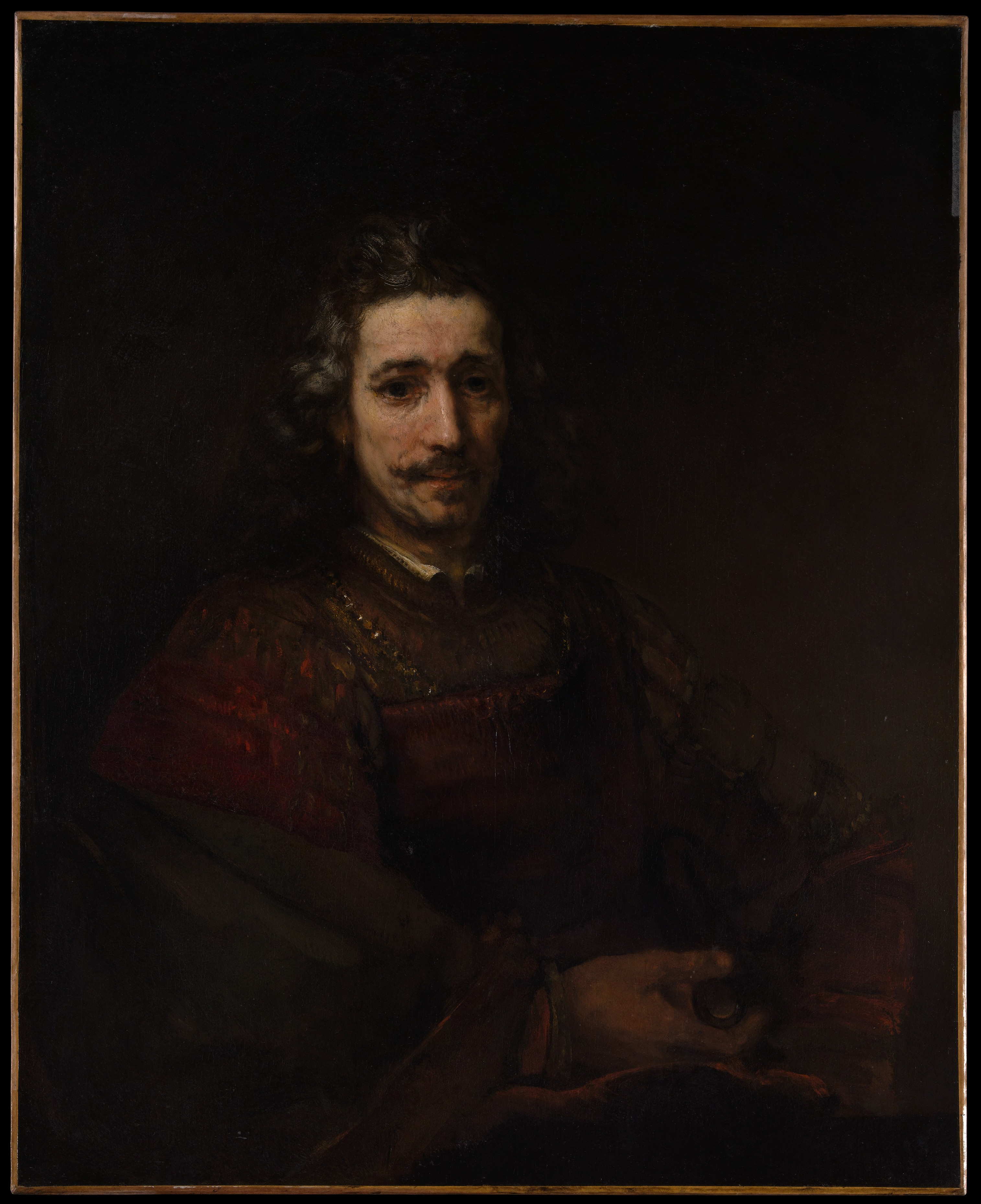
Невідомий з лінзою в руці, 1665

Значні фінансові суми дозволили купувати для музею найдорожчі з картин на аукціонах, перш за все — картини Рембрандта. Вони не так часто з'являлись на аукціонах, а коштували надзвичайно недешево. Винятком були продажі шедеврів з музею Ермітаж в часи фінансової депресії, коли за оригінал Рембрандта — «Христос і самаритянка» СРСР отримав тільки 49.980 доларів.
Полотно Рембрандта «Аристотель біля погруддя Гомера», придбане для Метрополітен-музею у 1961 р., вже коштувало музею 2.300.000 доларів. Очільників музею астрономічна ціна не зупинила, збірка музею поповнилася ще одним шедевром. Колекція картин Рембрандта в Метрополітен-музеї значна і має твори майже всіх періодів творчості митця, серед яких — парадні і пізні портрети, релігійні і міфололічні композиції, автопортрет самого художника.

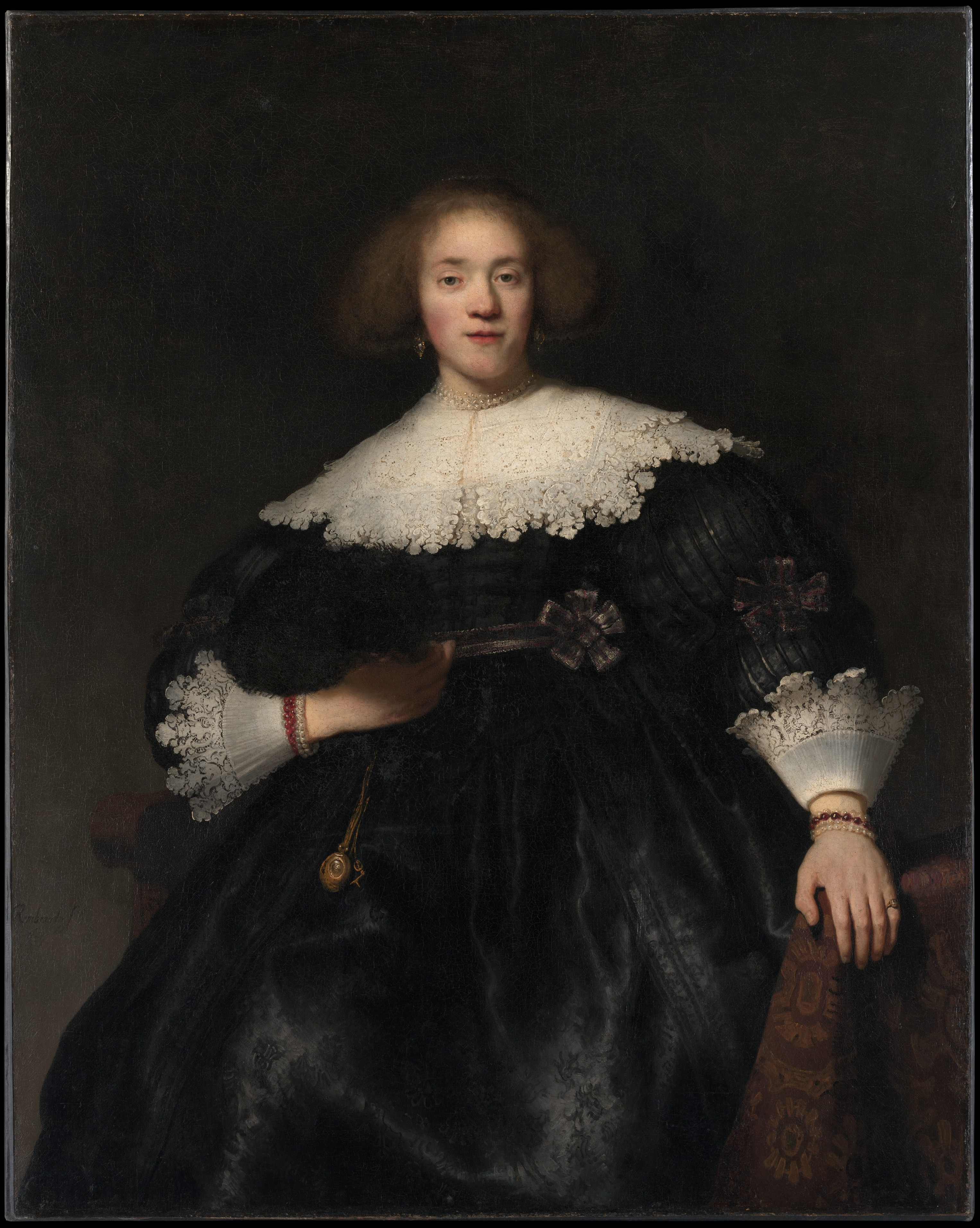
Пані з віялом, 1633 (ранній твір художника)
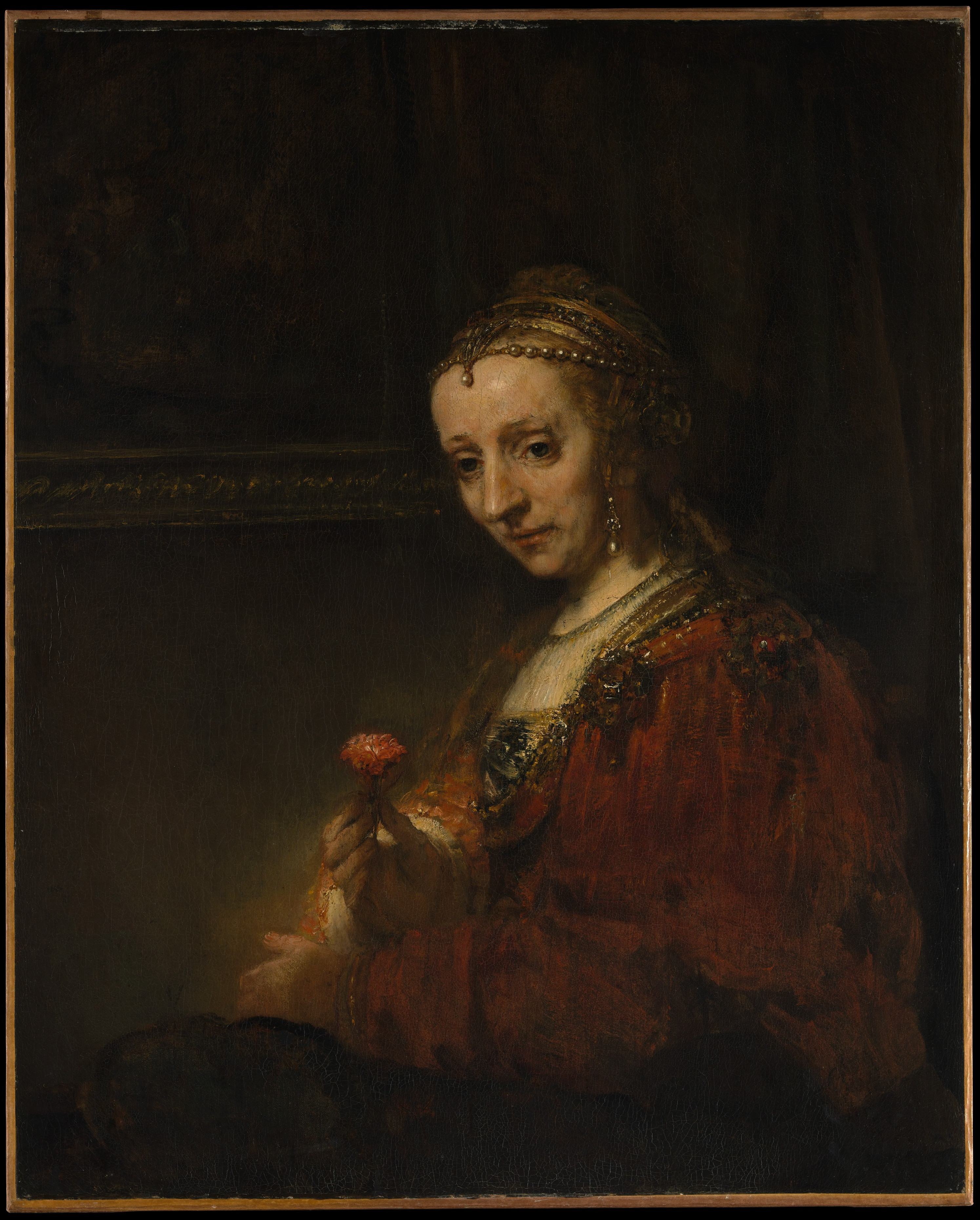
Пані з гвоздикою, продана з Ермітажу
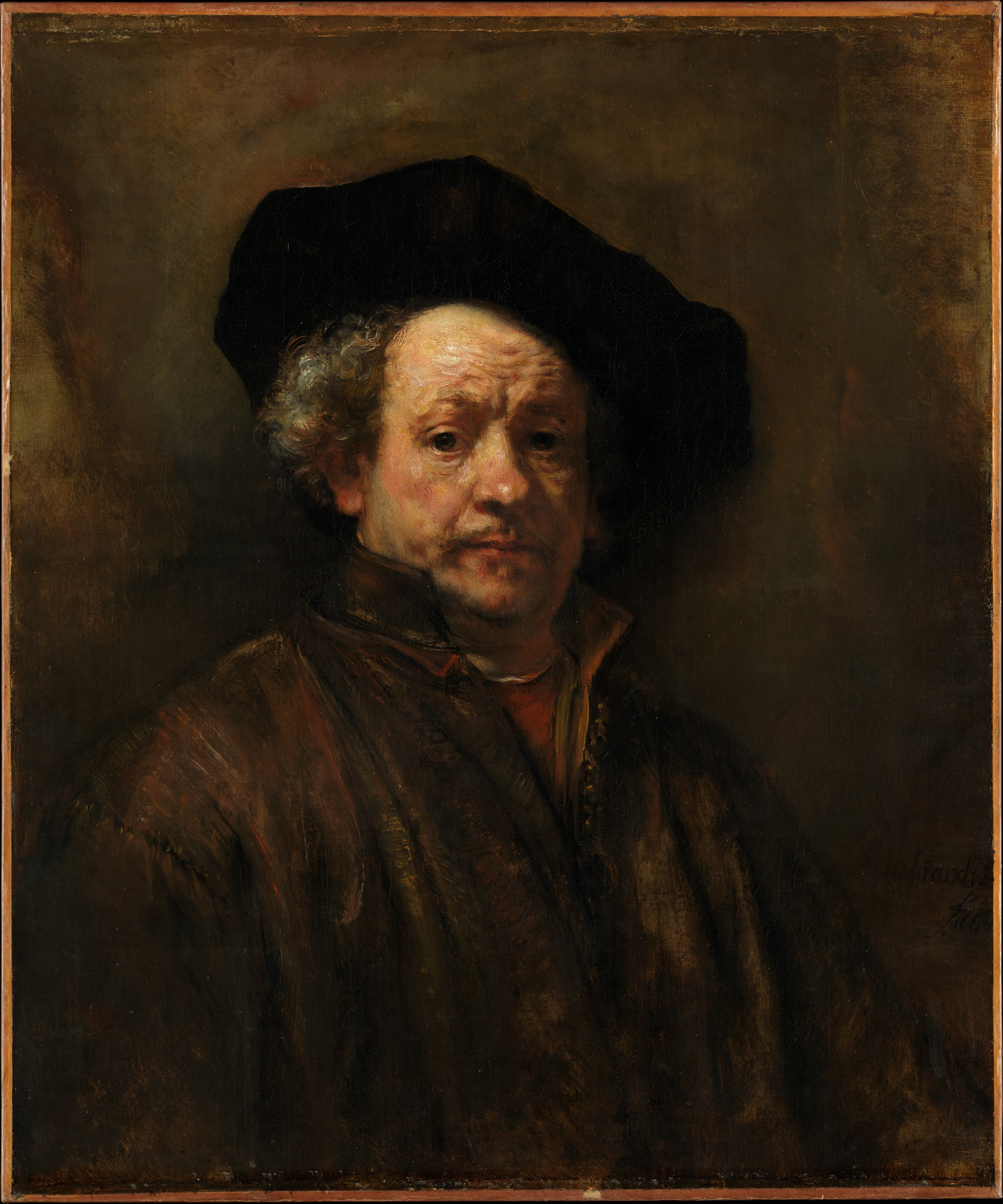
Автопортрет, 1660
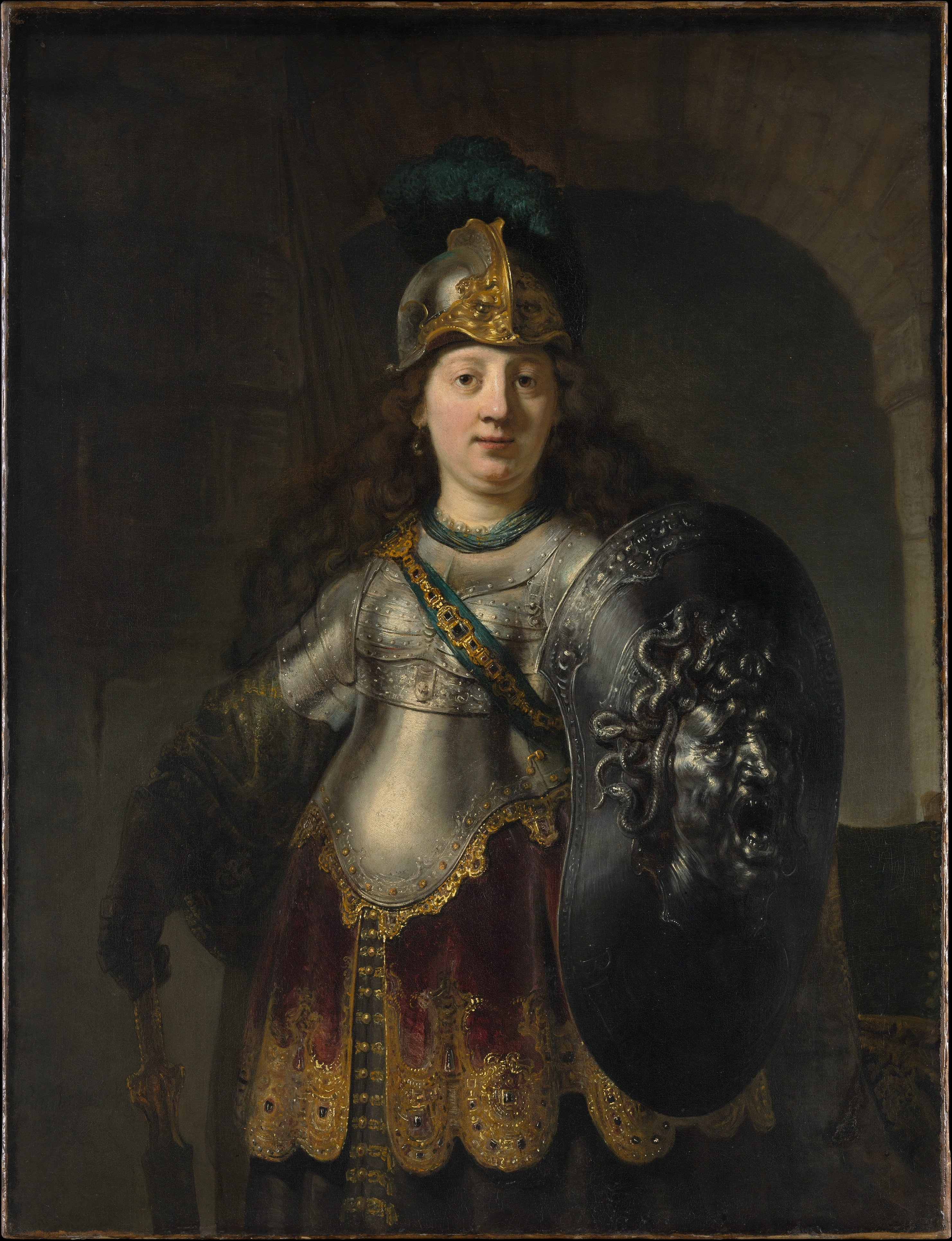
Богиня війни — Беллона
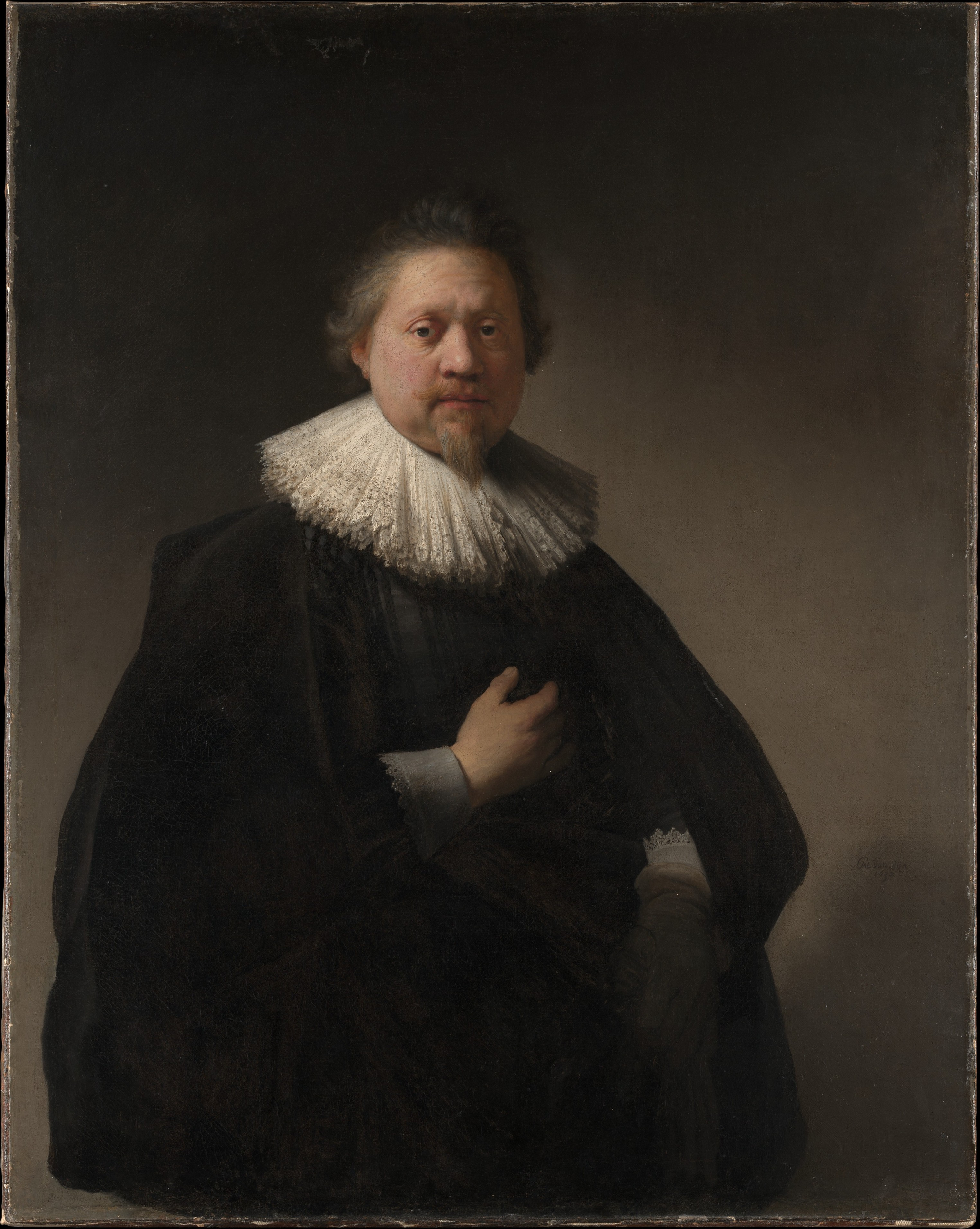
Портрет чоловіка, 1632
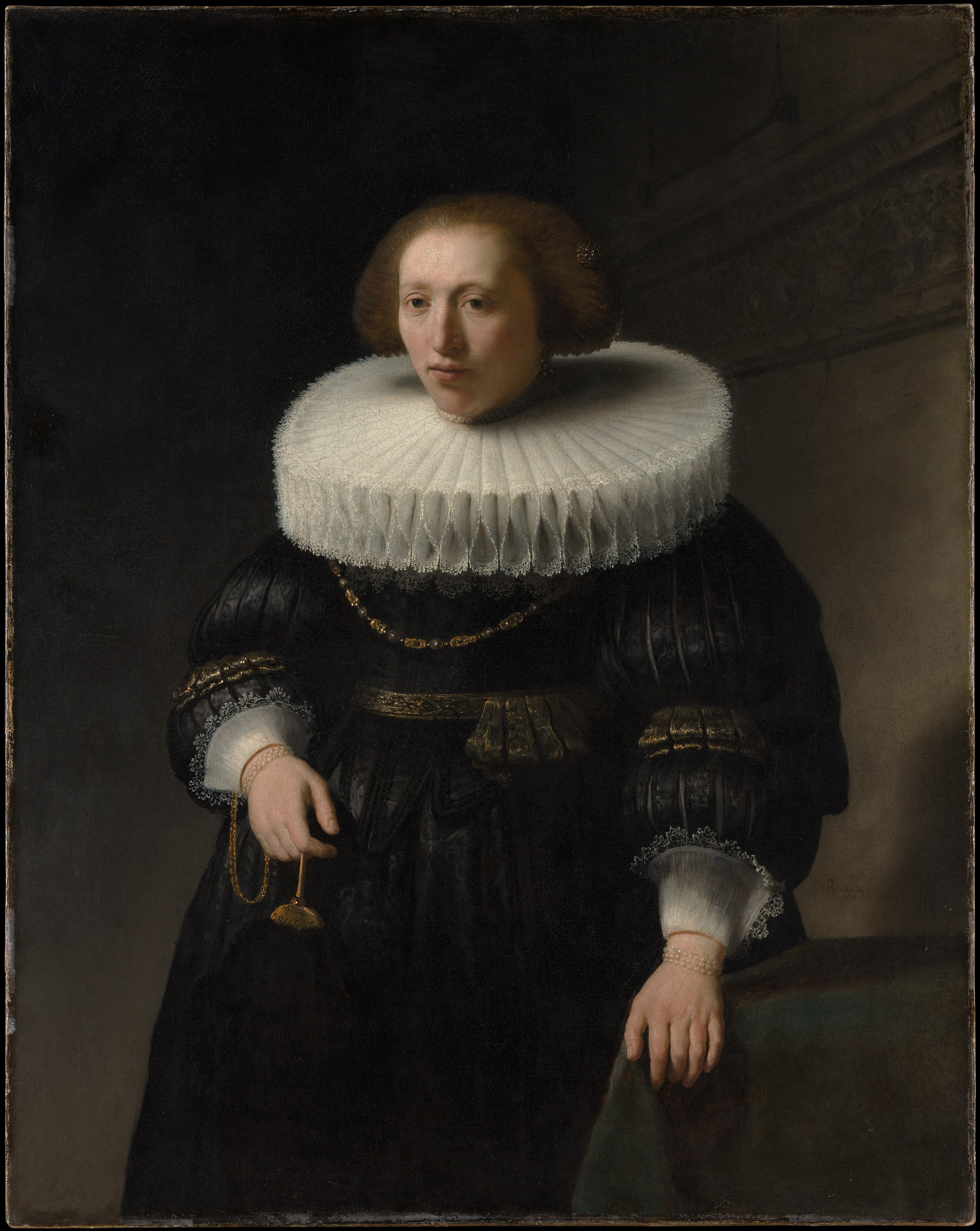
Портрет жінки, 1632
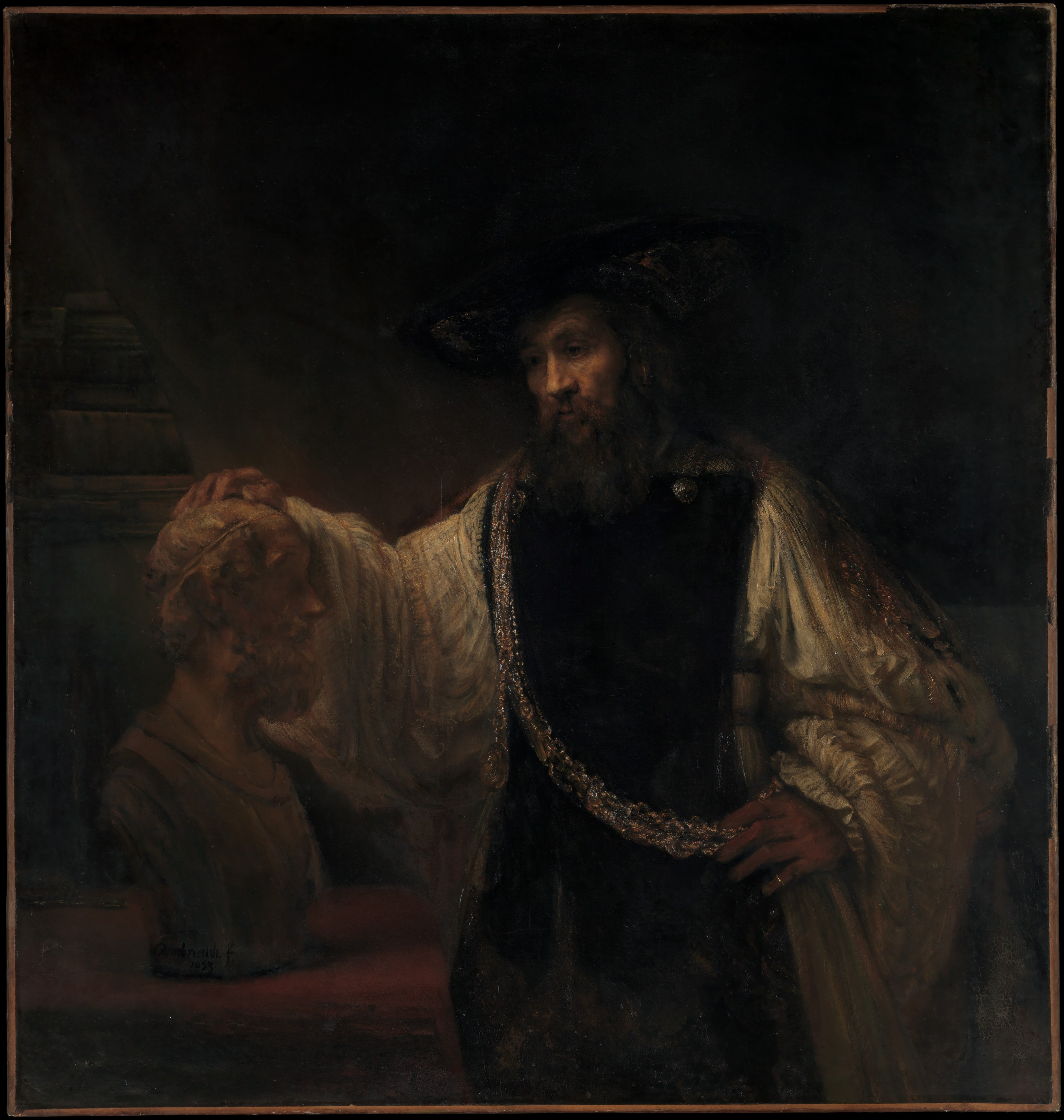
Аристотель біля погруддя Гомера
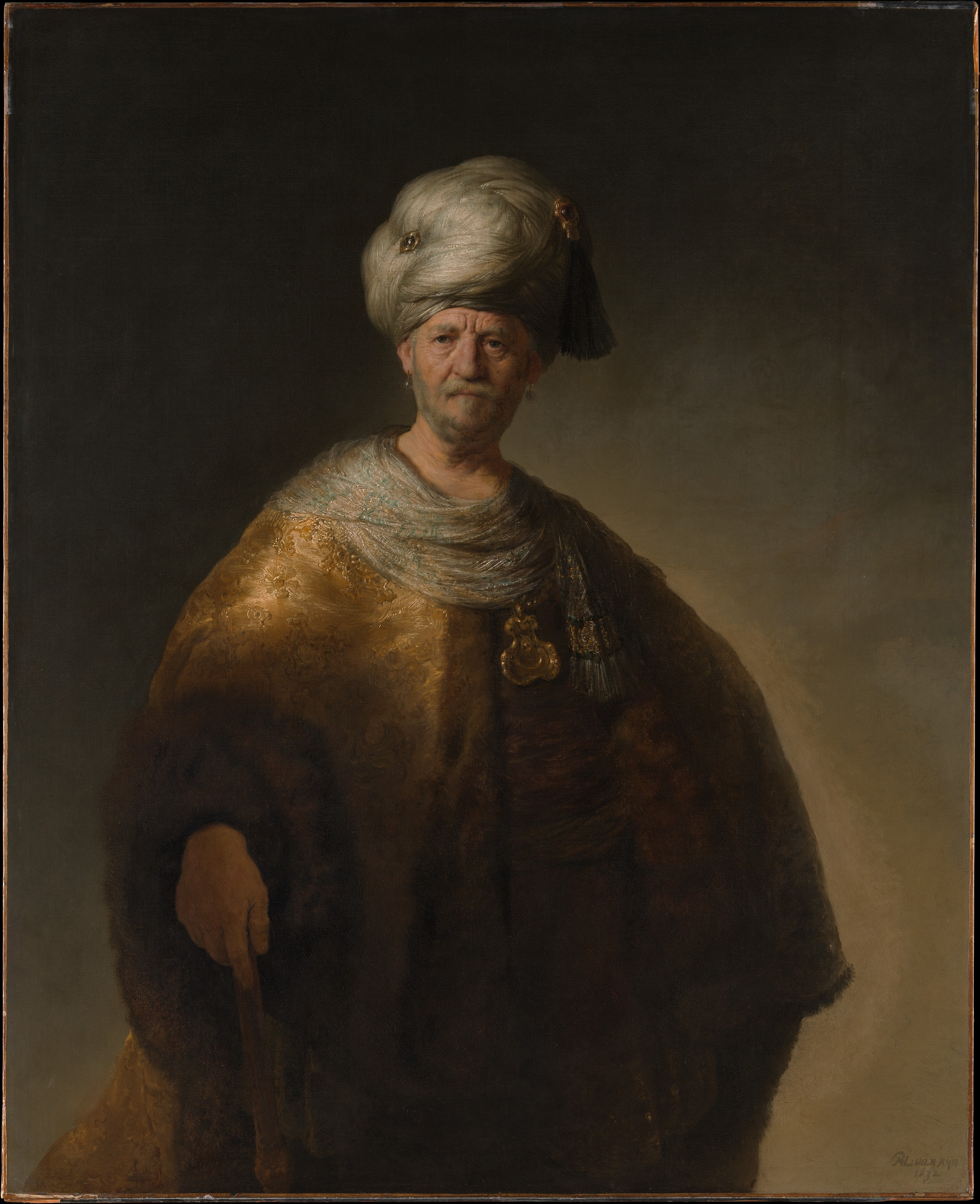
Знатний слов'янин

### Колекція Роберта Лемана
Приватна колекція Роберта Лемана, подарована музею 1969 року, розмістилася у відкритому в 1975 павільйоні Лемана, представлені твори декоративно-прикладного мистецтва, живопис, графіка XIV—XIX ст. з Європи.

### Філія The Cloisters

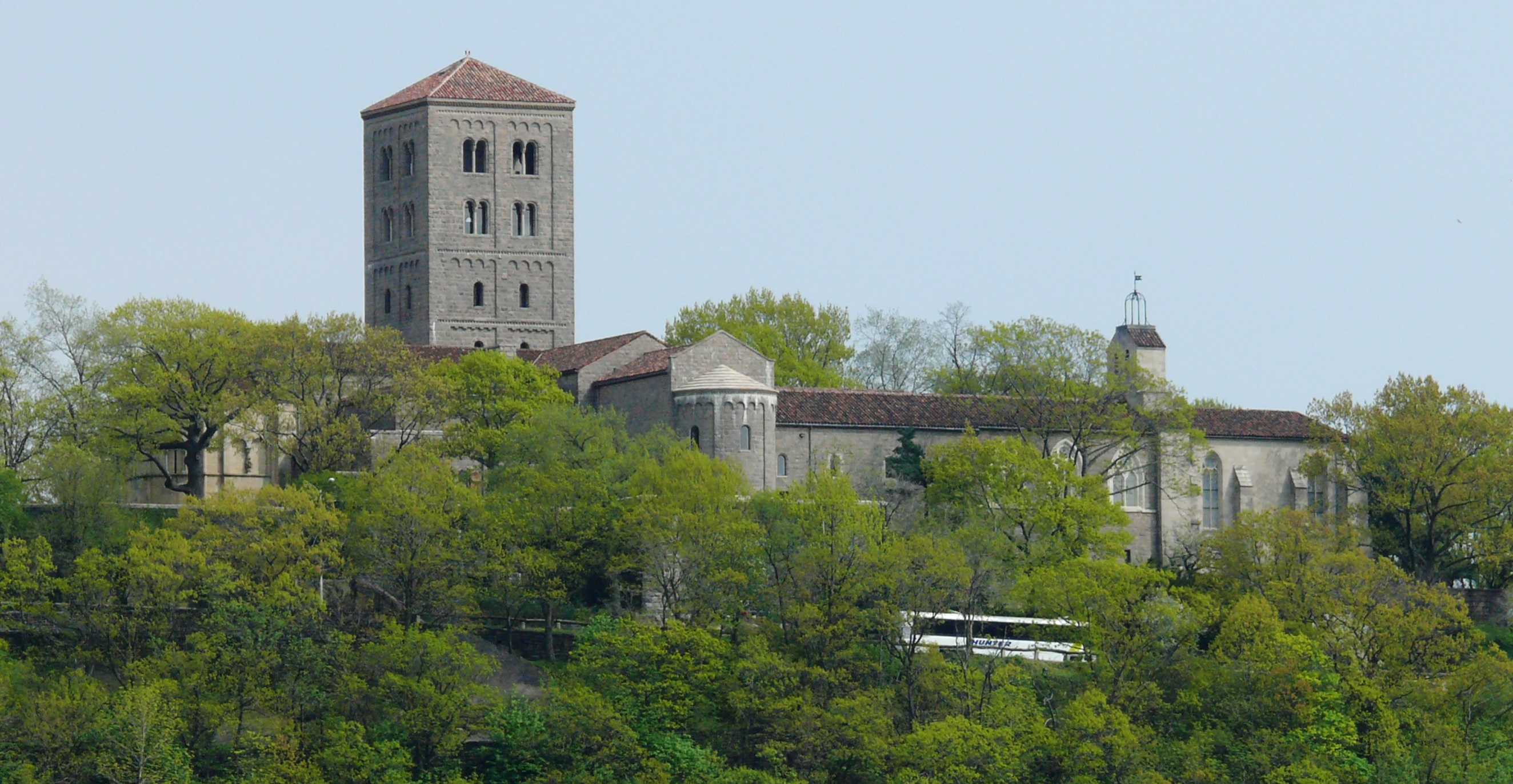
Клойстерс

Приміщення для музею побудували на гроші Дж. Рокфеллера-молодшого, і нагадує середньовічний монастир із двориком. Будівля розташована в парку на березі річки Гудзон на півночі острова Мангеттен.
Тут зберігають твори від ранішнього до пізнього середньовіччя країн Західної Європи — Італії, Франції, Німеччини, Нідерландів (до їх розділення на Голландію і сучасну Бельгію), Іспанії тощо. У колекції — дерев'яна скульптура німецьких майстрів, романська і готична скульптура Франції, вітражі, церковні речі, арраси і килими, вироби з кістки, кераміки, металів (срібла, міді, олова). Фундатор збірки — залізничний магнат початку XX ст. Дж. Пірмонт Морган.

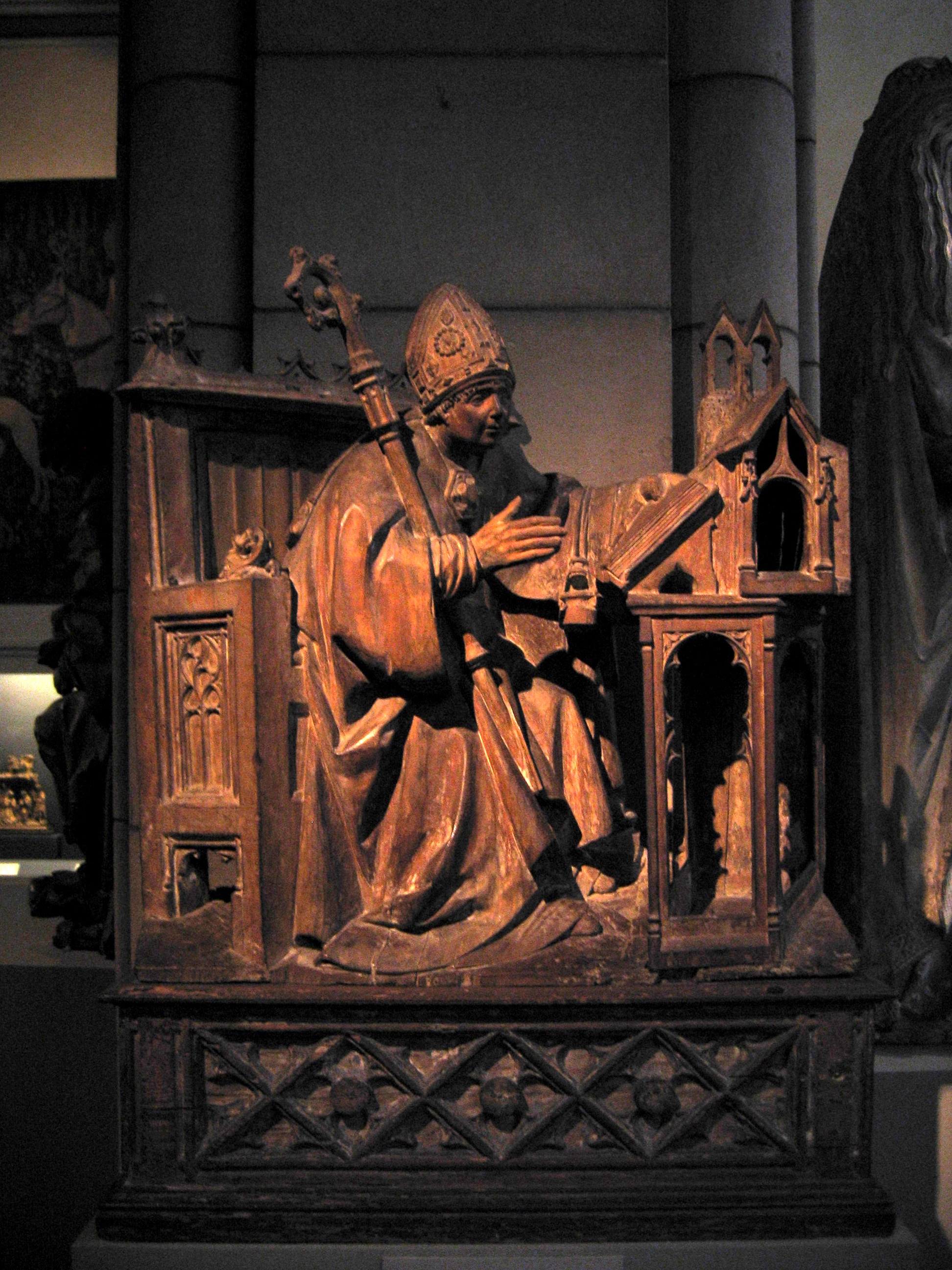
Святий Амброзій в келії (покровитель Мілану).
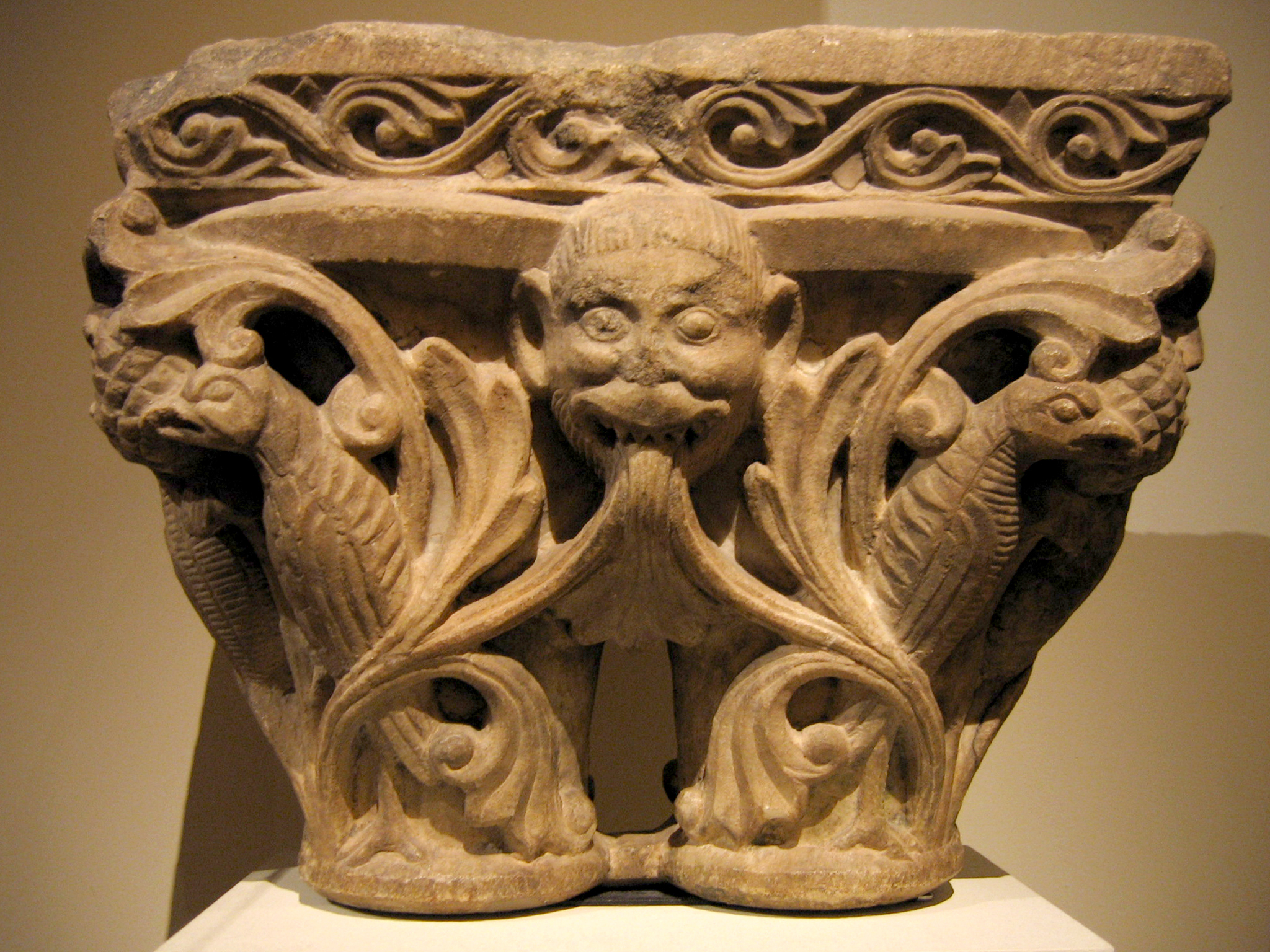
Мармурова капітель середньовічного собору XII ст. Франція.
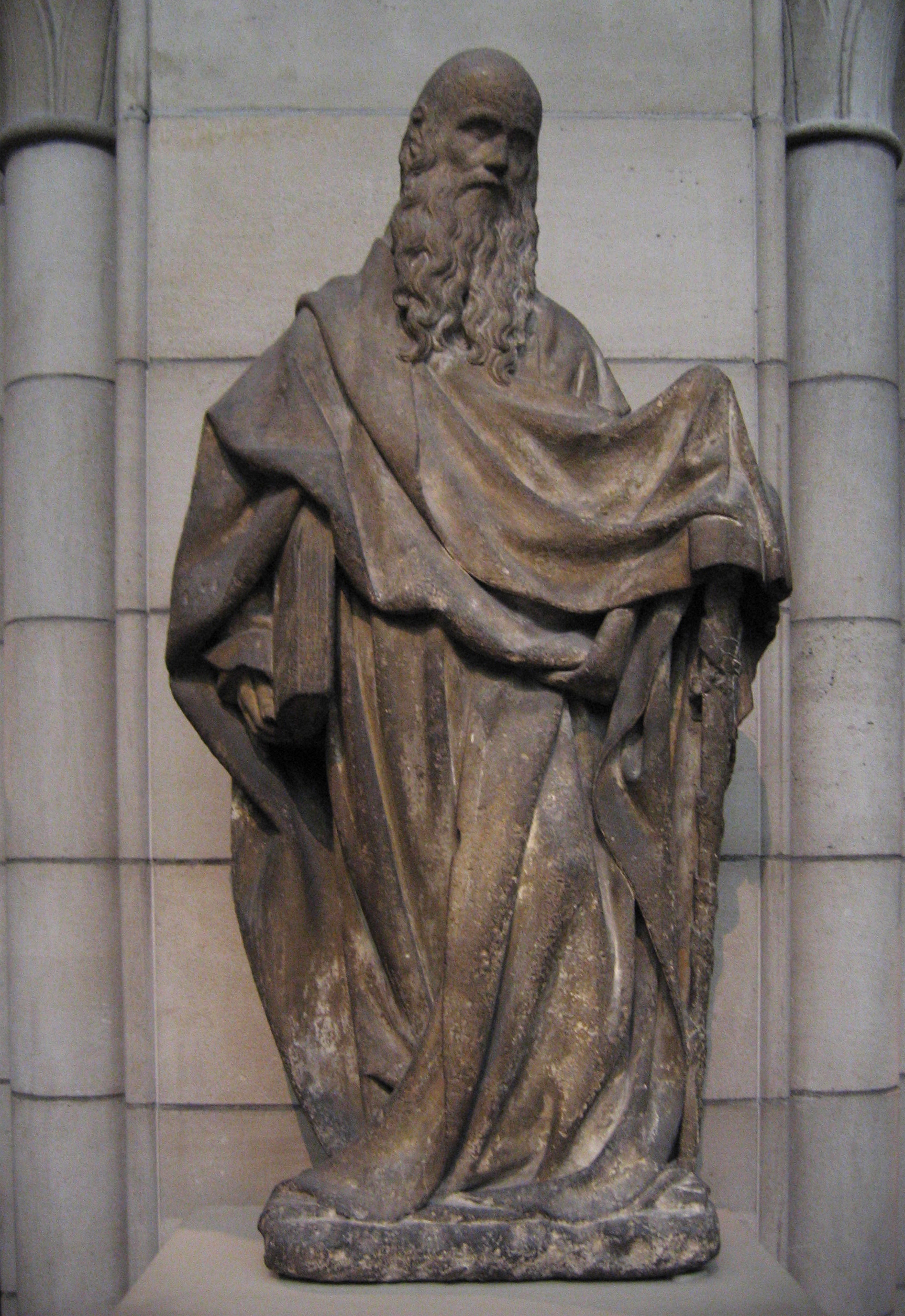
Апостол Павло, XV ст., Франція

### Відділ історичної зброї

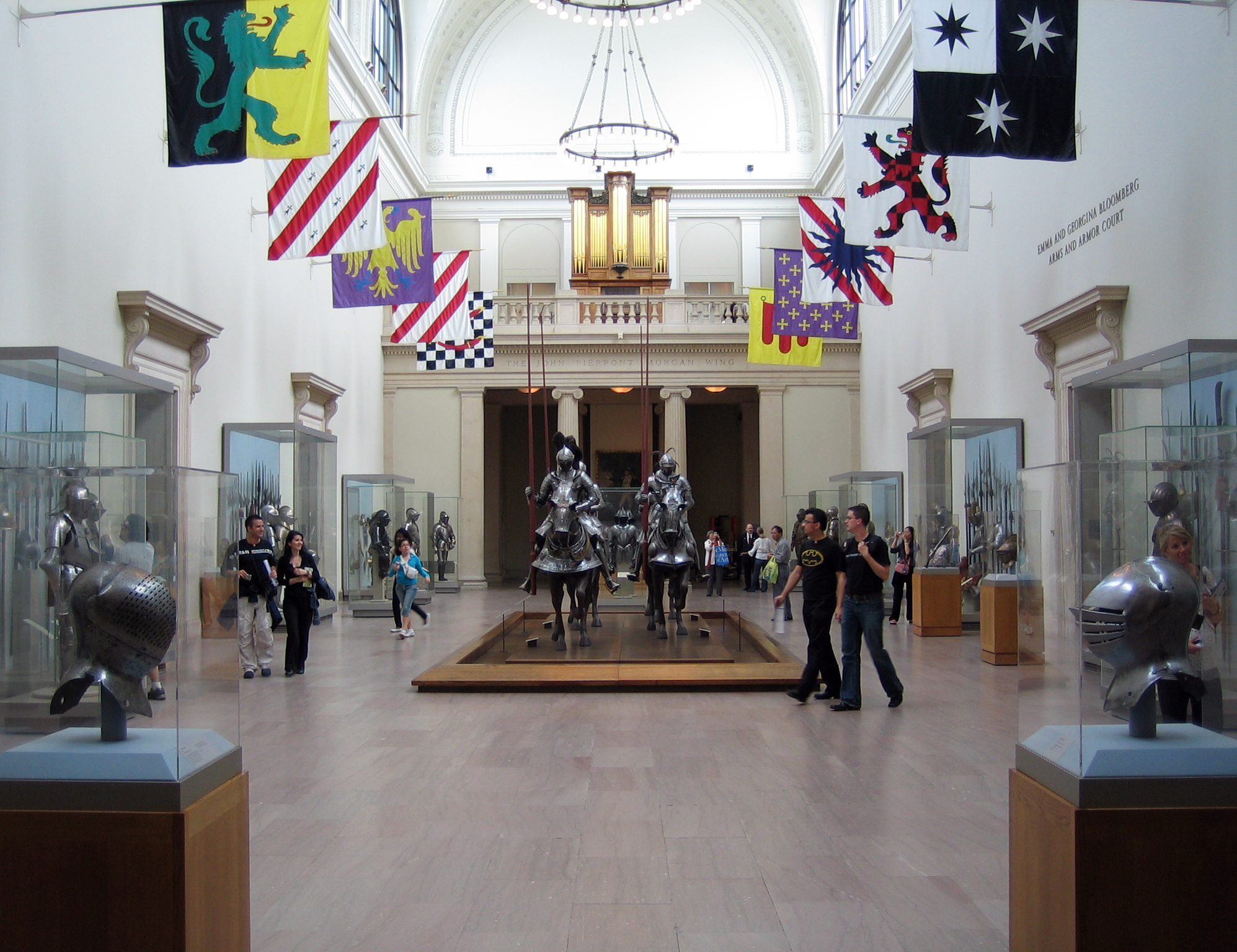
Відділ історичної зброї

Перші експонати були придбані 1881 року. 1904 року музеї придбав дві великі збірки європейської і японської зброї, і його колекція швидко здобула міжнародне визнання; 1912 року створений окремий відділ. Обсяг колекції — приблизно 14 тисяч предметів; серед них багато речей, якими користувалися особи королівської крові, включно зі зброєю короля Англії Генріха VIII, короля Франції Генріха II та імператора Фердинанда I.

### Відділ малюнків і гравюр

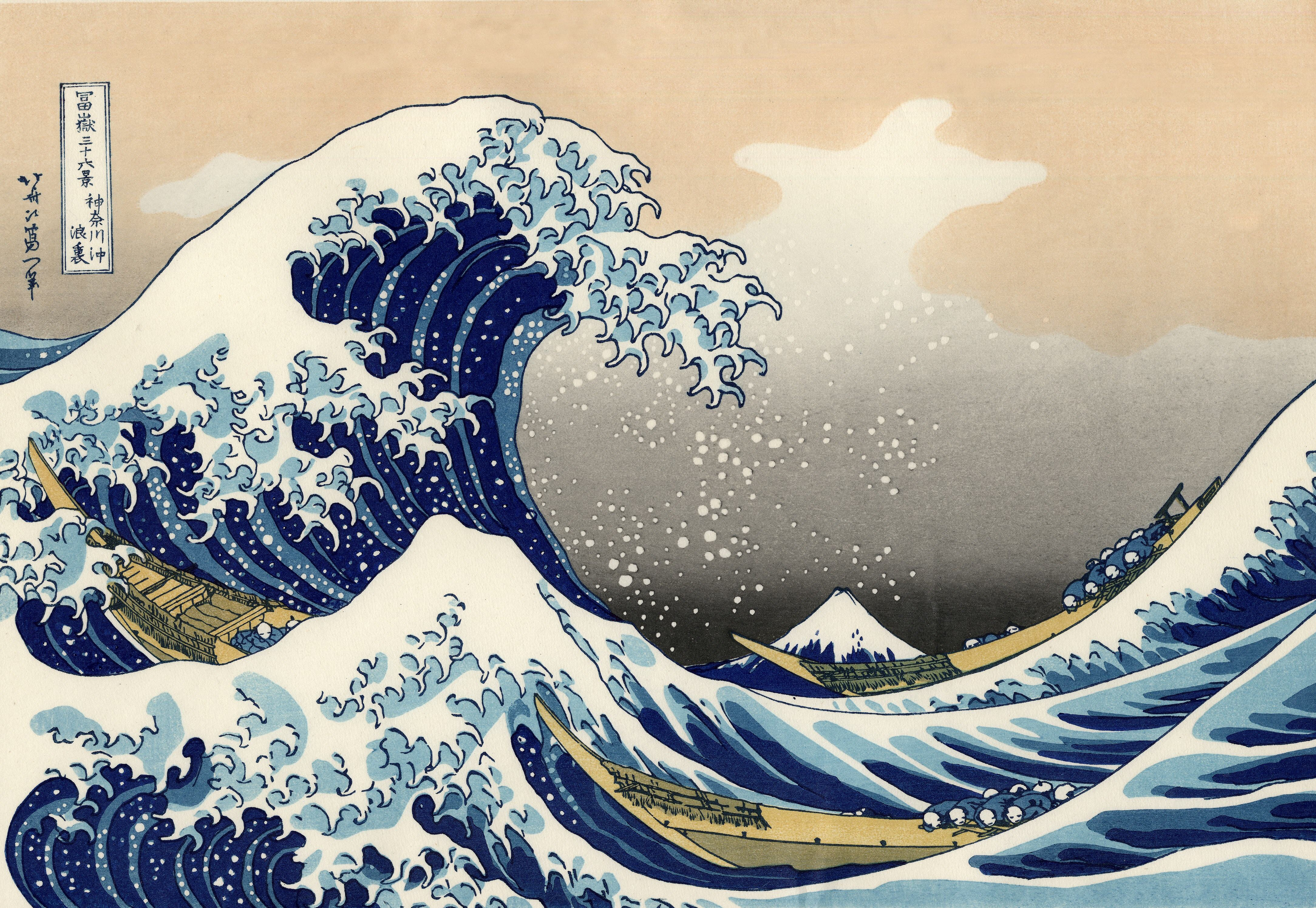
Кацусіка Хокусай, Японія. Велика хвиля в Канаґава.
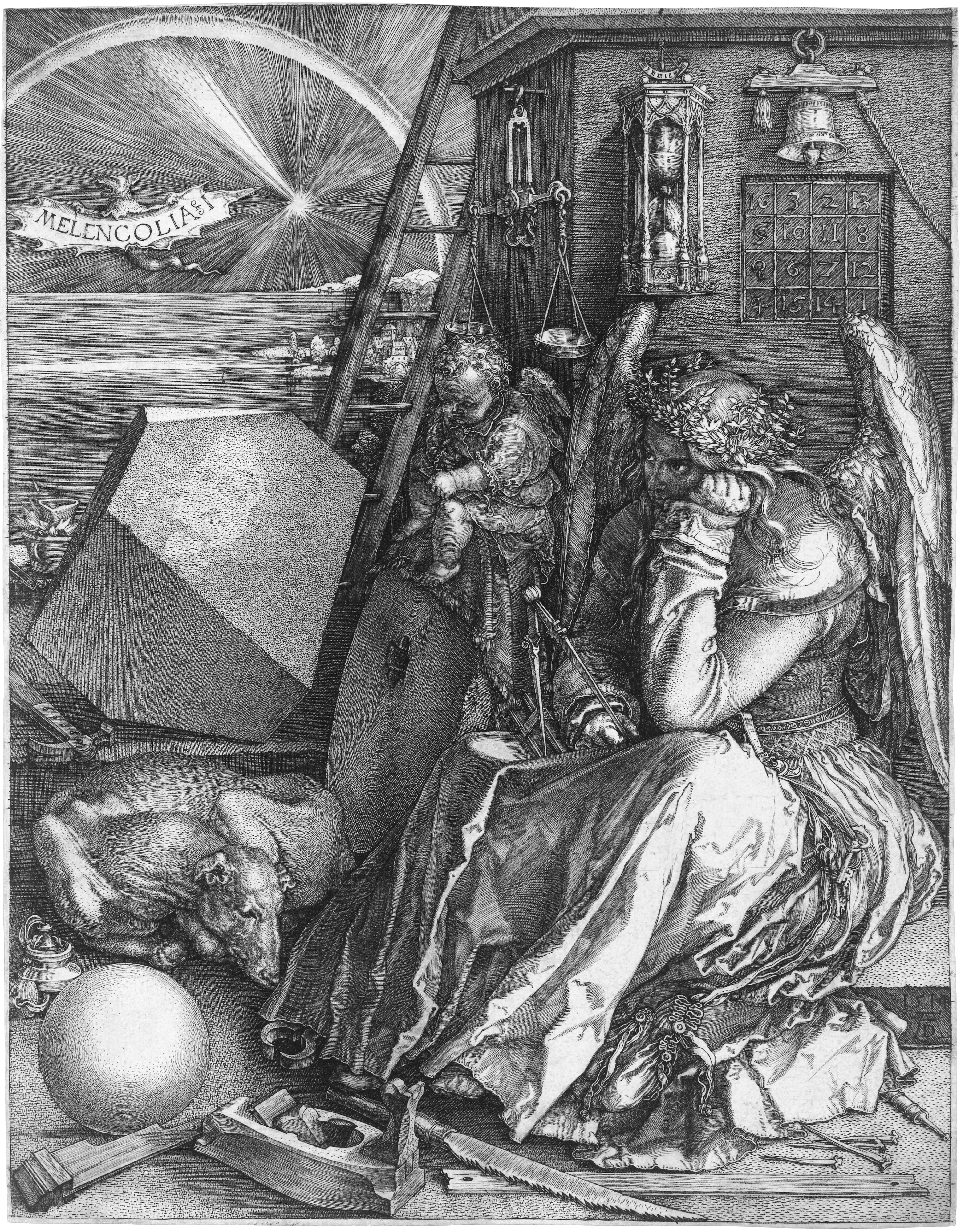
Альбрехт Дюрер. Меланхолія, гравюра на міді.
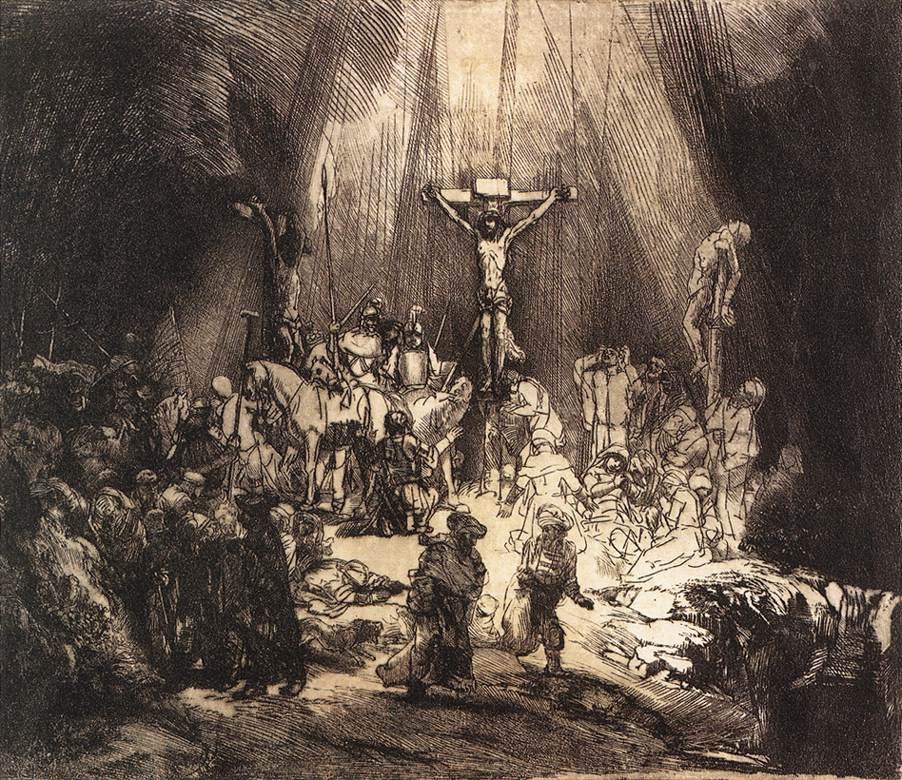
Рембрандт. «Три хреста», 1653 р.
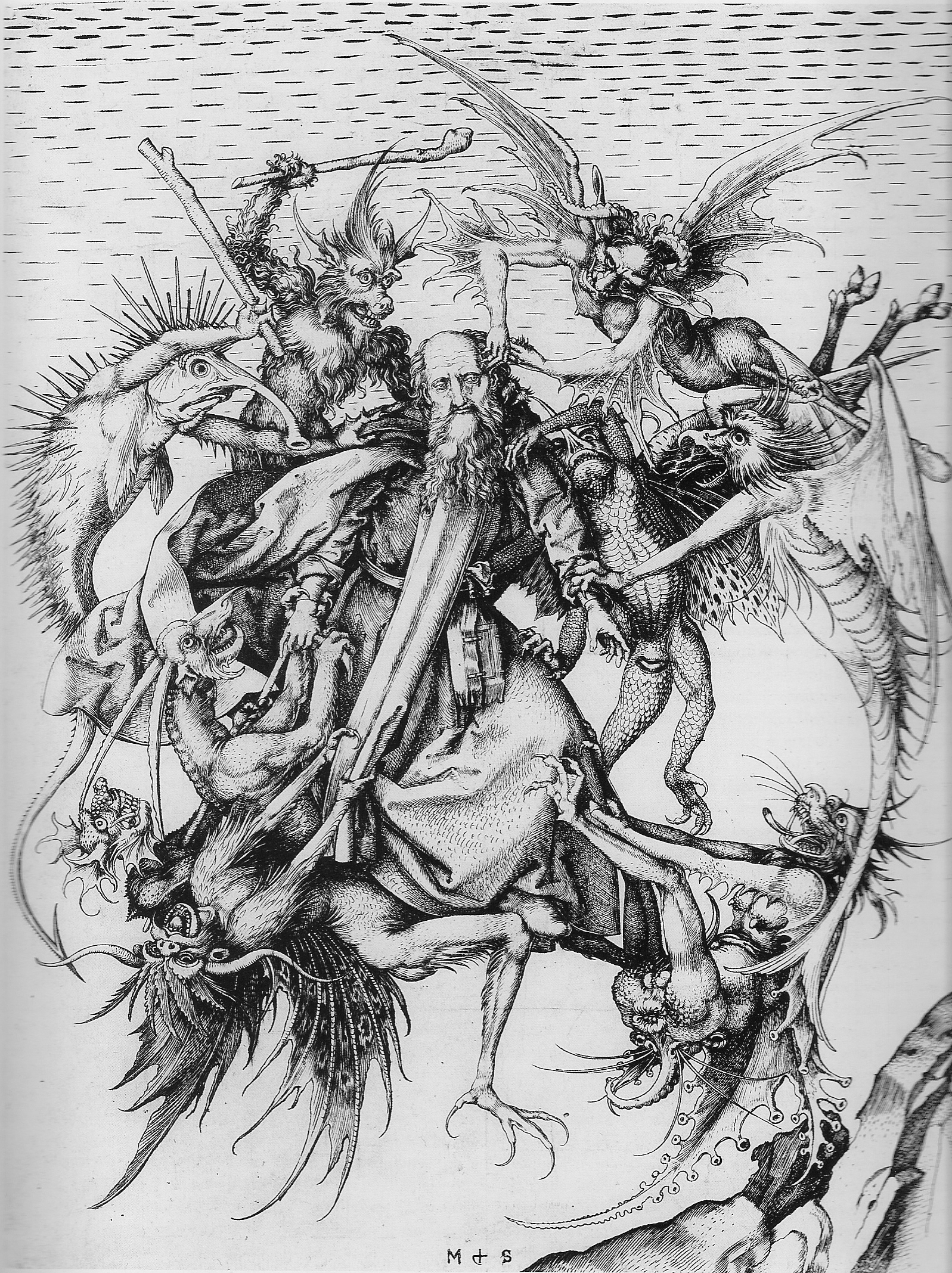
Мартин Шонгауер, Святий Антоній і демони. XV ст.
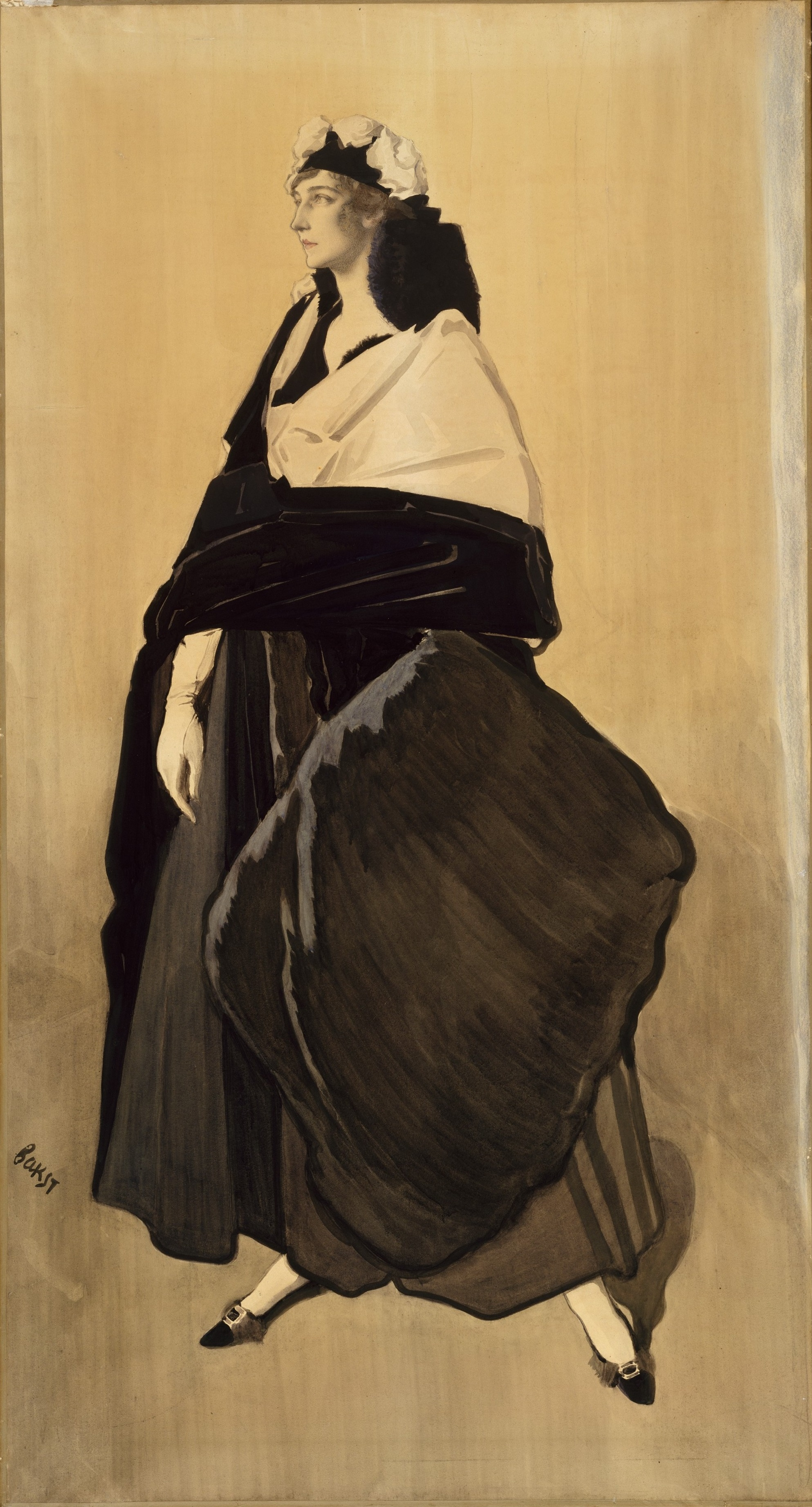
Леон Бакст. «Іда Рубінштейн», бл. 1910 р., Музей мистецтва Метрополітен, Нью-Йорк.